# Список дипломатичних місій у Швеції

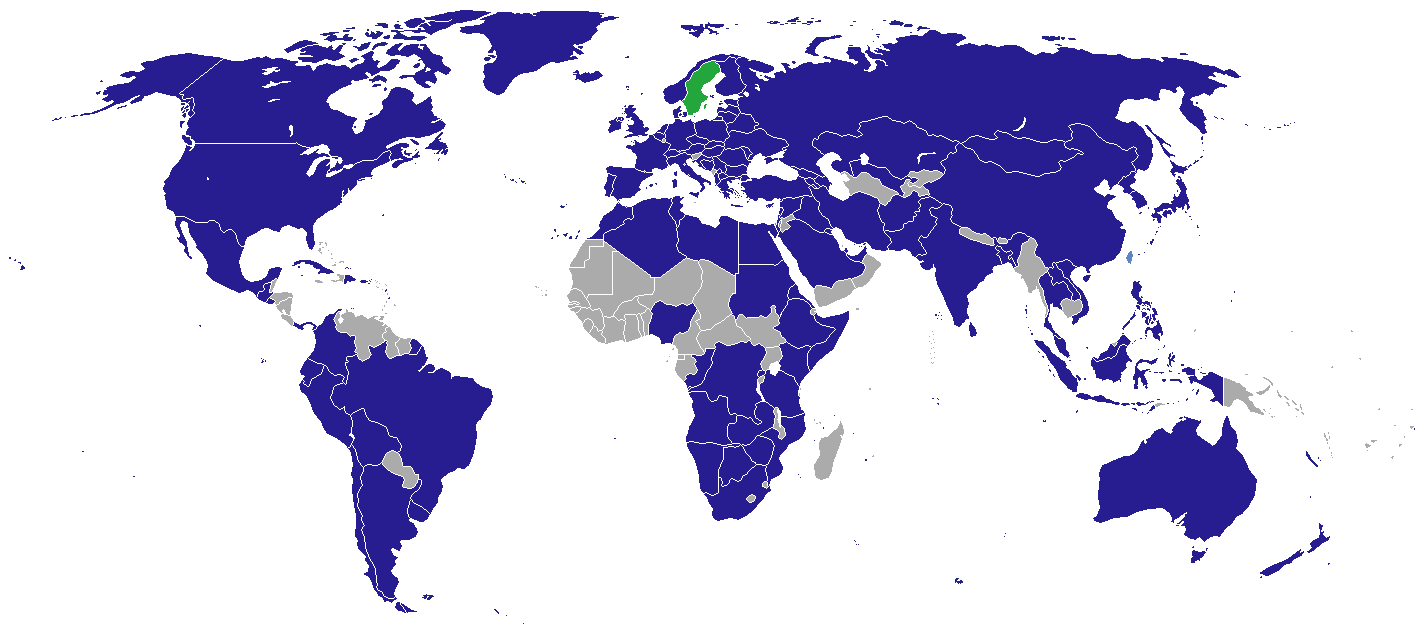
Країни, які мають посольство в Швеції.

Нижче представлений список дипломатичних місій Швеції. Наразі в столиці Швеції, місті Стокгольм, знаходяться посольства 109 держав. Деякі інші держави мають акредитованих послів в столицях інших держав, в основному в Лондоні, Берліні, Копенгагені та Брюсселі. Більшість посольств в Стокгольмі розташовані в «Дипломатичному містечку» (швед. Diplomatstaden) в районі Естермальм. Декілька посольств розташовані в комуні Лідінге поблизу Стокгольма. У Швеції є лише три консульства, всі в місті Гетеборг.

## Посольства

### Європа
- Австрія
- Азербайджан
- Албанія
- Бельгія
- Білорусь
- Болгарія
- Боснія і Герцеговина
- Ватикан (апостольська нунція)
- Велика Британія
- Вірменія
- Греція
- Грузія
- Данія
- Естонія
- Ірландія
- Ісландія
- Іспанія
- Італія
- Кіпр
- Косово
- Латвія
- Литва
- Молдова
- Нідерланди
- Німеччина
- Норвегія
- Польща
- Португалія
- Північна Македонія
- Росія
- Румунія
- Сербія
- Словаччина
- Угорщина
- Україна (Посольство України у Швеції)
- Фінляндія
- Франція
- Хорватія
- Чехія
- Швейцарія

### Азія та Австралія
- Австралія
- Афганістан
- Бангладеш
- В'єтнам
- Ізраїль
- Індія
- Індонезія
- Ірак
- Іран
- Казахстан
- Катар
- КНР
- Кувейт
- Лаос
- Ліван
- Малайзія
- Монголія
- Нова Зеландія
- ОАЕ
- Пакистан
- Палестина
- Південна Корея
- Північна Корея
- Саудівська Аравія
- Сирія
- Таїланд
- Туреччина
- Шрі-Ланка
- Японія

### Америка
- Аргентина
- Болівія
- Бразилія
- Венесуела
- Гватемала
- Домініканська Республіка
- Еквадор
- Канада
- Колумбія
- Куба
- Мексика
- Нікарагуа
- Панама
- Парагвай
- Перу
- Сальвадор
- США
- Уругвай
- Чилі

### Африка
- Алжир
- Ангола
- Ботсвана
- ДР Конго
- Еритрея
- Ефіопія
- Єгипет
- Замбія
- Зімбабве
- Кенія
- Лівія
- Марокко
- Мозамбік
- Намібія
- ПАР
- Республіка Конго
- Руанда
- Сомалі
- Судан
- Танзанія
- Туніс

## Консульства
- КНР: Гетеборг
- Росія: Гетеборг
- Чилі: Гетеборг

## Акредитовані посли

### Лондон
- Багамські Острови
- Барбадос
- Бахрейн
- Габон
- Гамбія
- Домініка
- Камбоджа
- Камерун
- Коста-Рика
- Маврикій
- Малаві
- Мальдіви
- М'янма
- Нігерія
- Есватіні
- Сейшельські Острови
- Сьєрра-Леоне
- Тринідад і Тобаго
- Туркменістан
- Ямайка

### Берлін
- Гвінея
- Йорданія
- Киргизстан
- Ліван
- Мадагаскар
- Малі
- Оман
- Того
- Узбекистан
- Чад

### Копенгаген
- Бенін
- Буркіна-Фасо
- Кот-д'Івуар
- Гана
- Люксембург
- Непал
- Нігер
- Словенія
- Уганда

### Брюссель
- Бутан
- Гондурас
- Джибуті
- Самоа
- Сан-Томе і Принсіпі
- Сент-Кіттс і Невіс

### Інші міста
- Андорра: Андорра-ла-Велья
- Бурунді: Осло
- Ємен: Гаага
- Лесото: Дублін
- Мавританія: Париж
- Мальта: Гаага
- Південний Судан: Осло
- Сан-Марино: Сан-Марино
- Сенегал: Гаага
- Сінгапур: Сінгапур
- Філіппіни: Осло

## Галерея

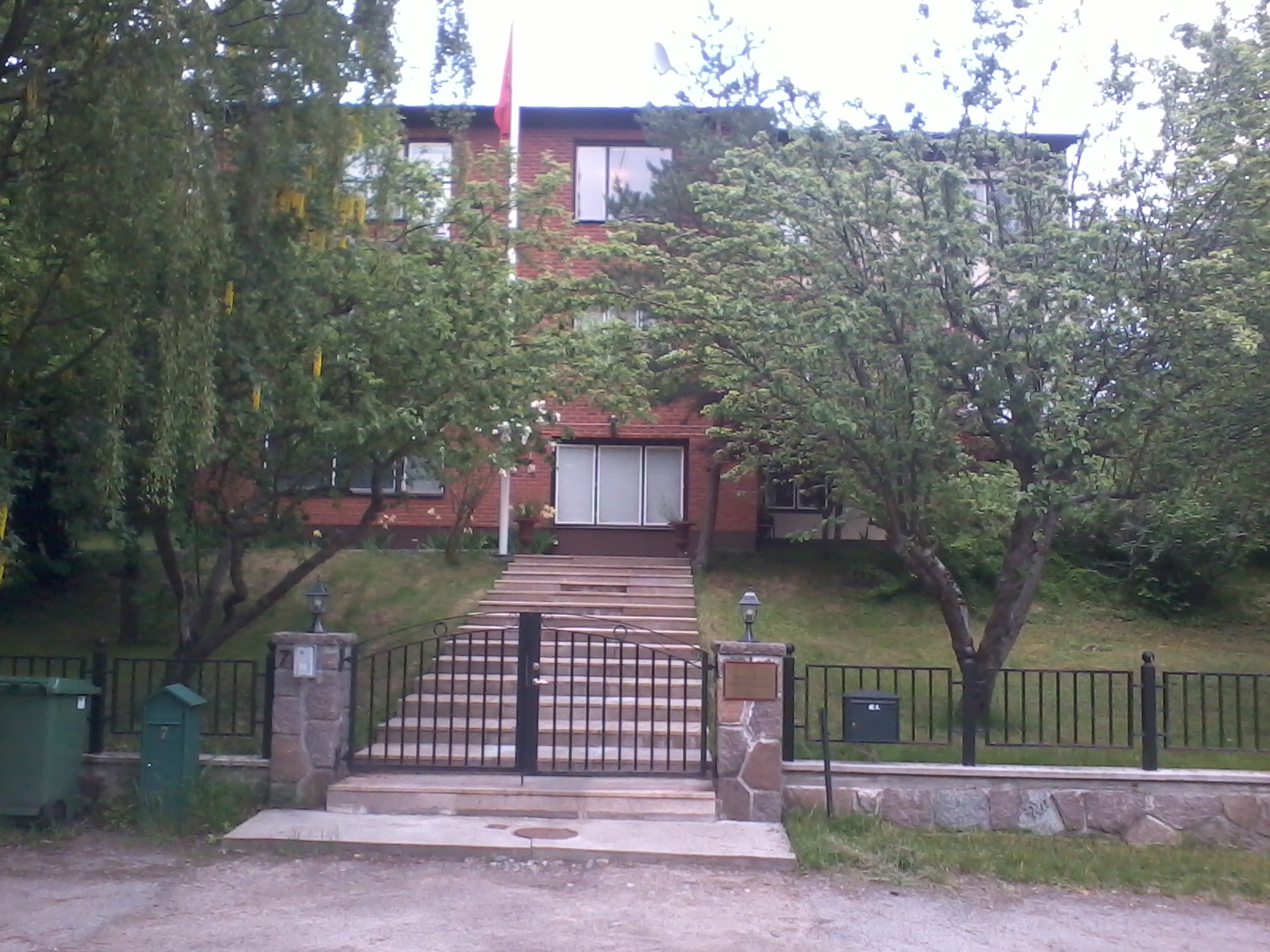
Посольство Албанії
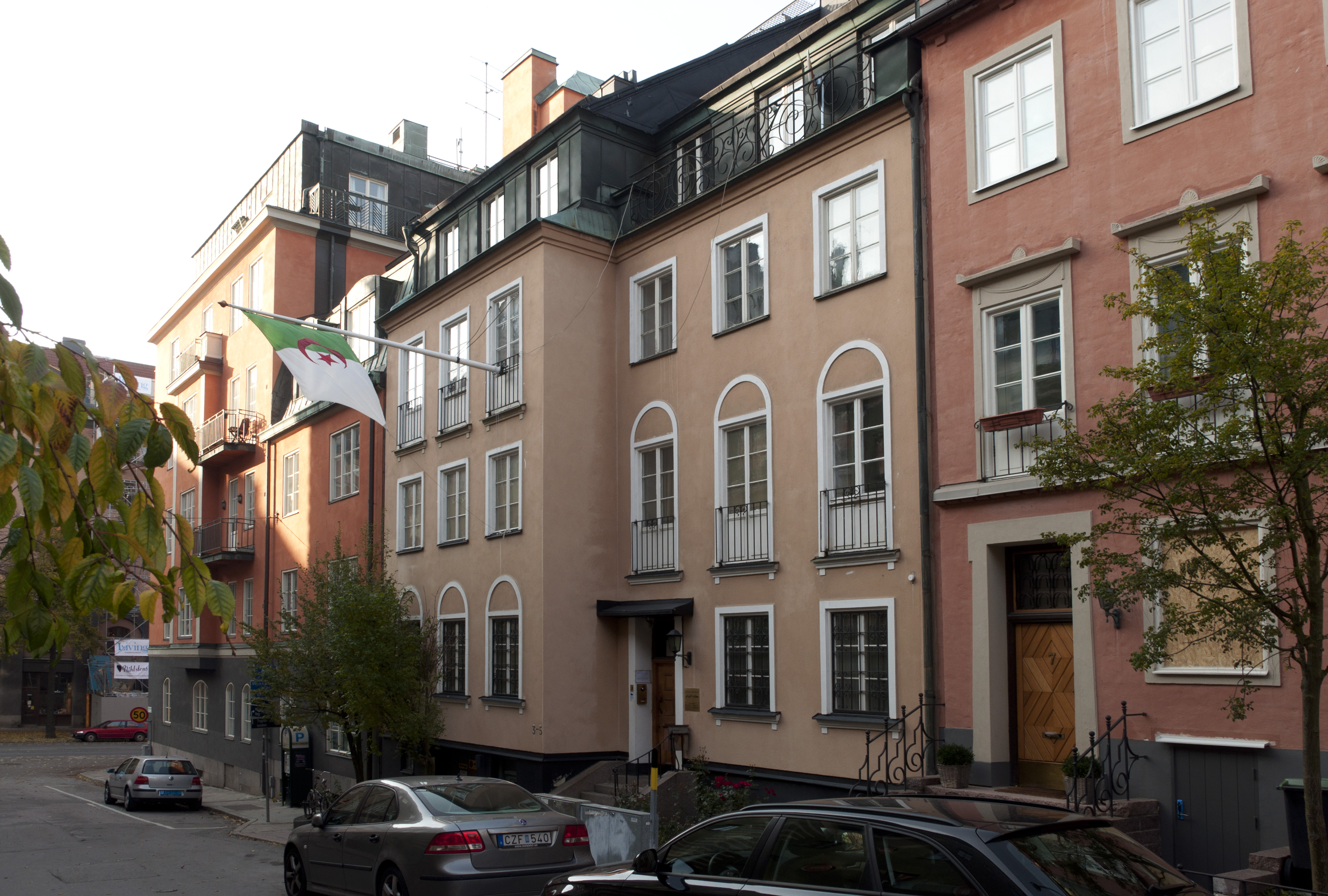
Посольство Алжиру
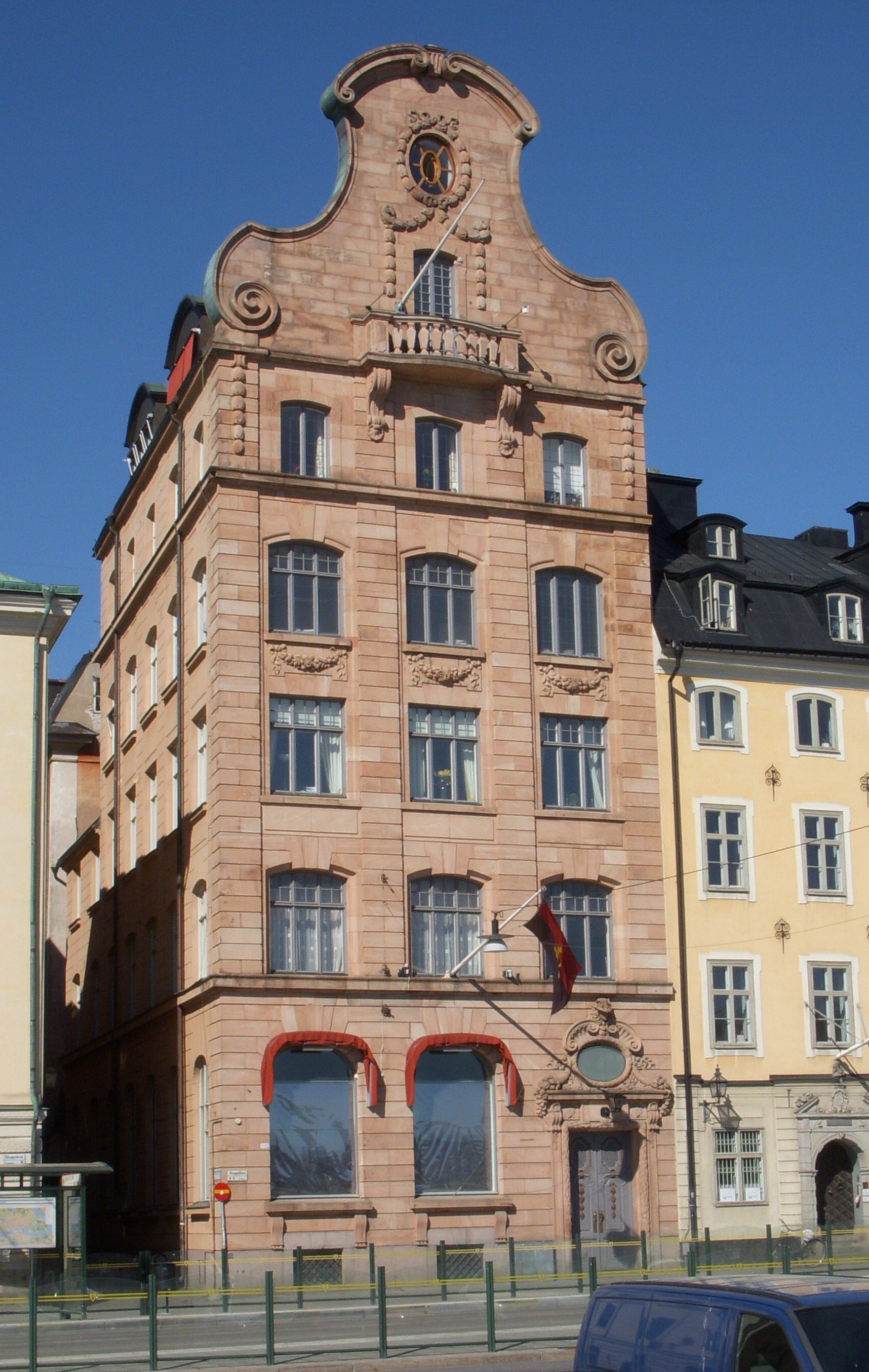
Посольство Анголи
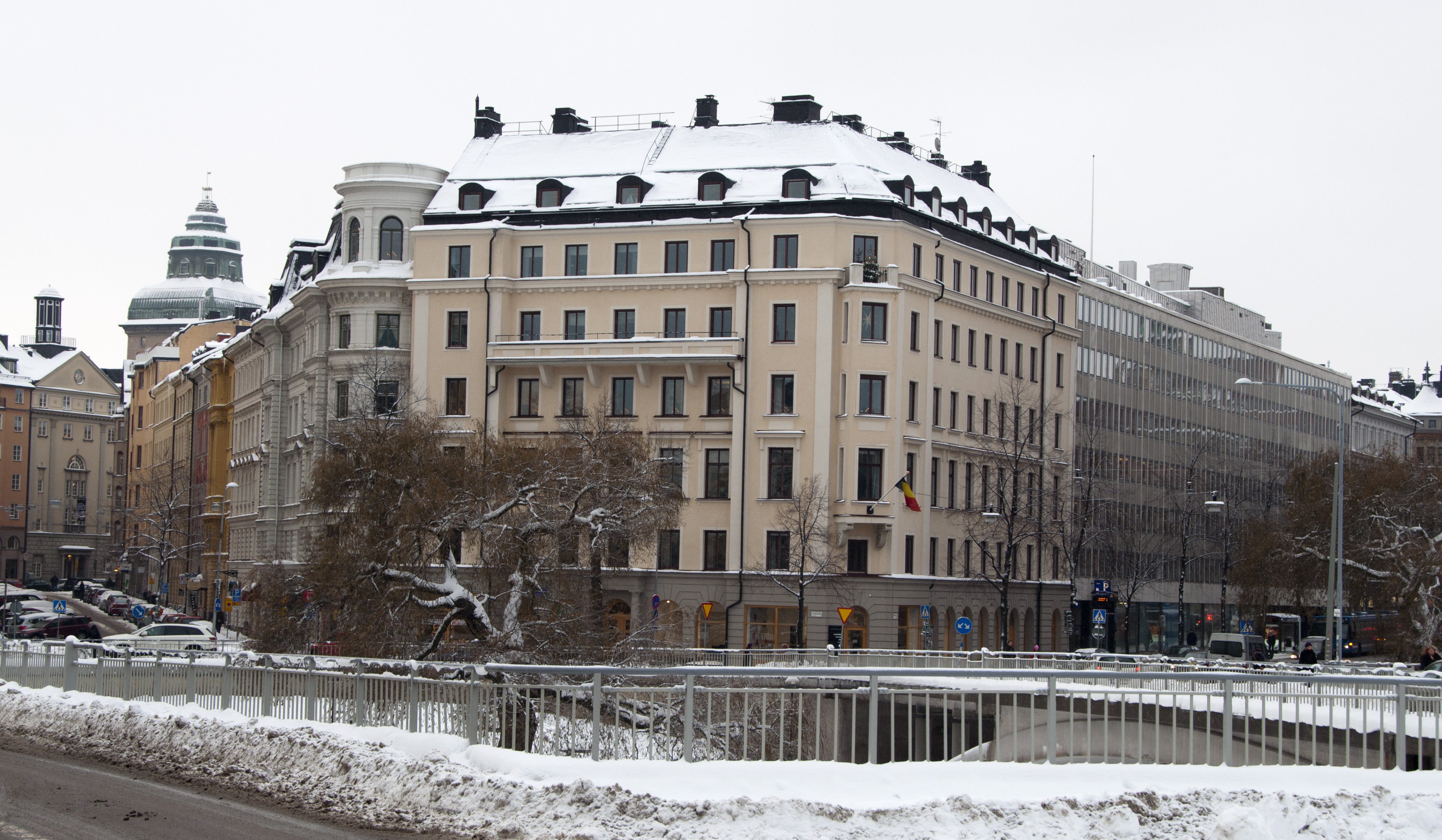
Посольство Бельгії
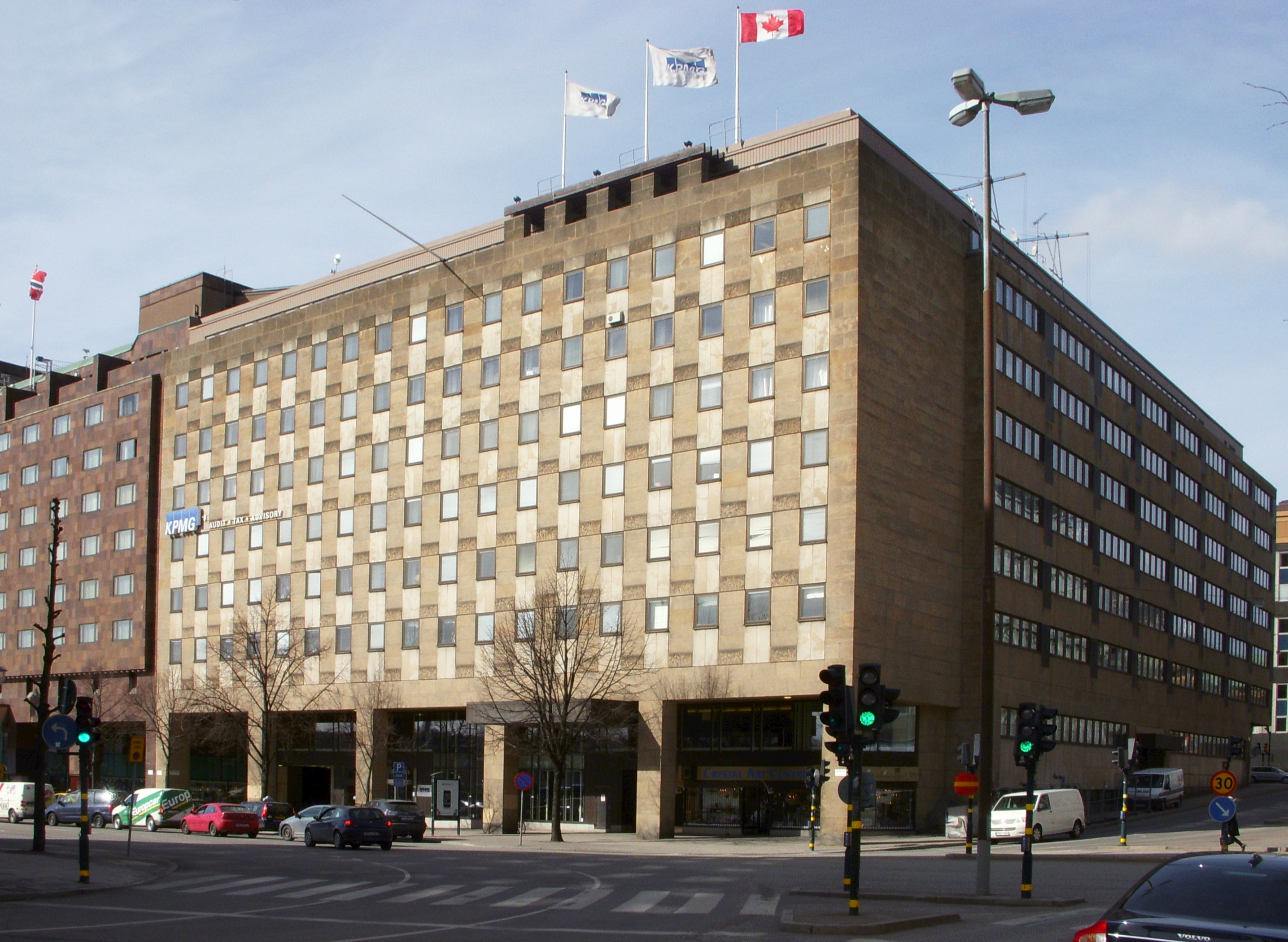
Посольство Болгарії
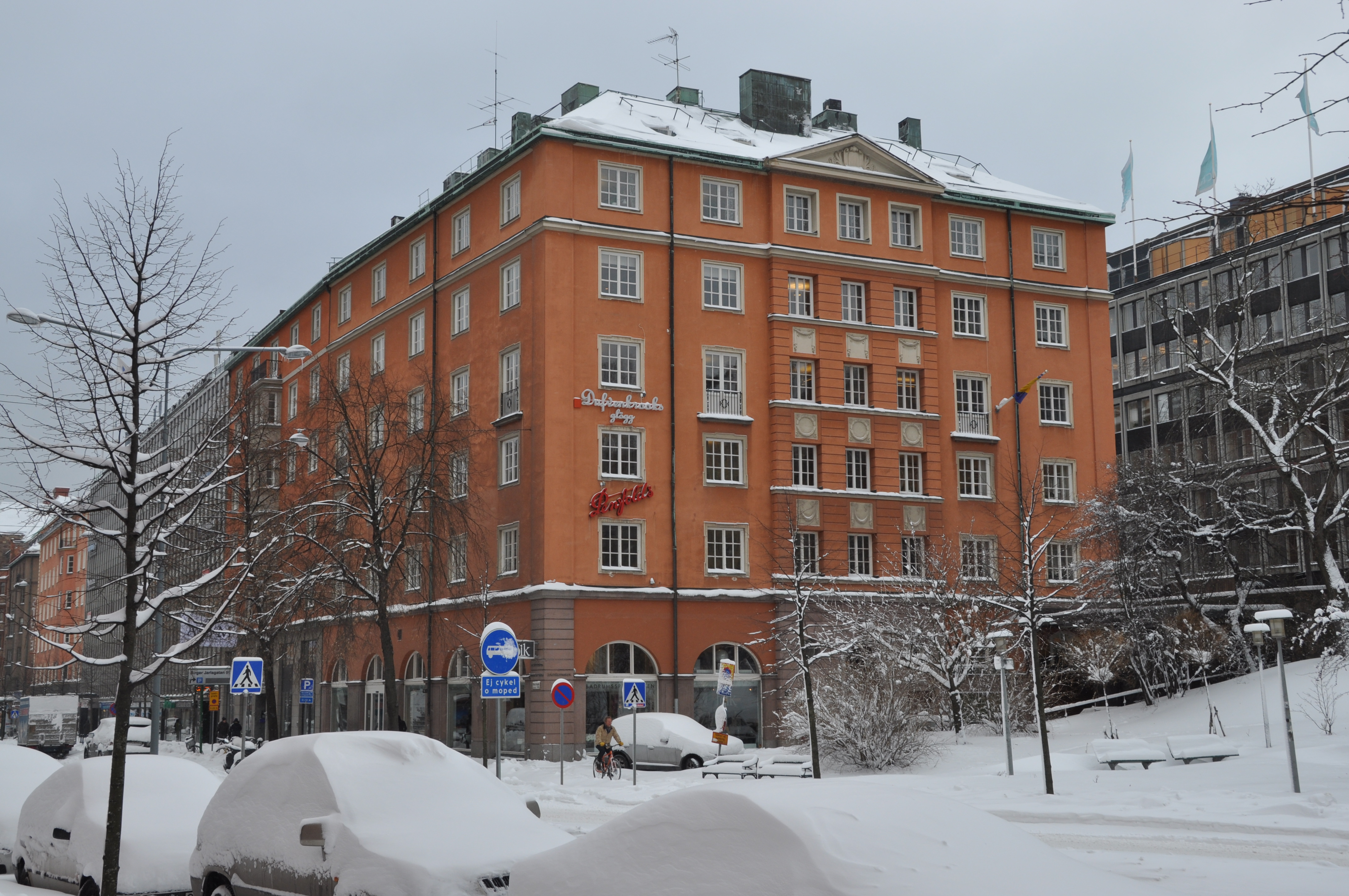
Посольство Боснії і Герцеговини
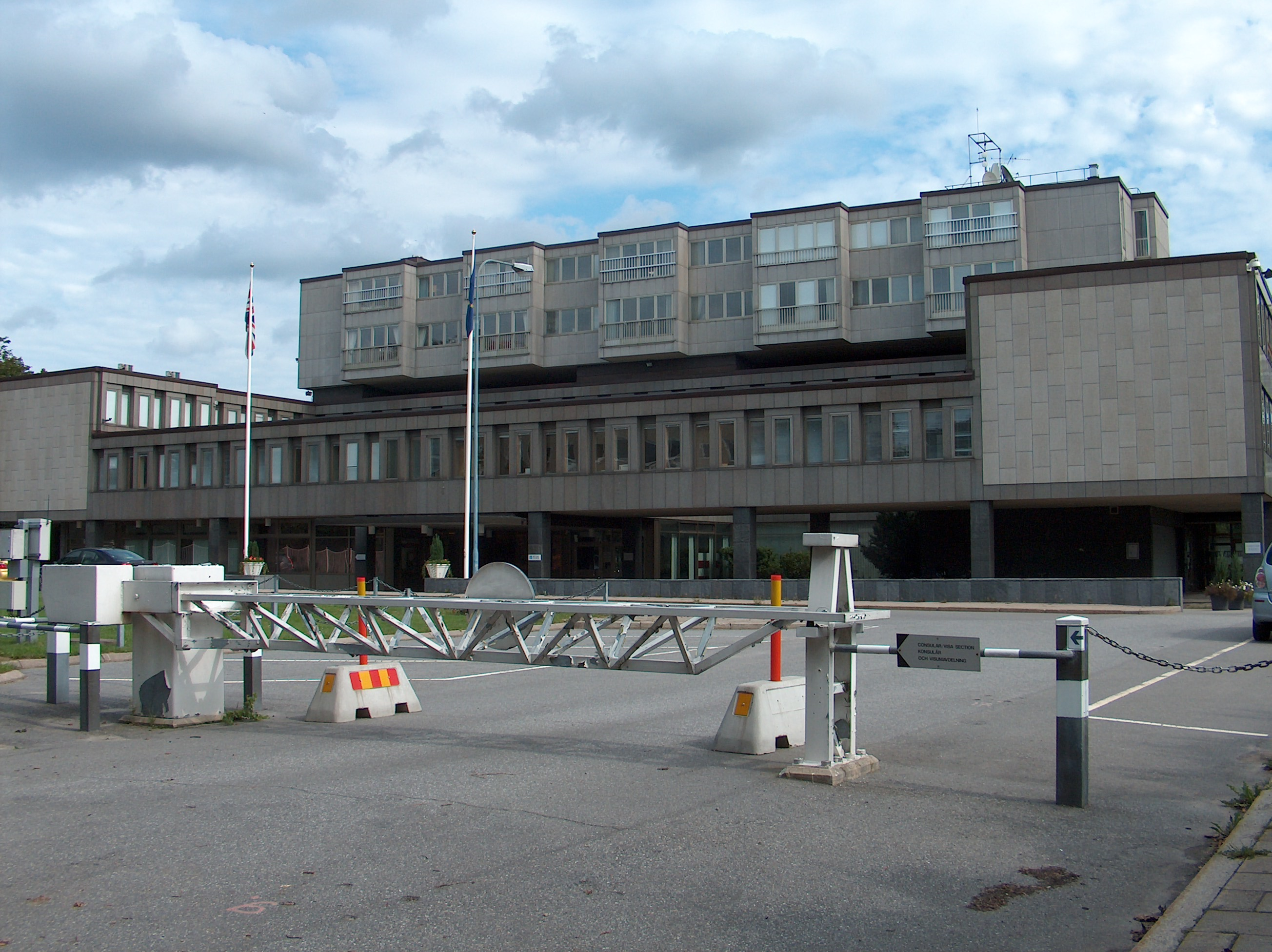
Посольство Великої Британії
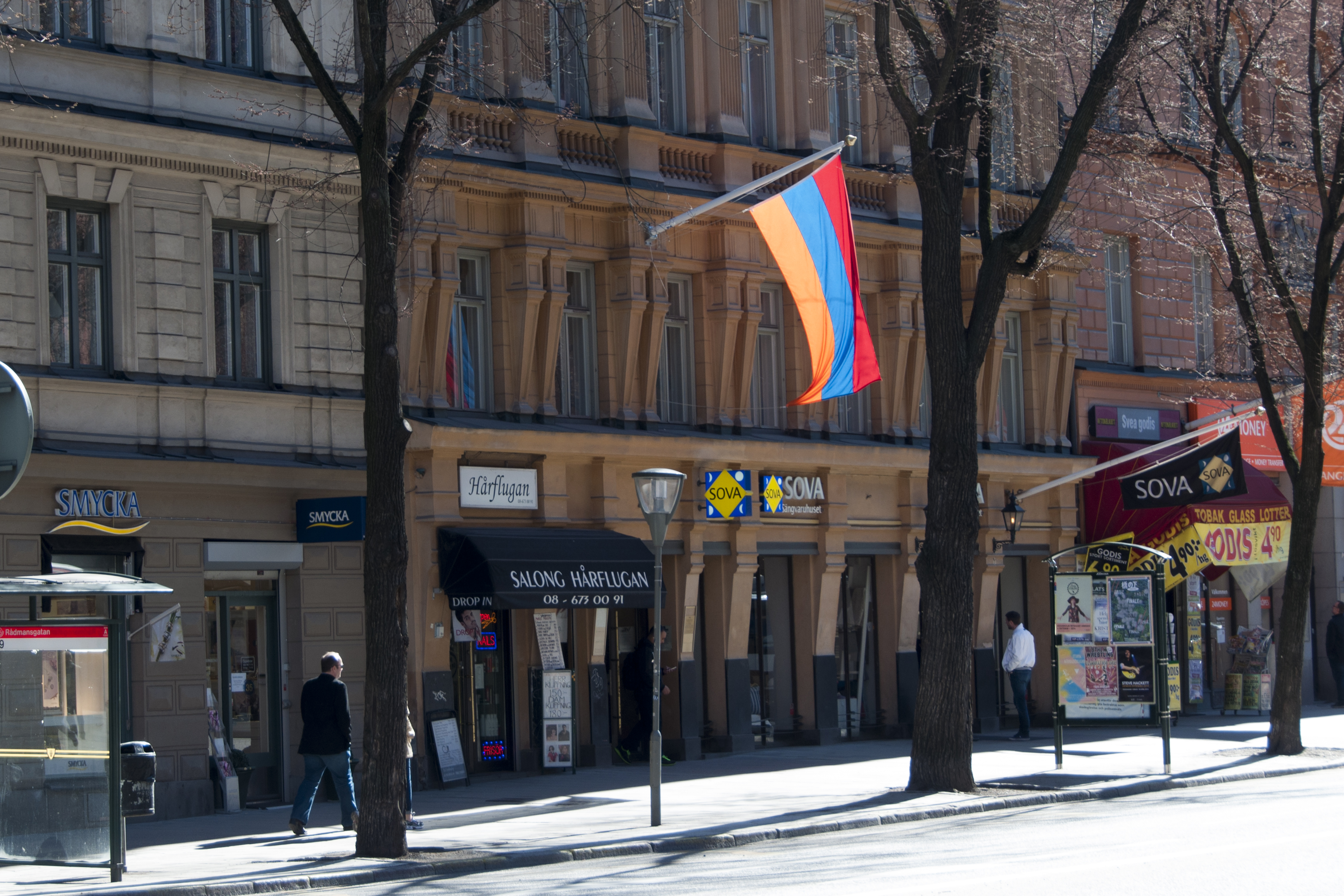
Посольство Вірменії
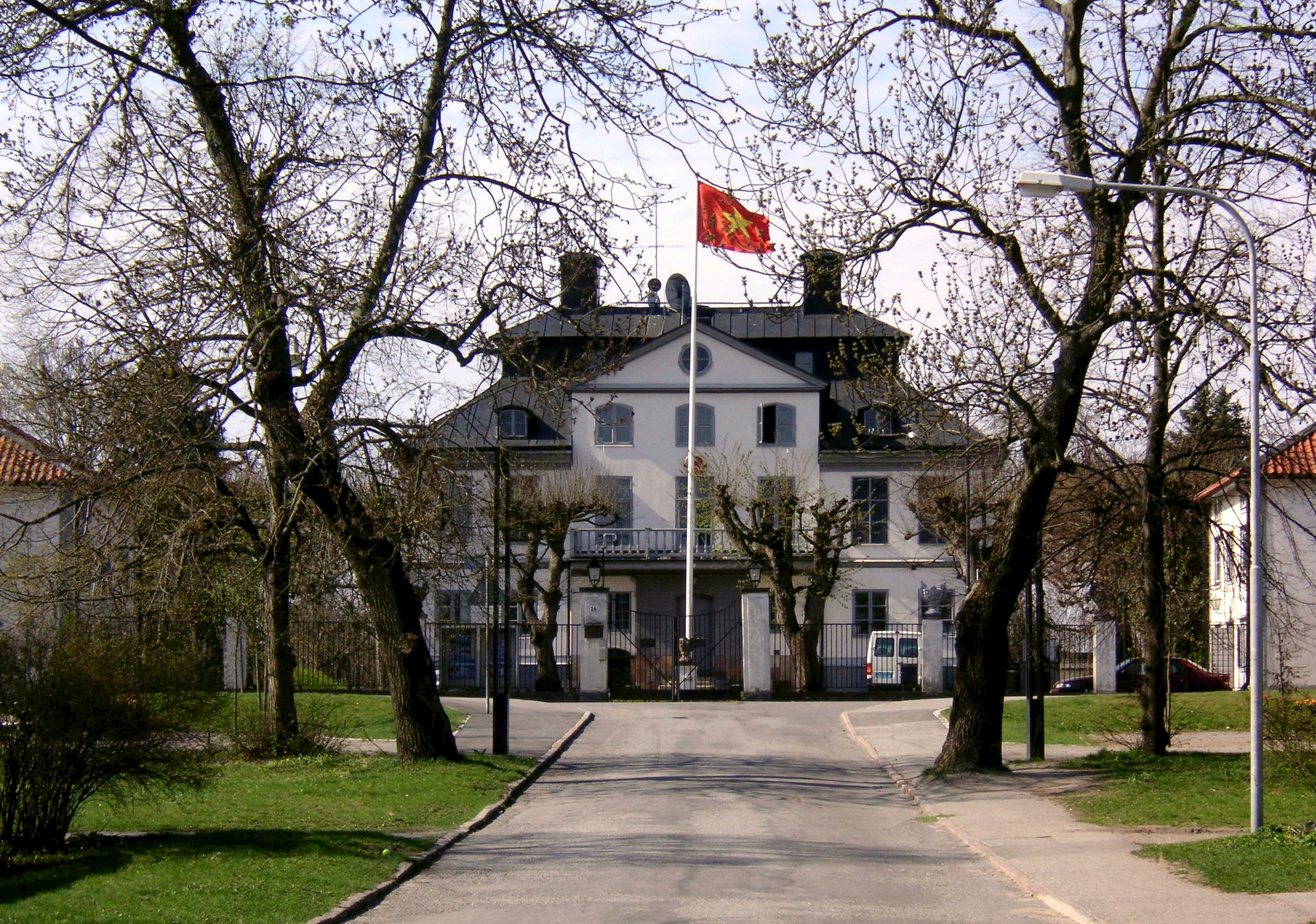
Посольство В'єтнаму
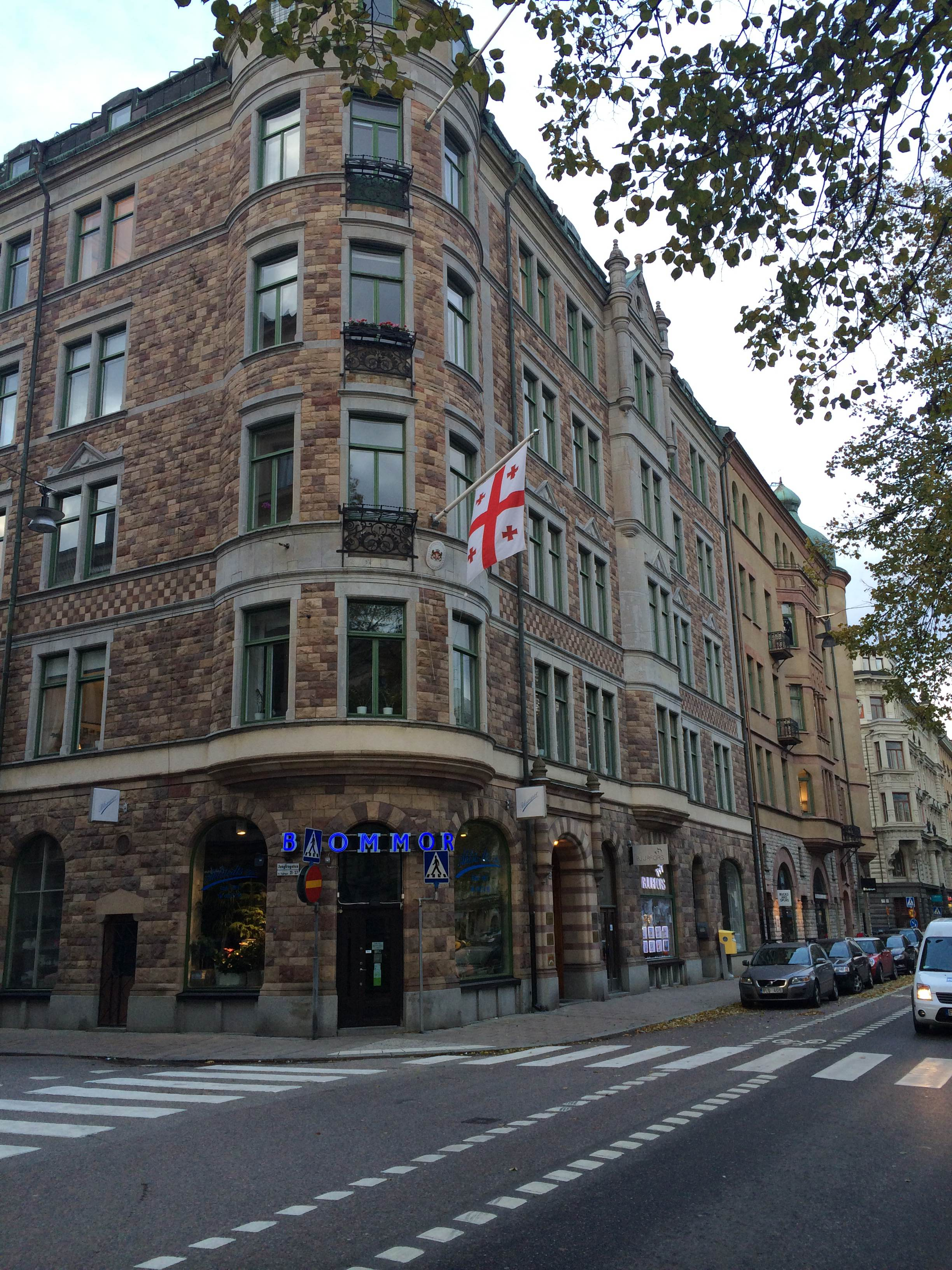
Посольство Грузії
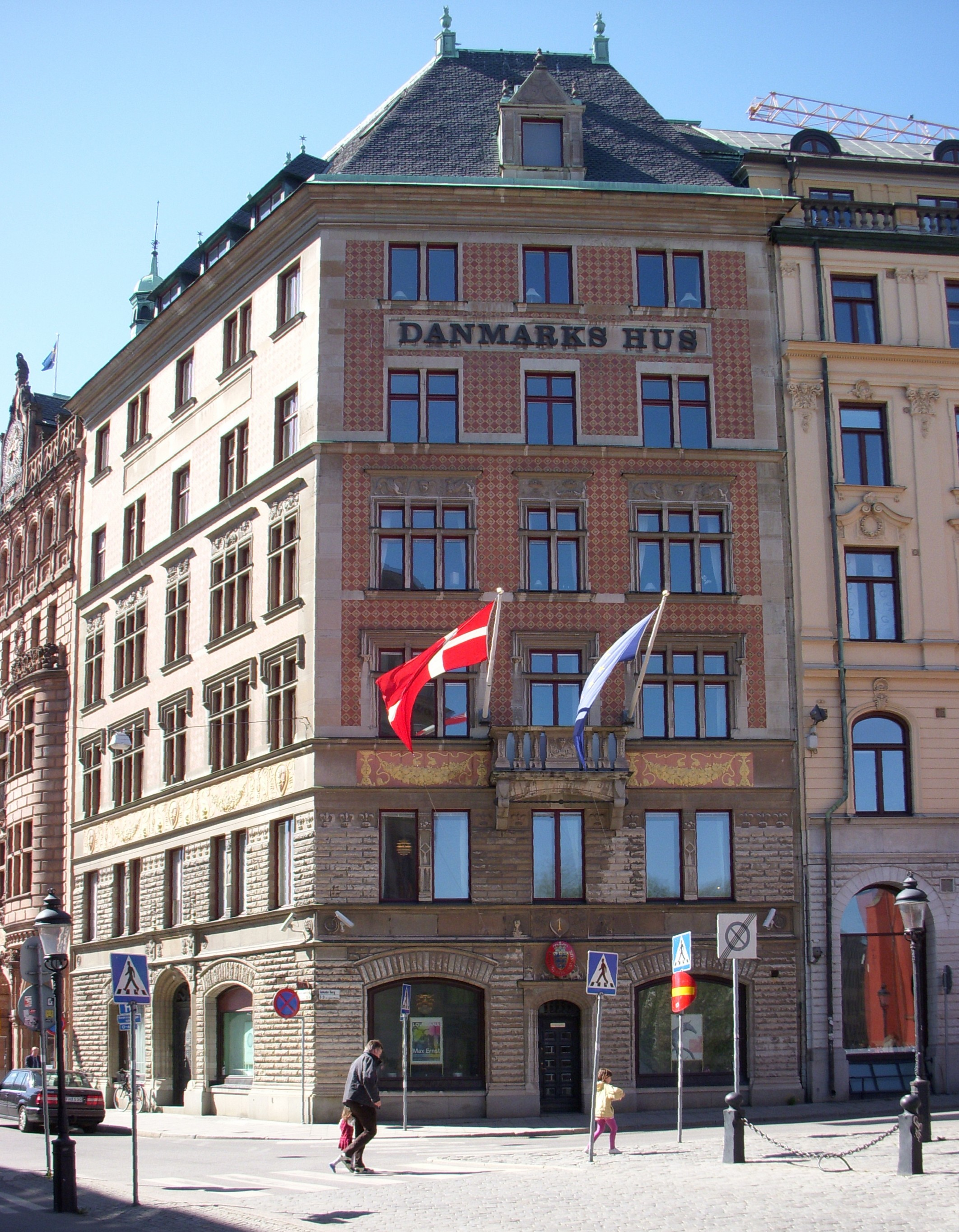
Посольство Данії
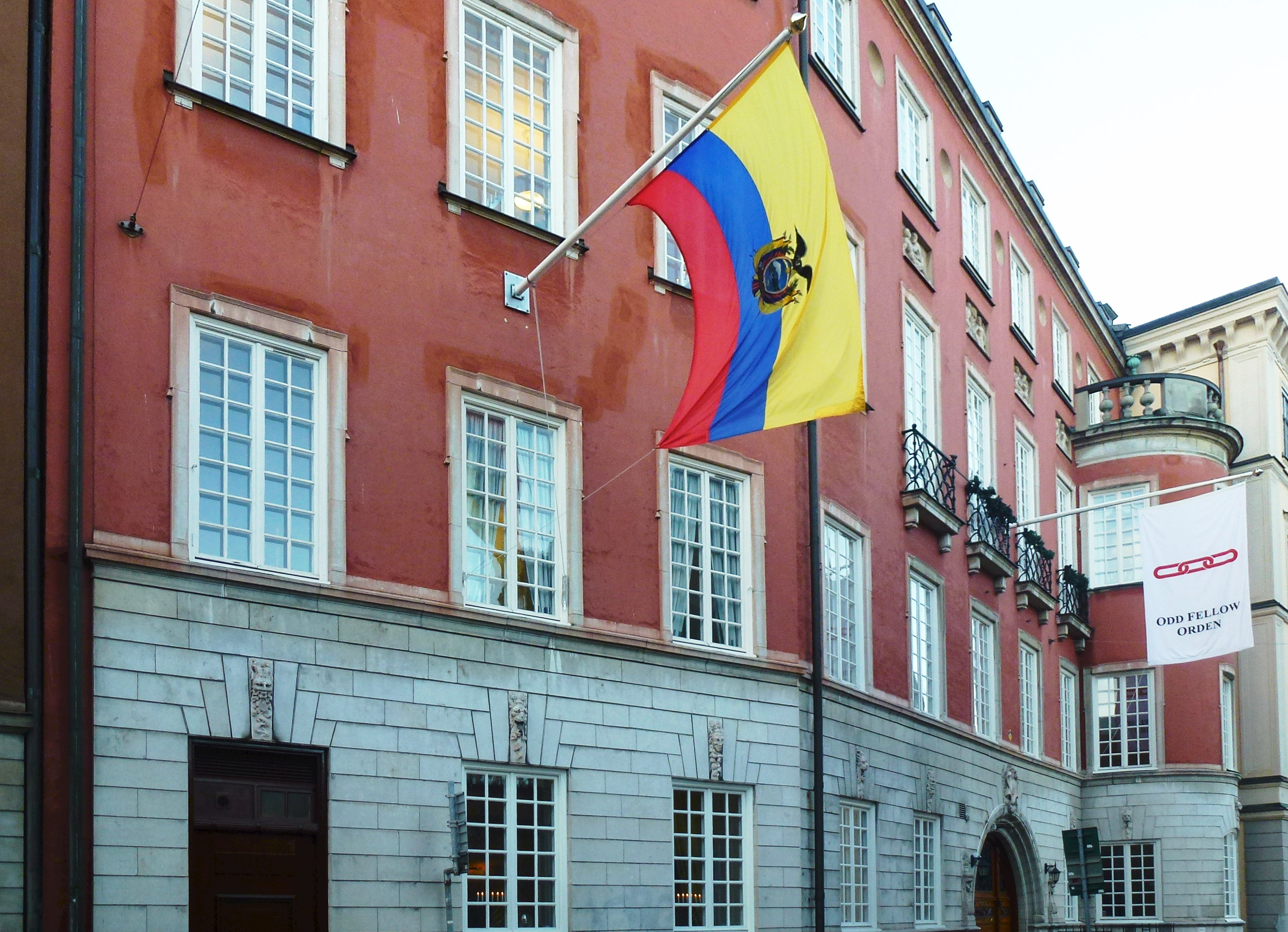
Посольство Еквадору
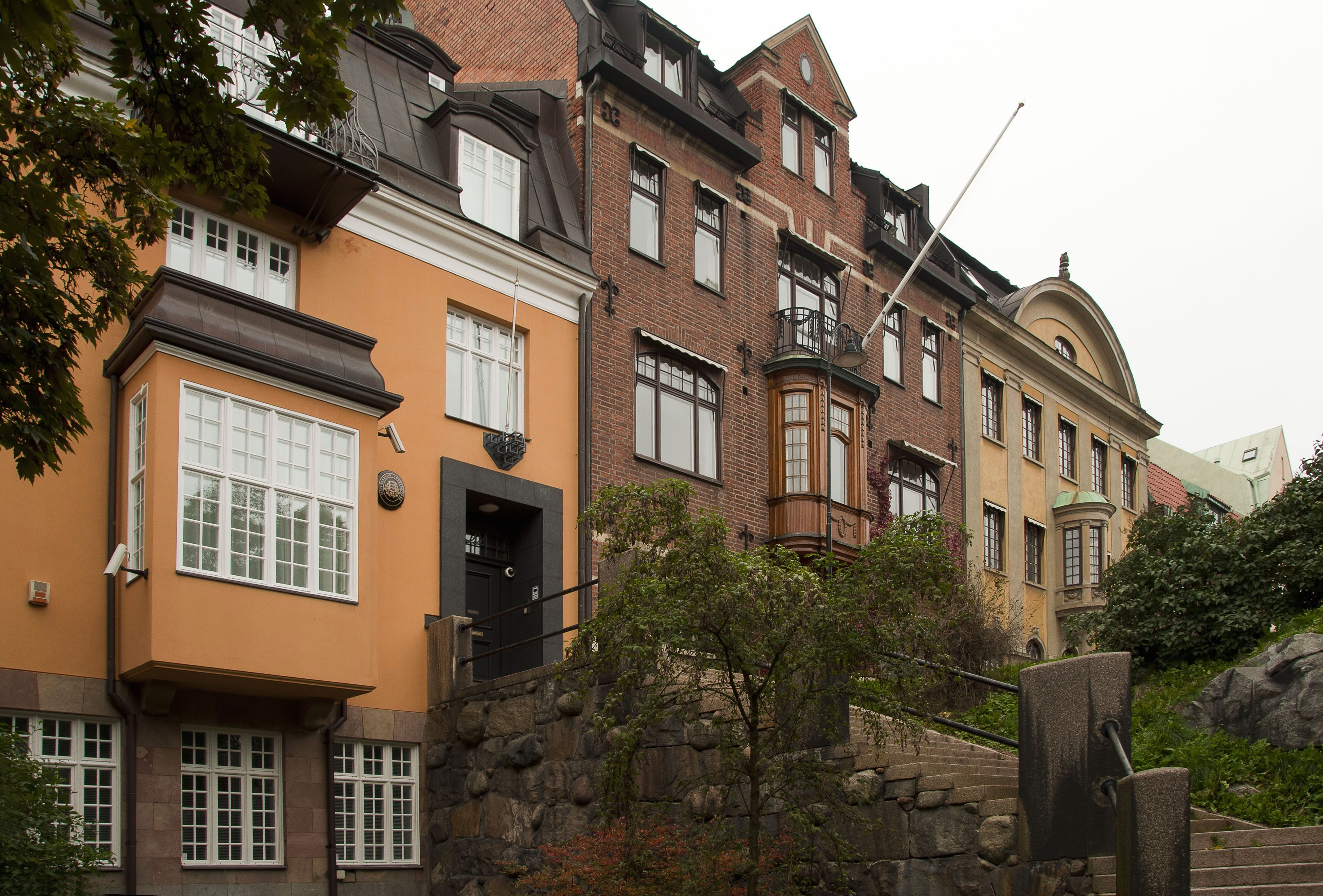
Посольство Естонії
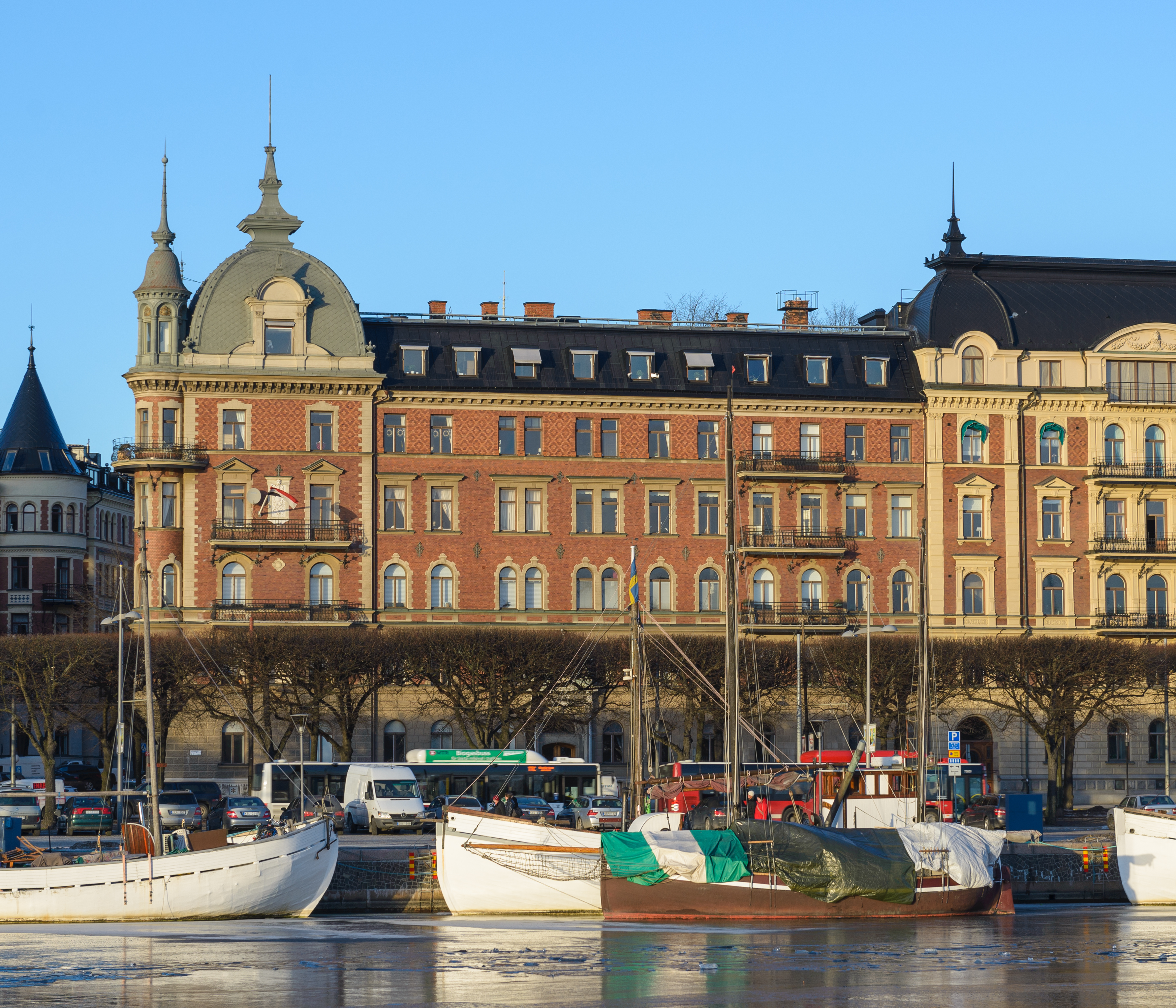
Посольство Єгипту
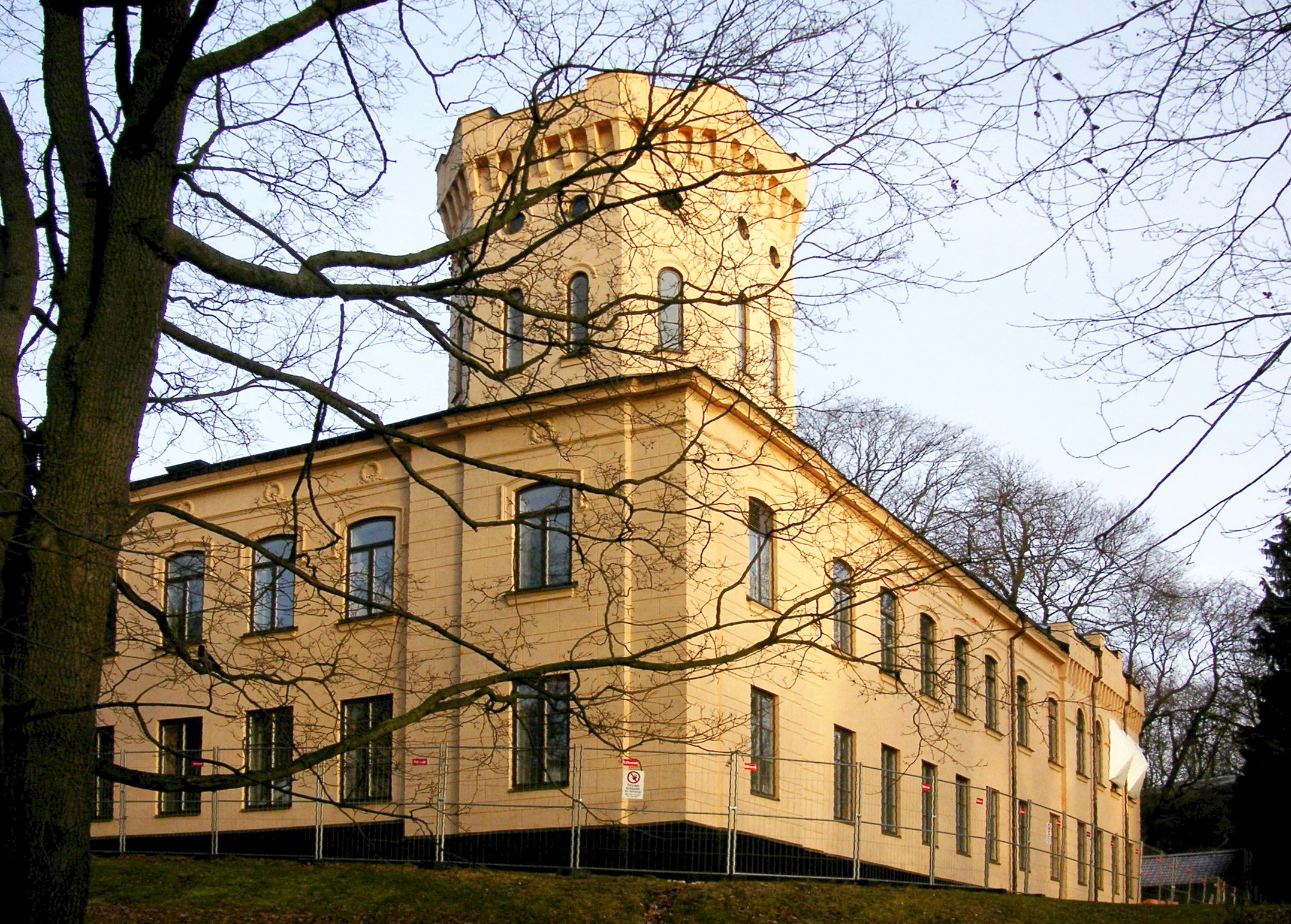
Посольство Ізраїлю
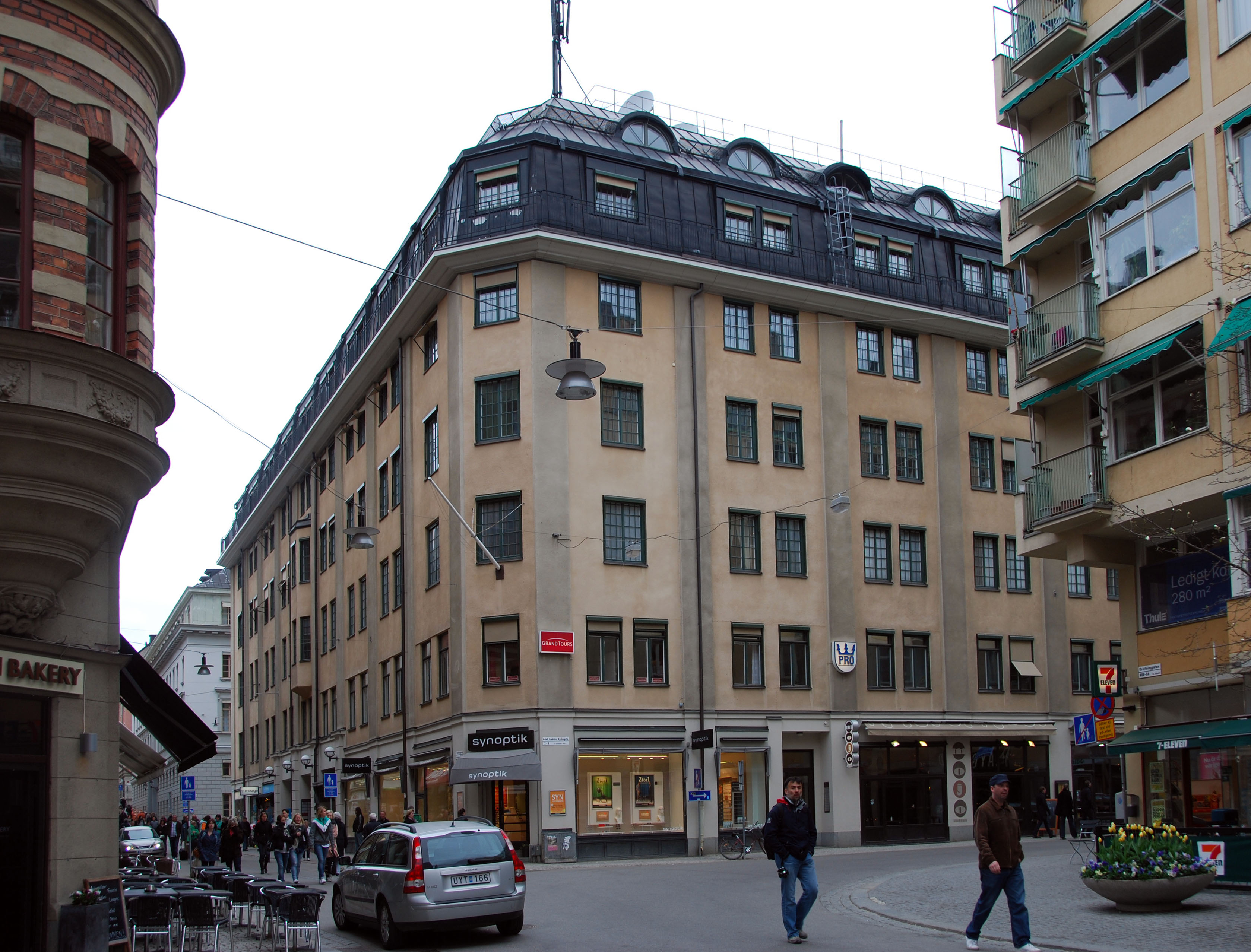
Посольство Індії
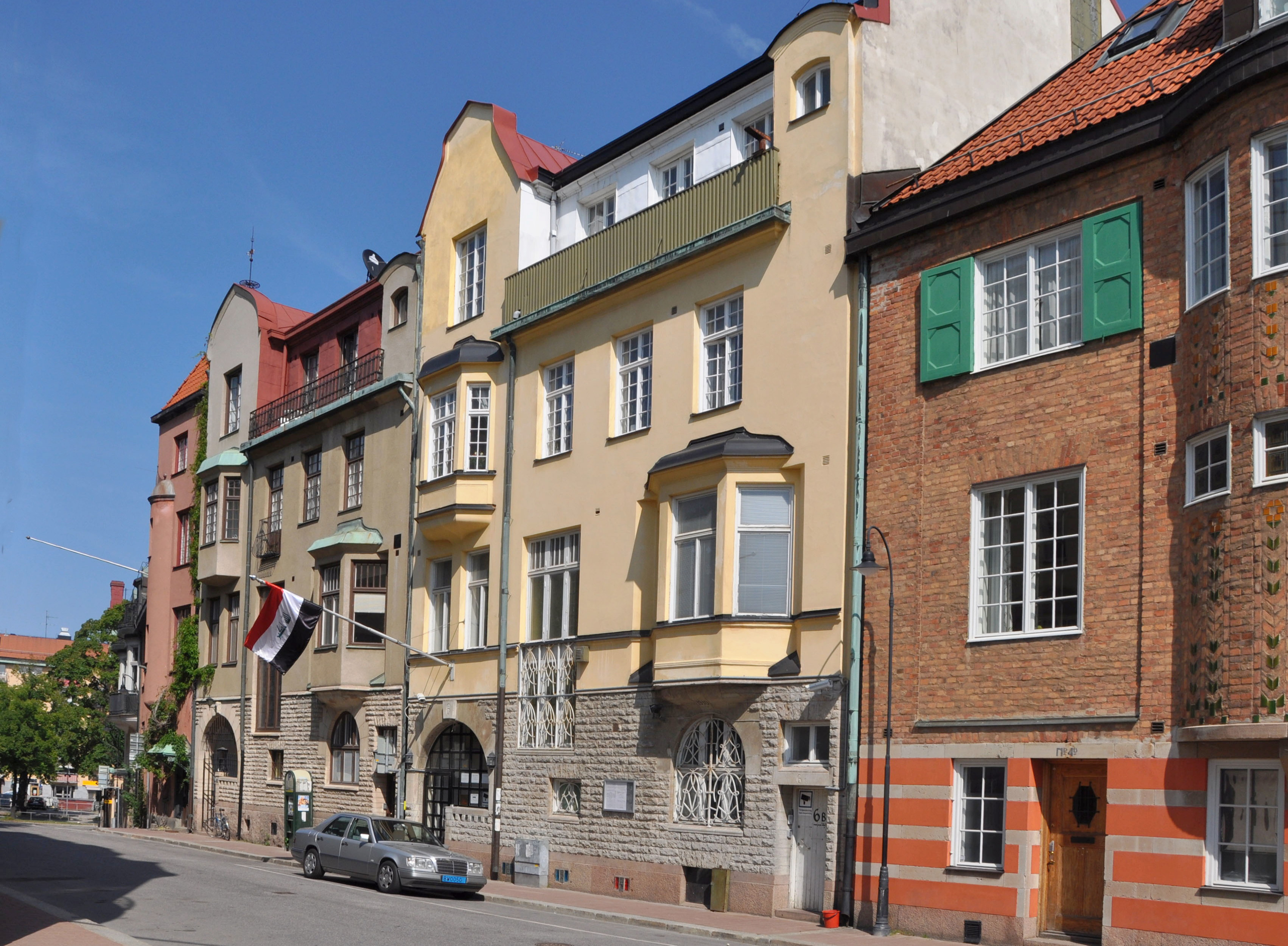
Посольство Іраку
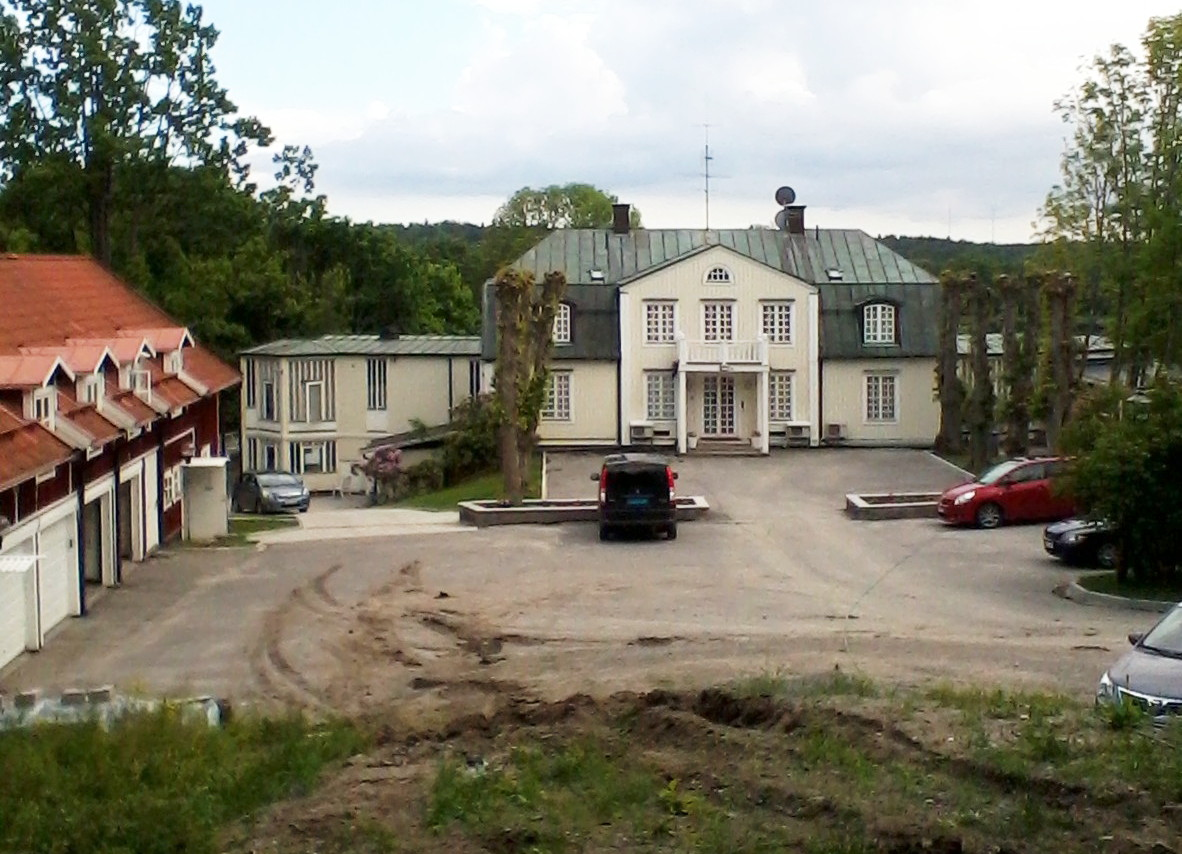
Посольство Ірану
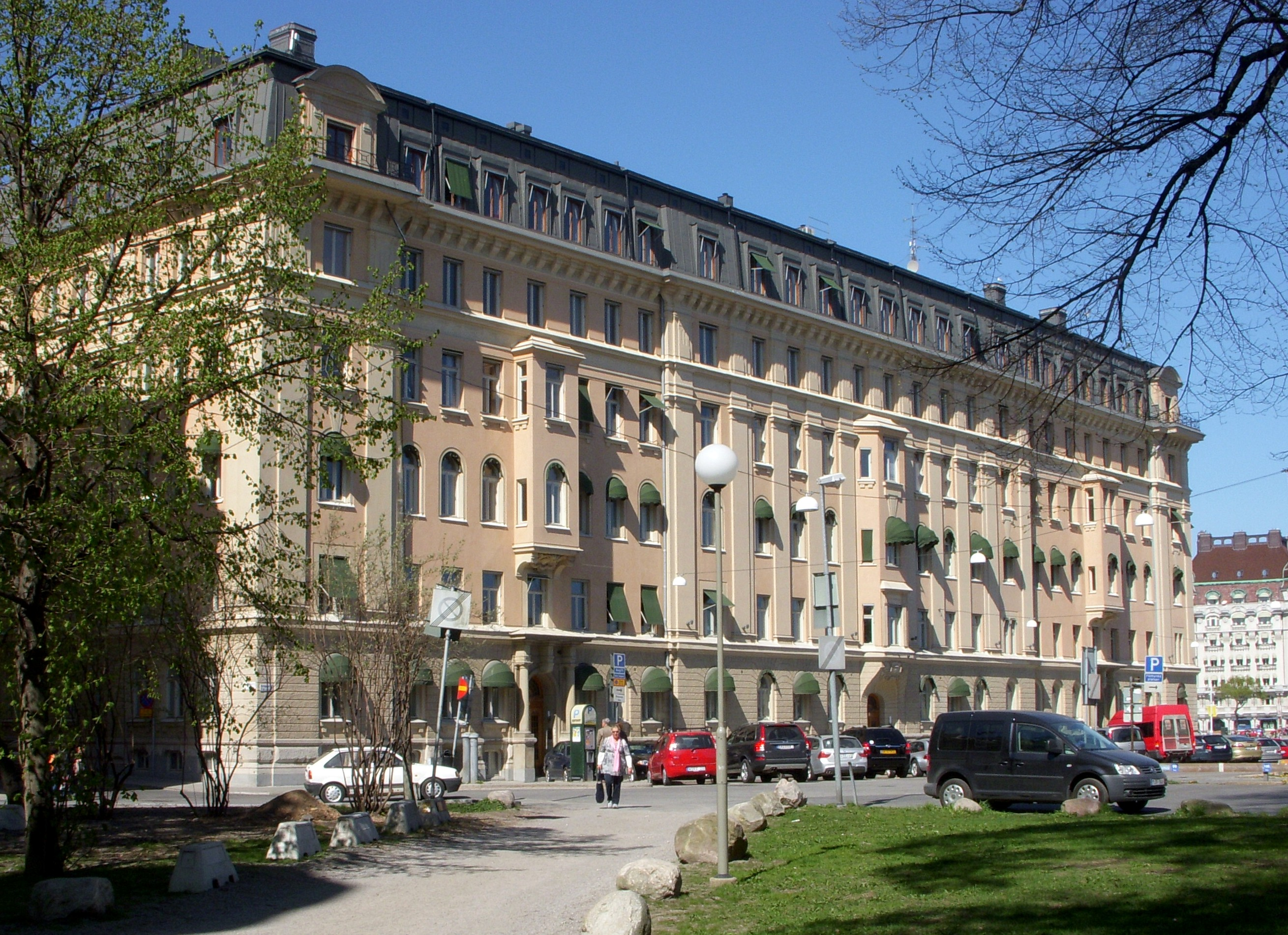
Посольство Ірландії
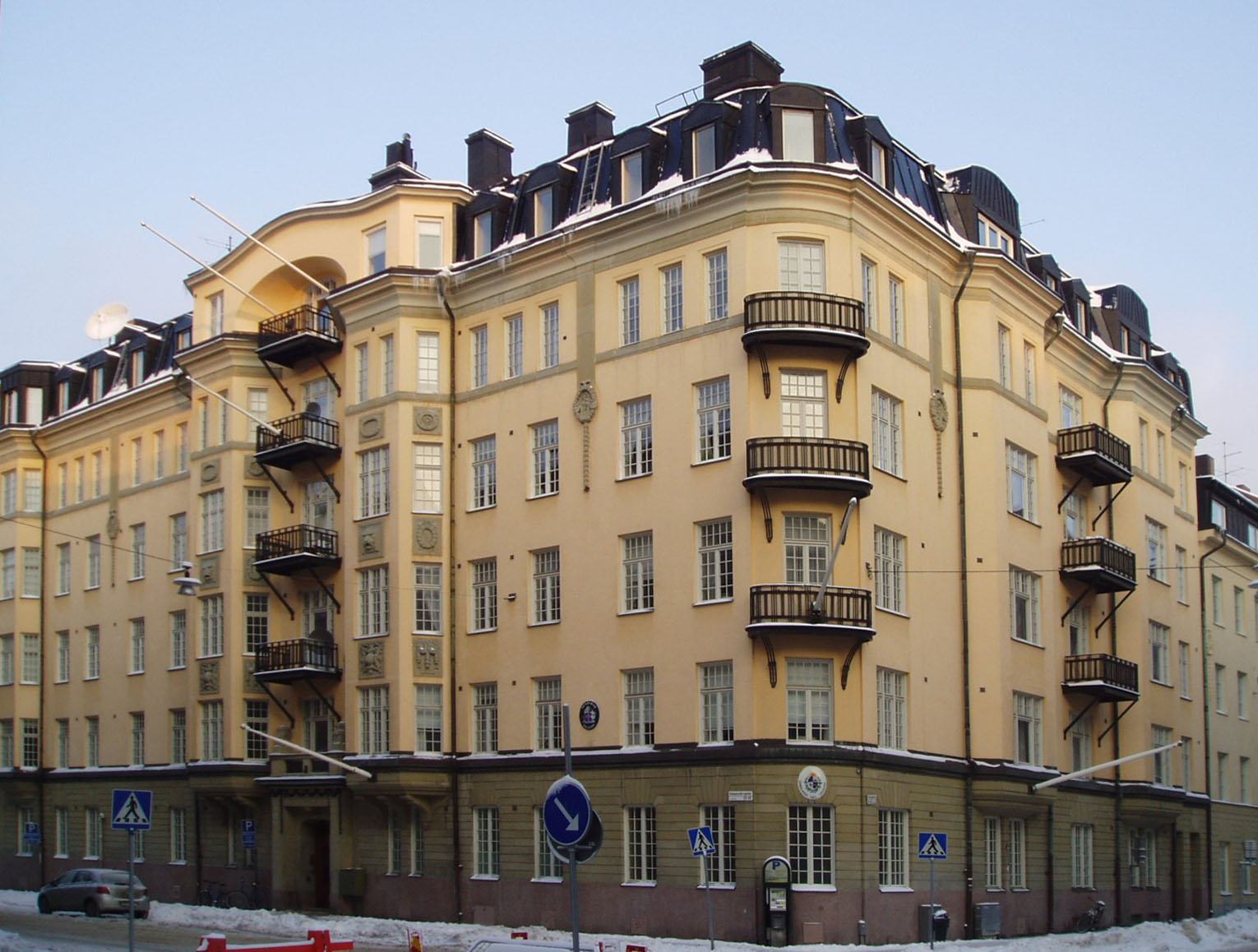
Посольство Ісландії
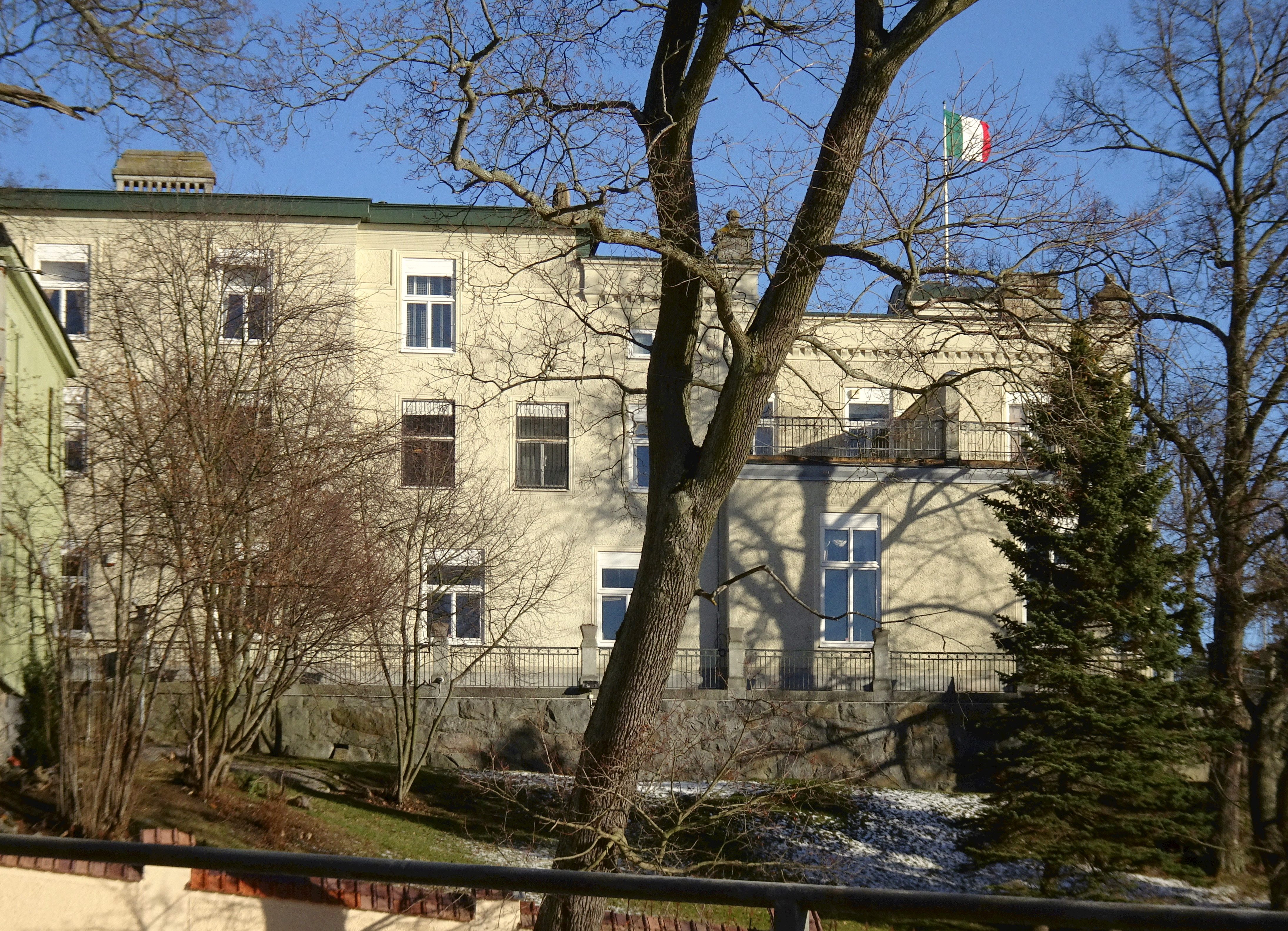
Посольство Італії
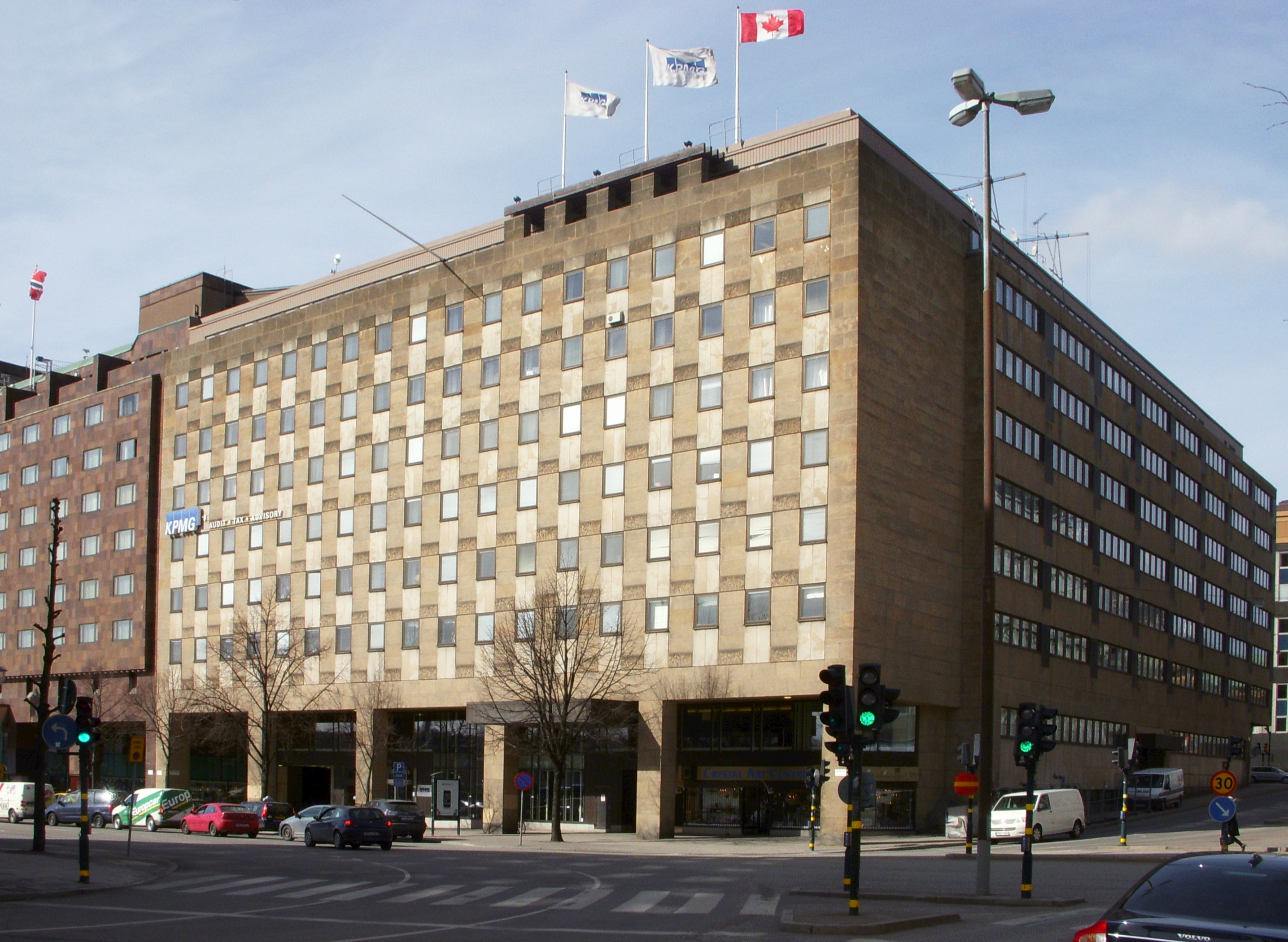
Посольство Канади
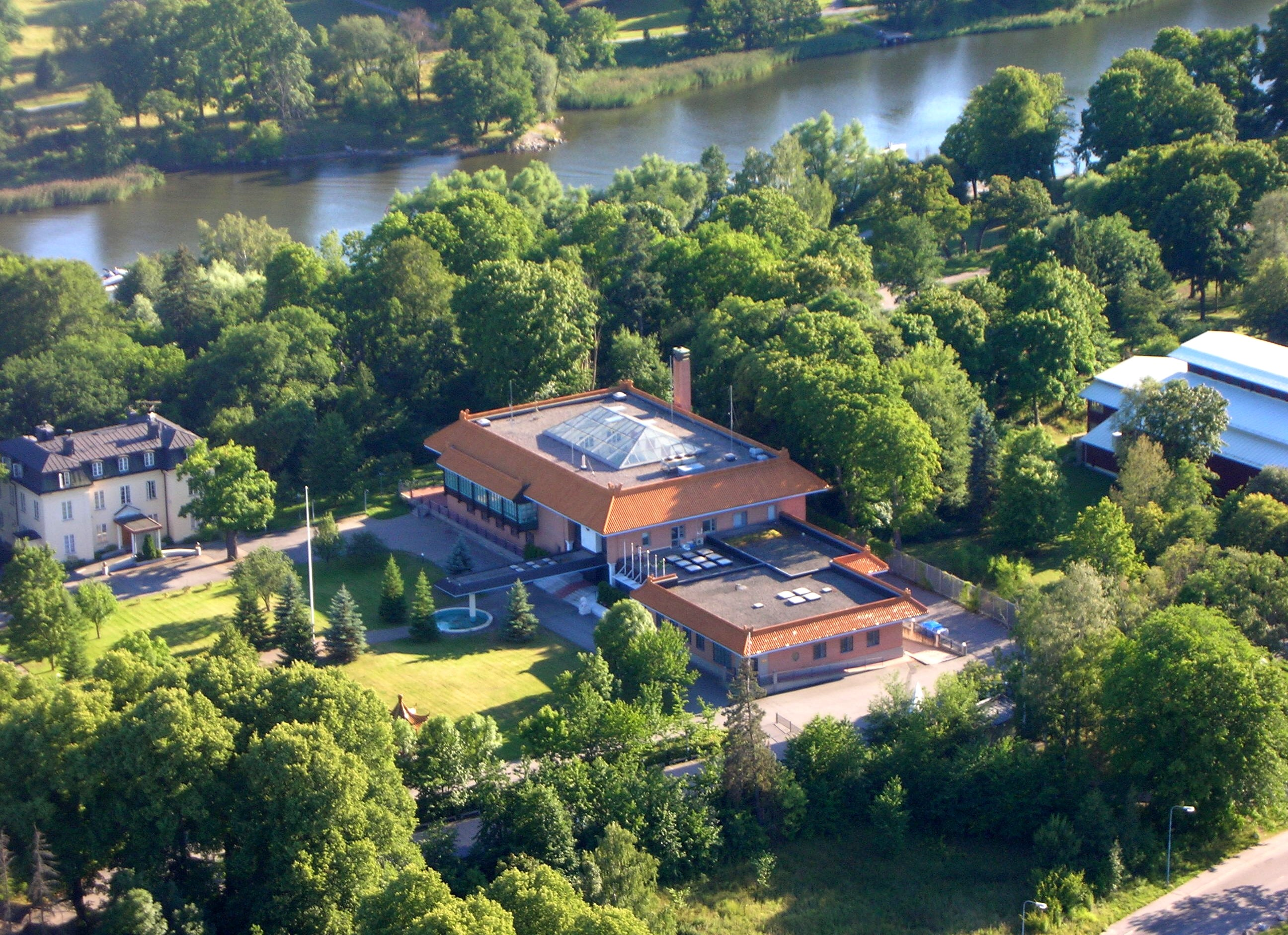
Посольство Китаю
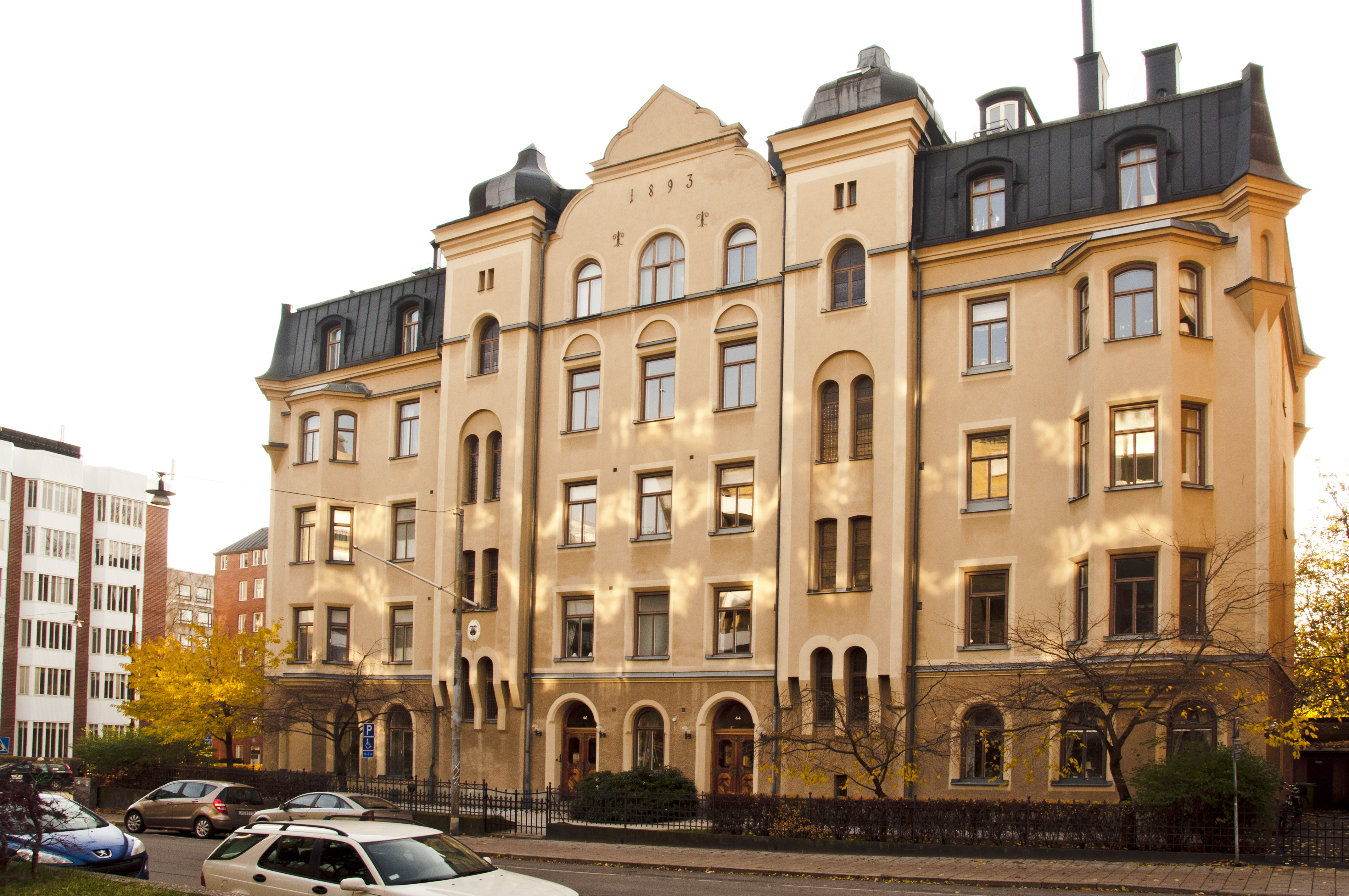
Посольство Колумбії
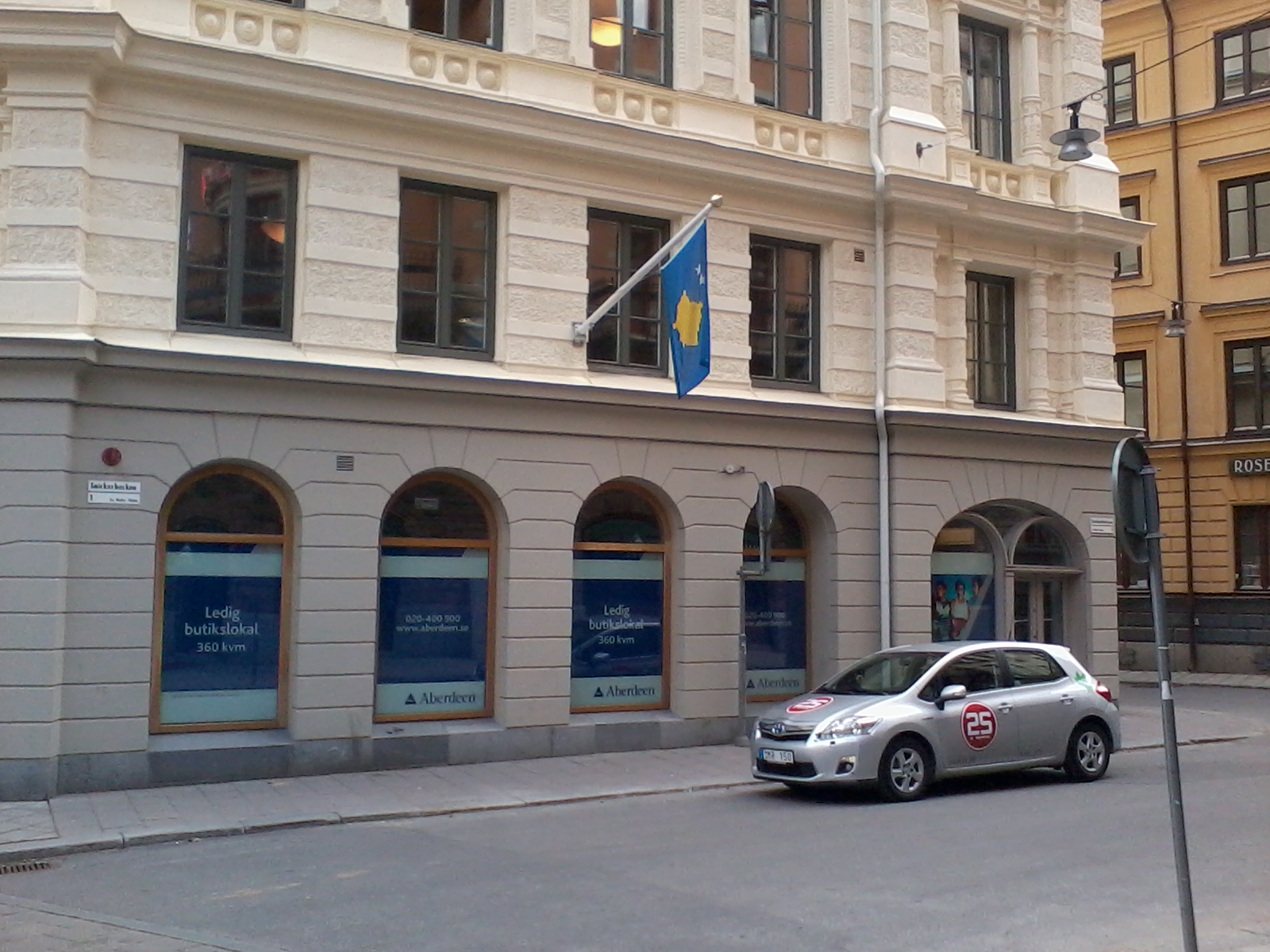
Посольство Косово
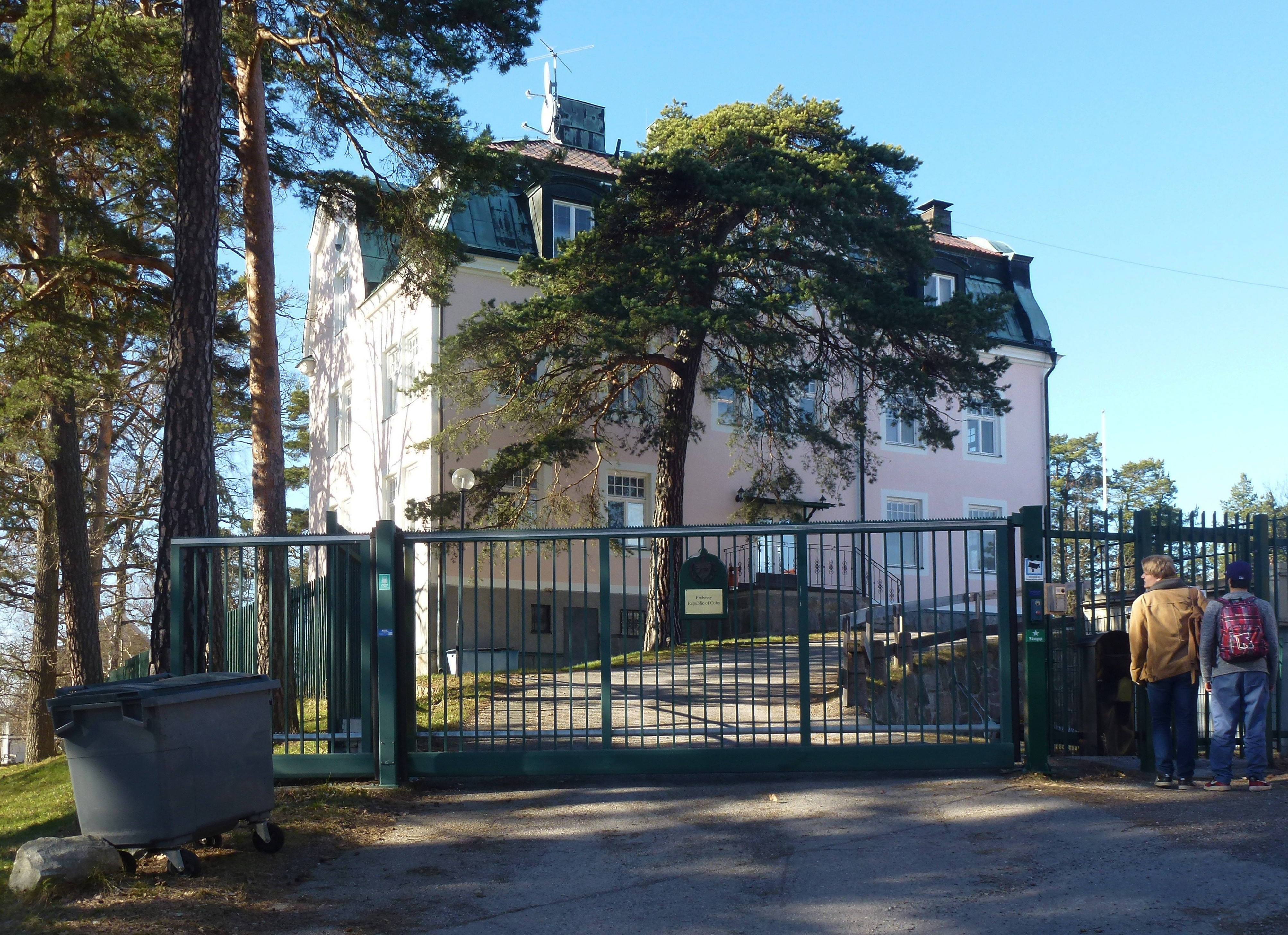
Посольство Куби
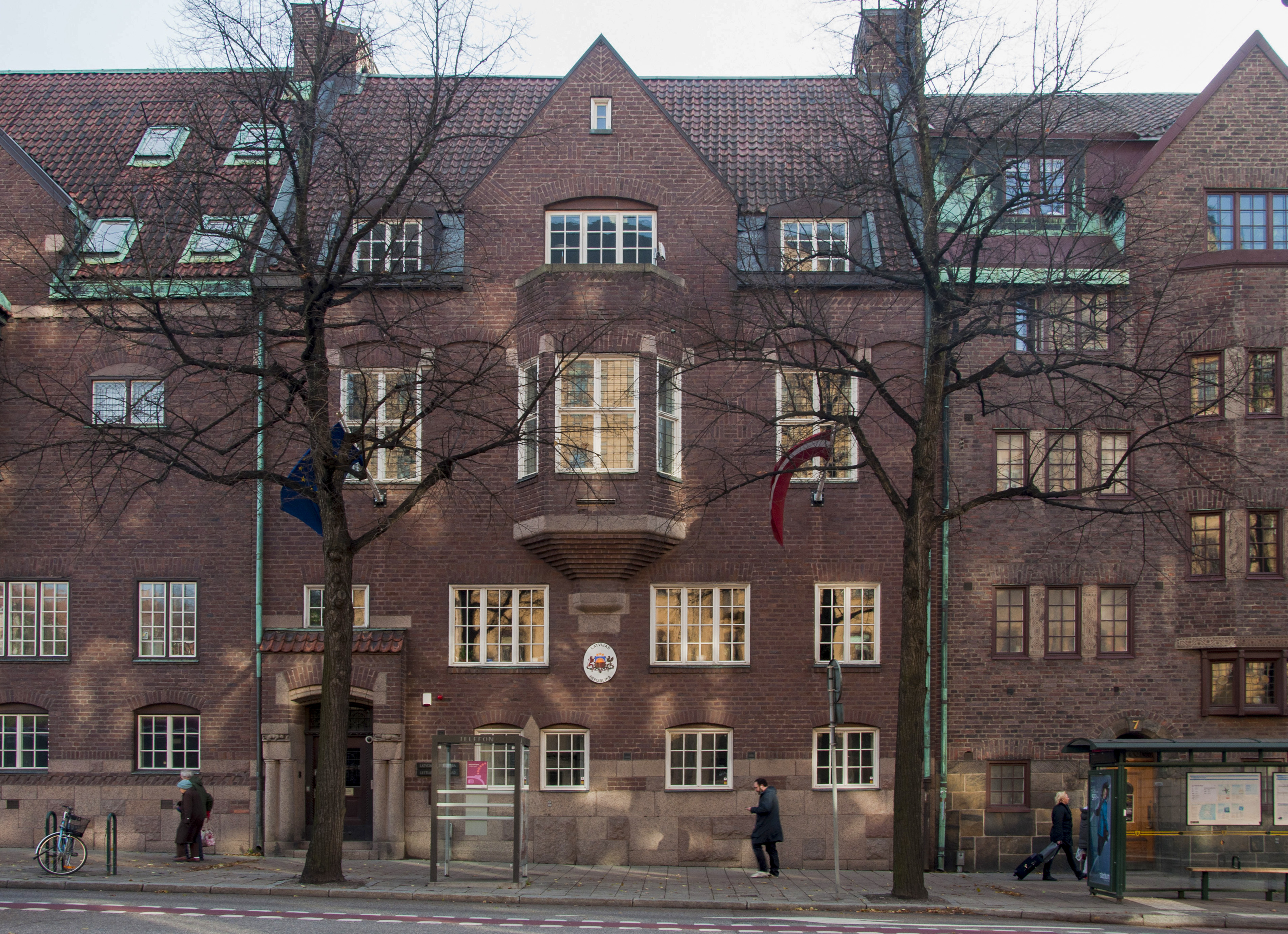
Посольство Латвії
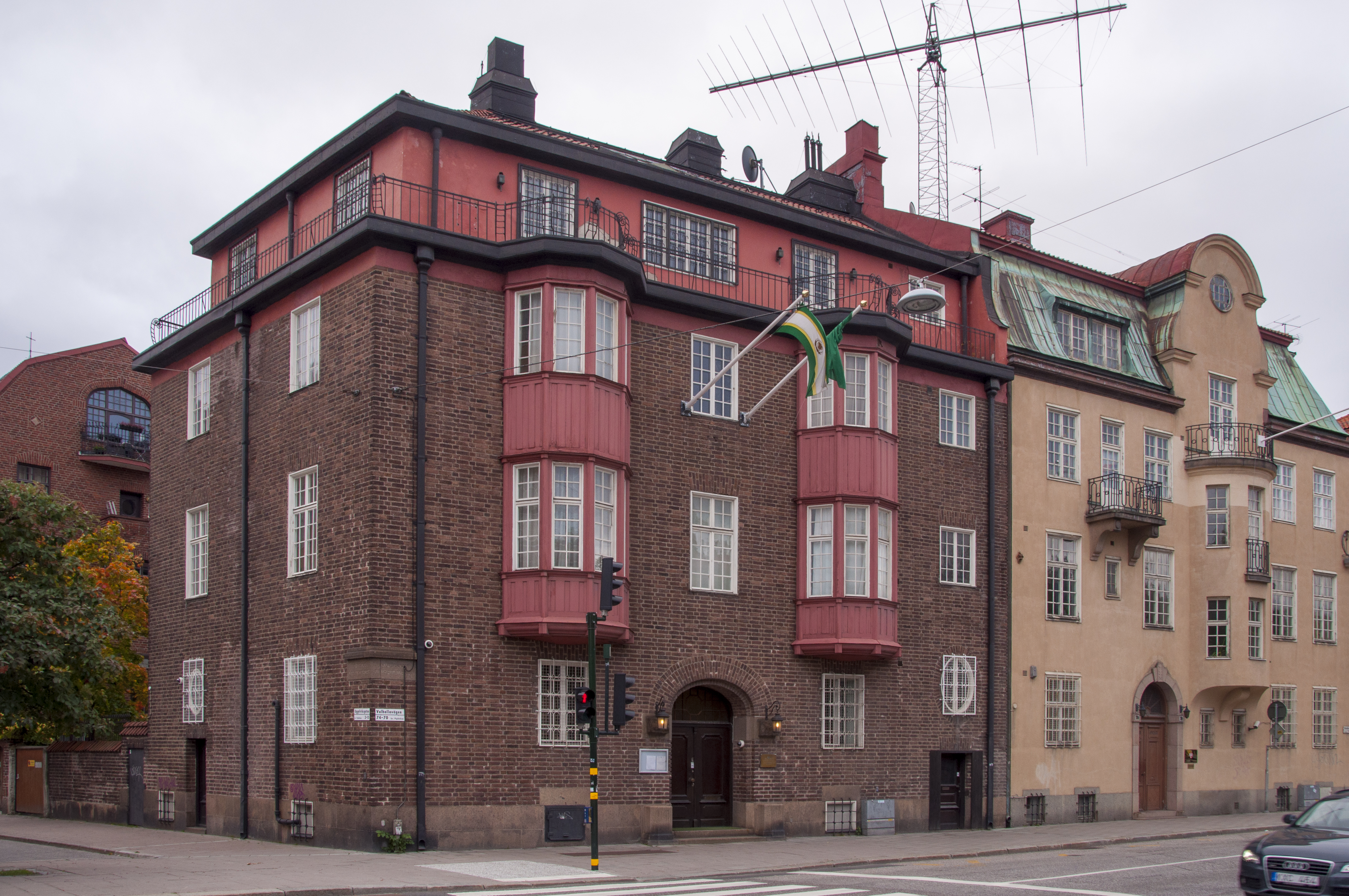
Посольство Лівії
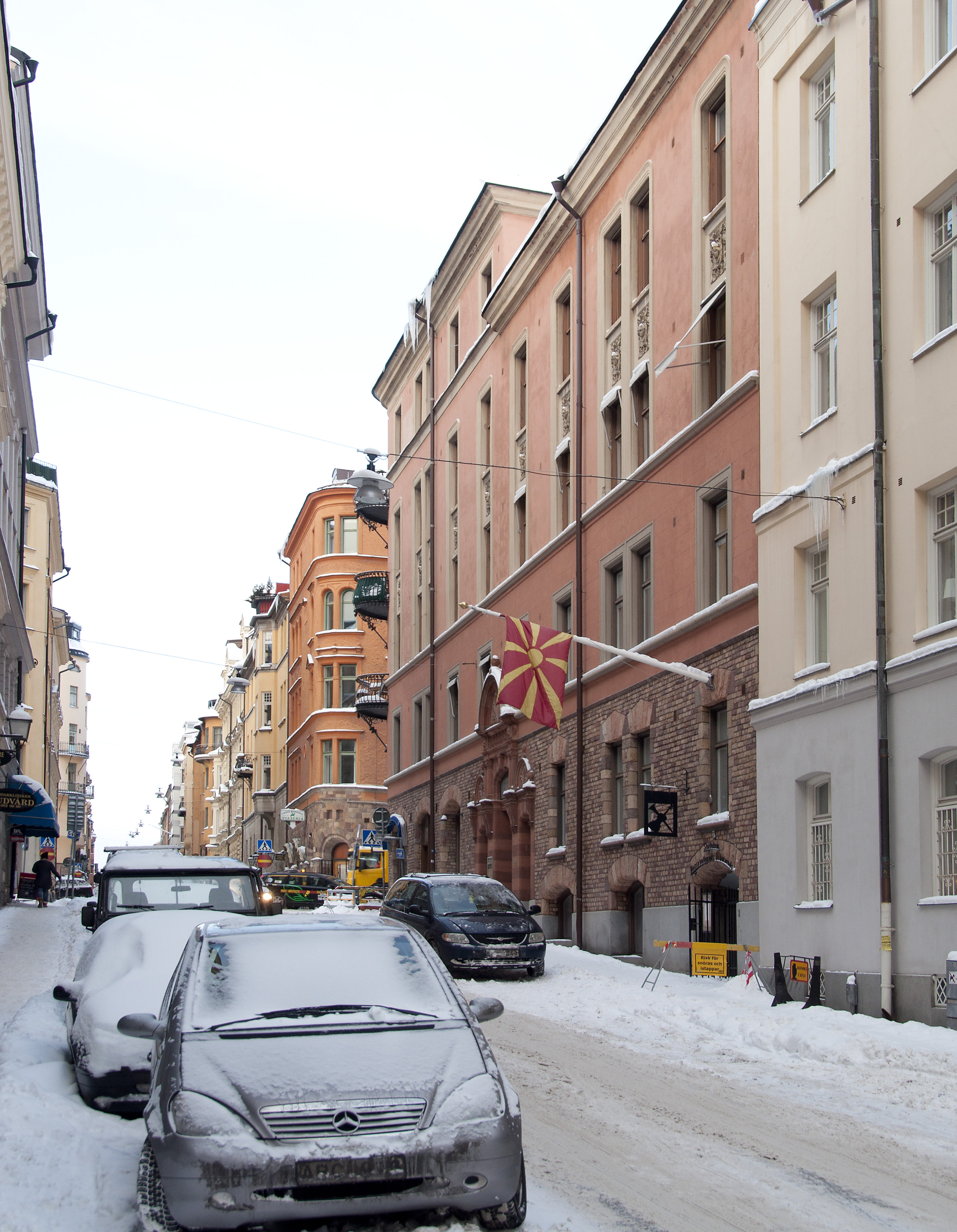
Посольство Македонії
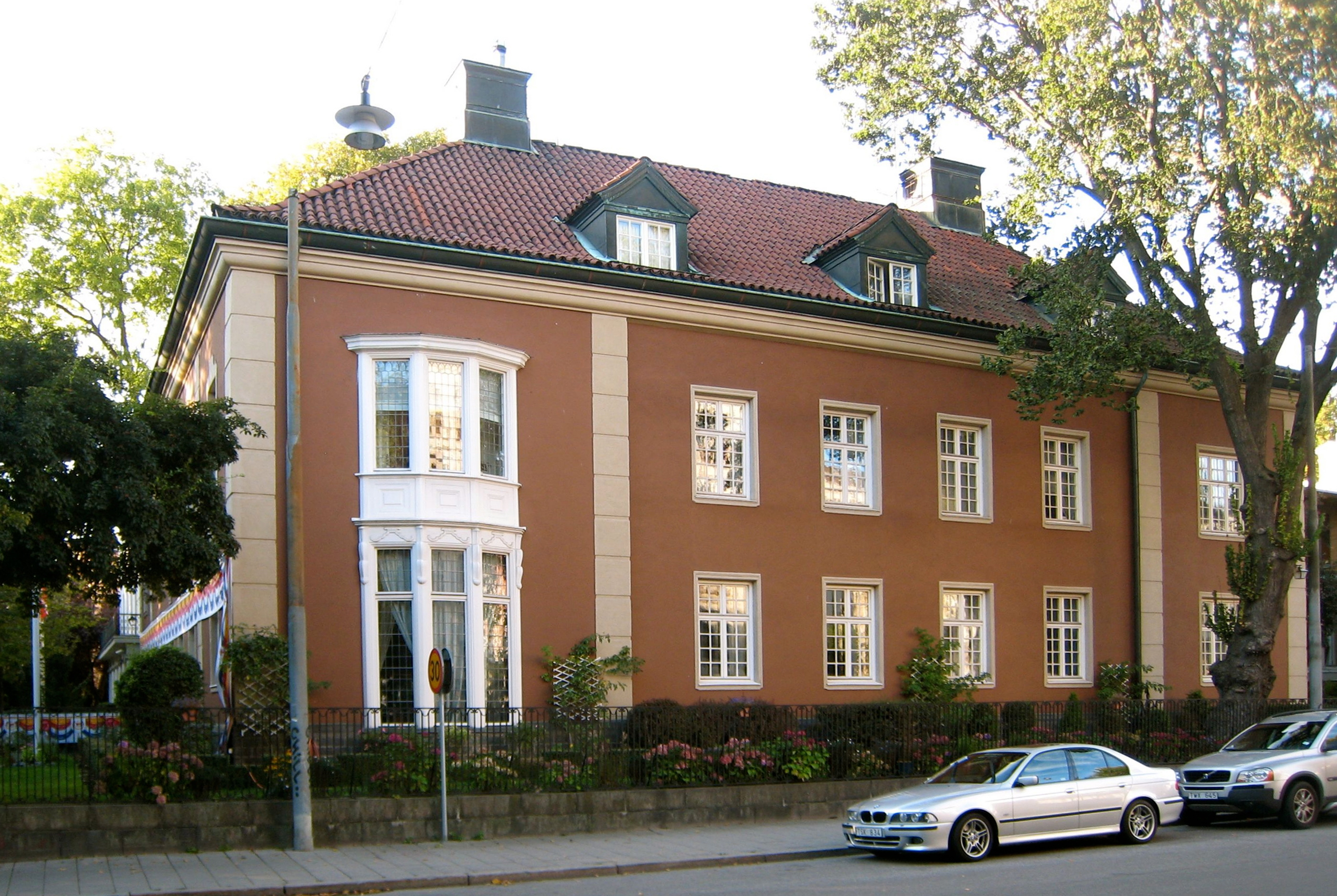
Посольство Малайзії
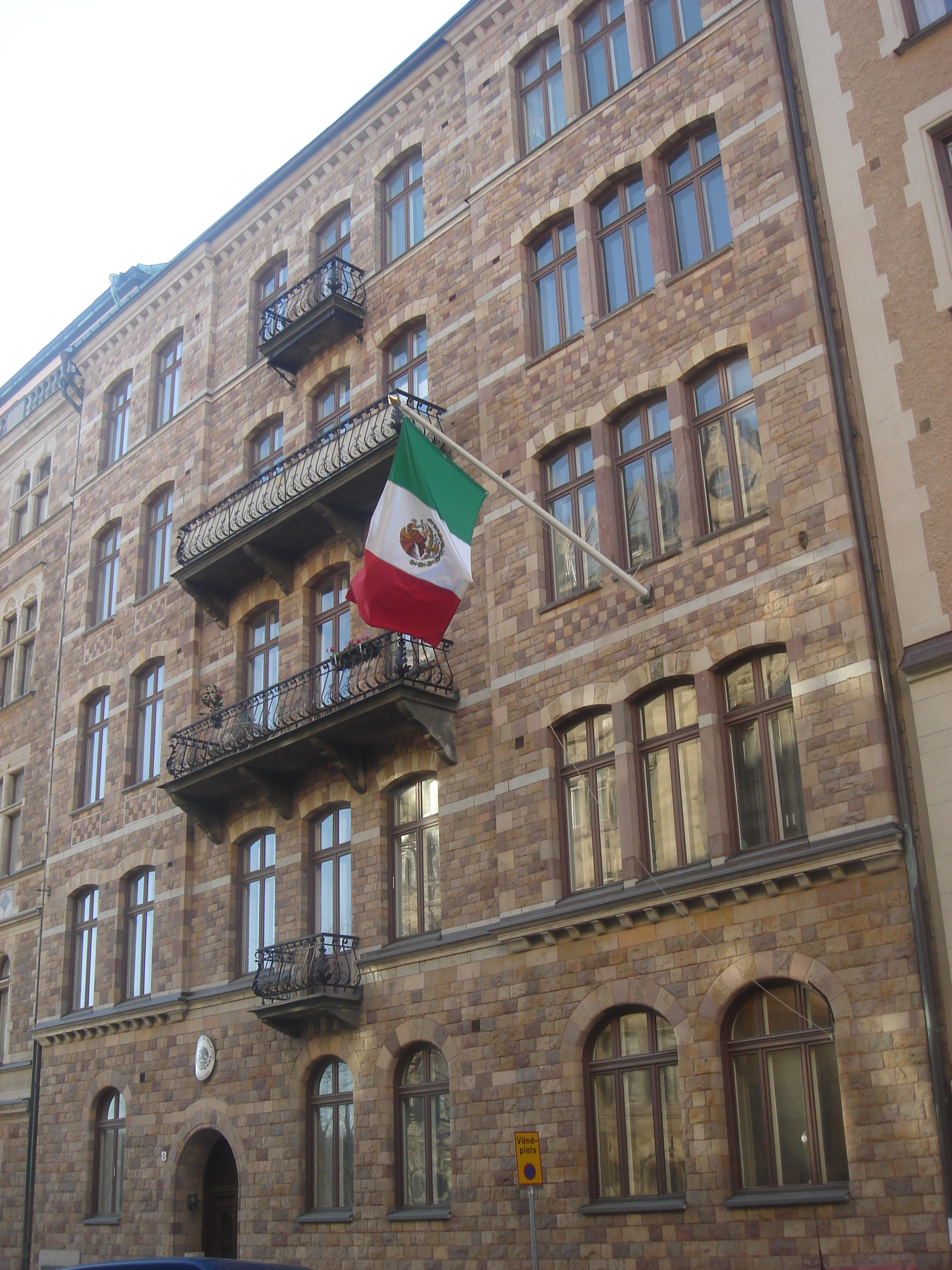
Посольство Мексики
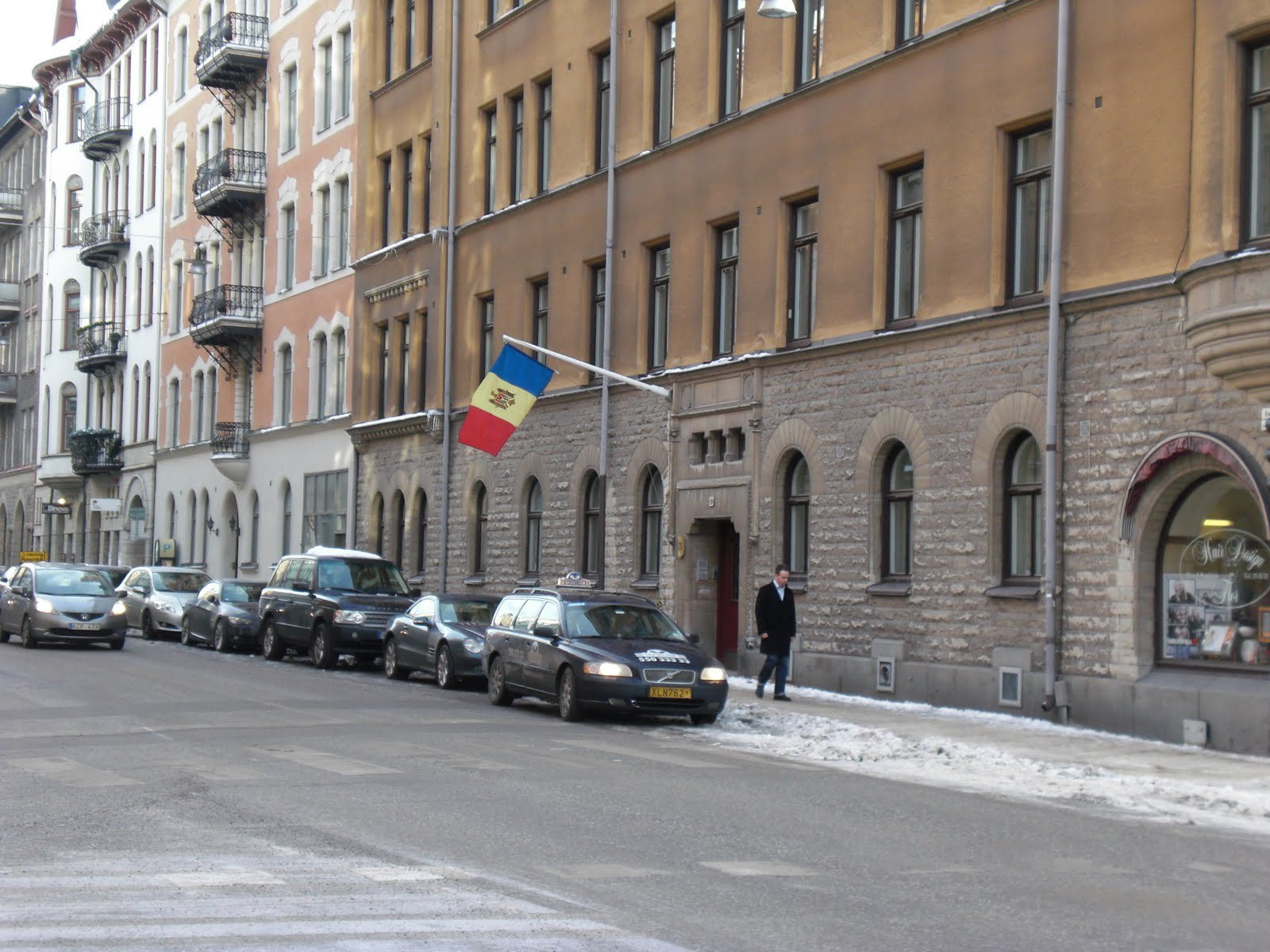
Посольство Молдови
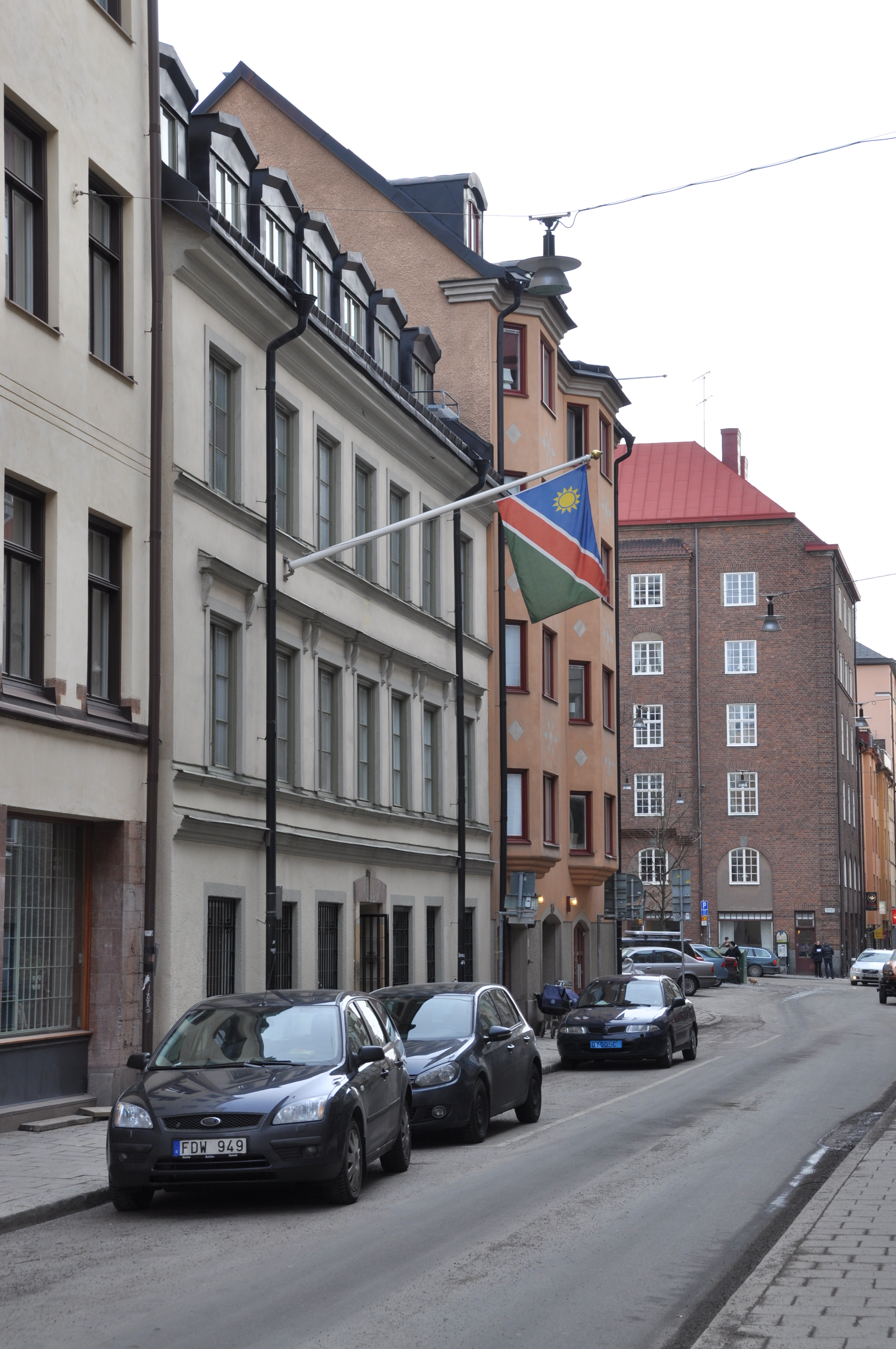
Посольство Намібії
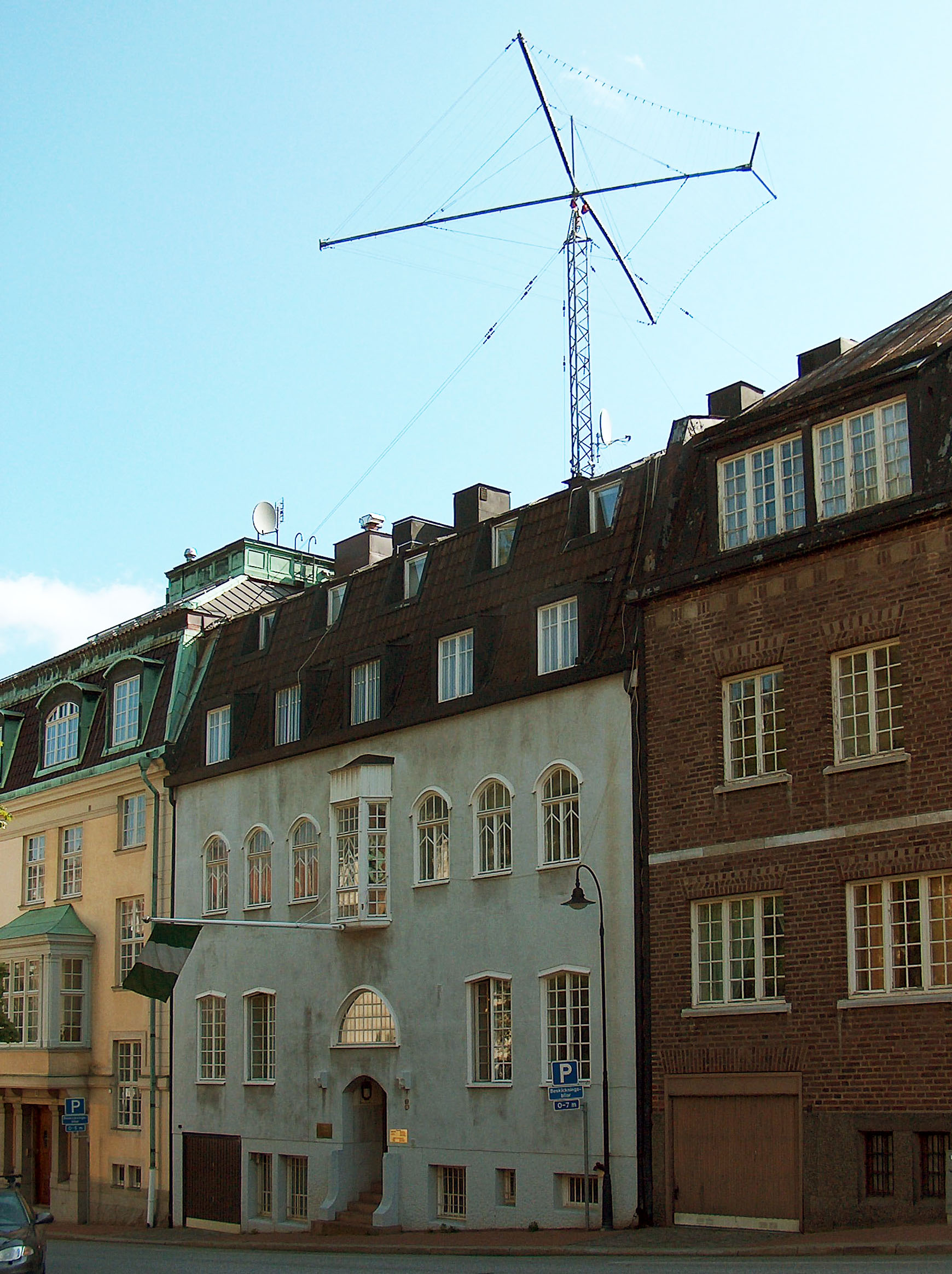
Посольство Нігерії
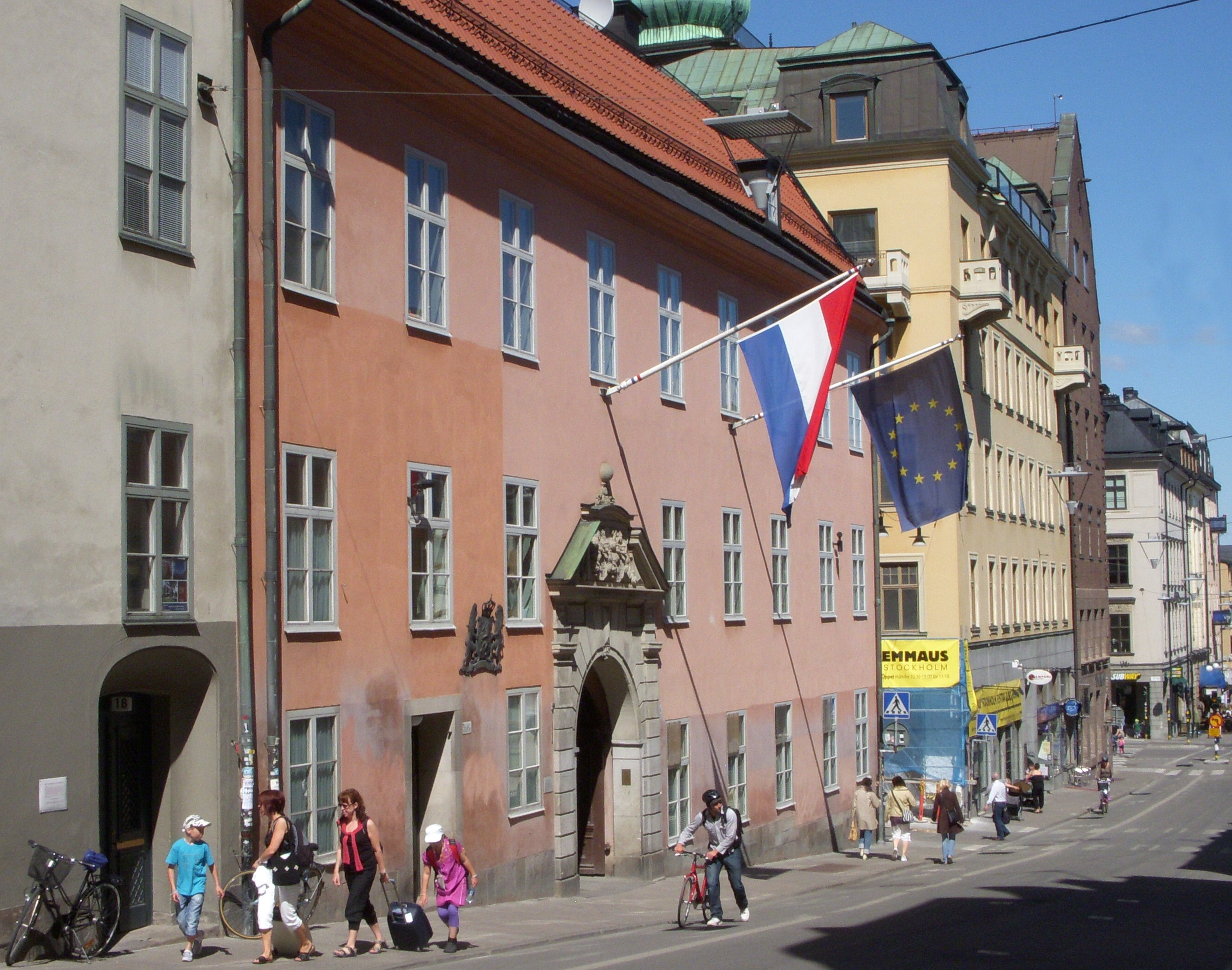
Посольство Нідерландів
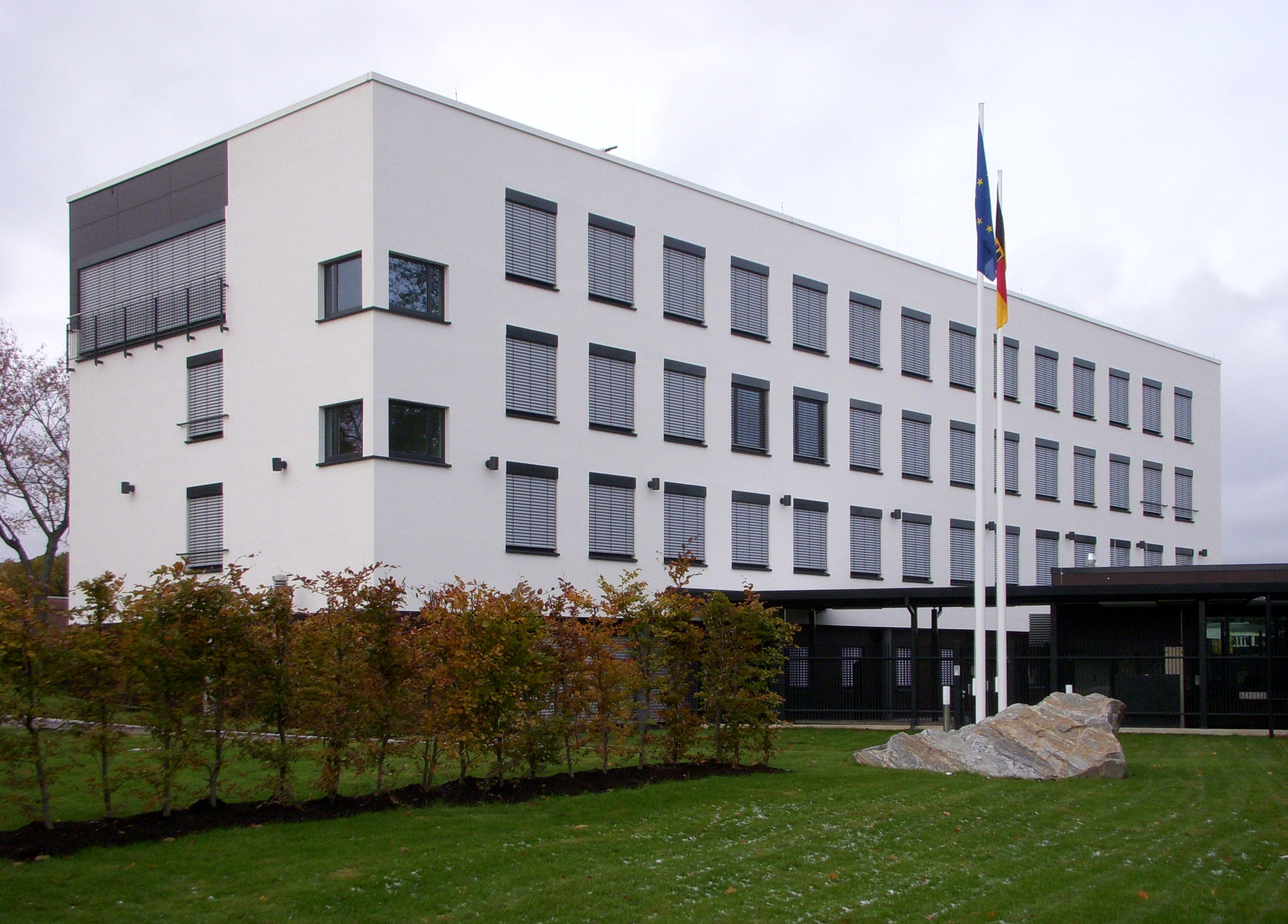
Посольство Німеччини
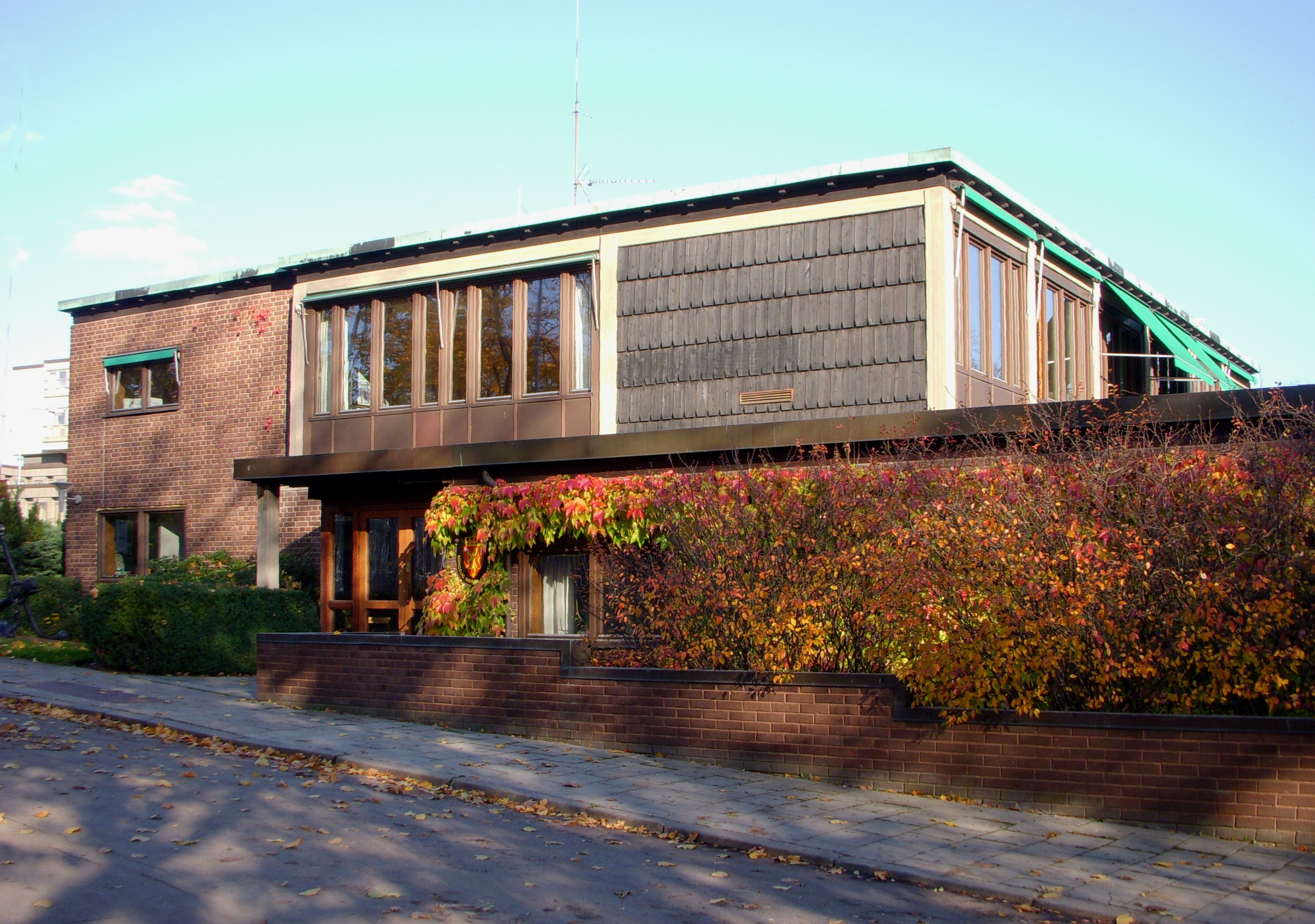
Посольство Норвегії
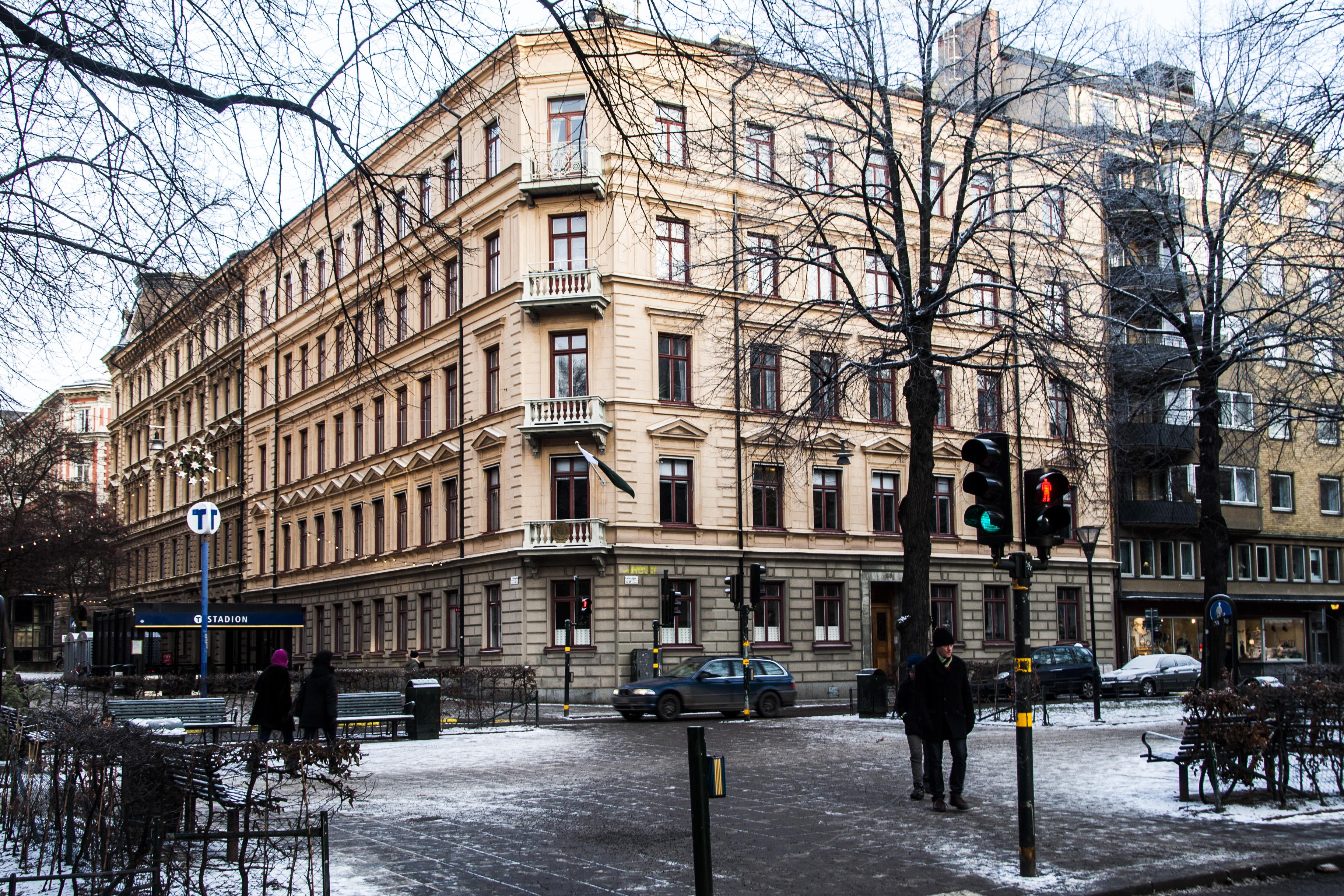
Посольство Пакистану
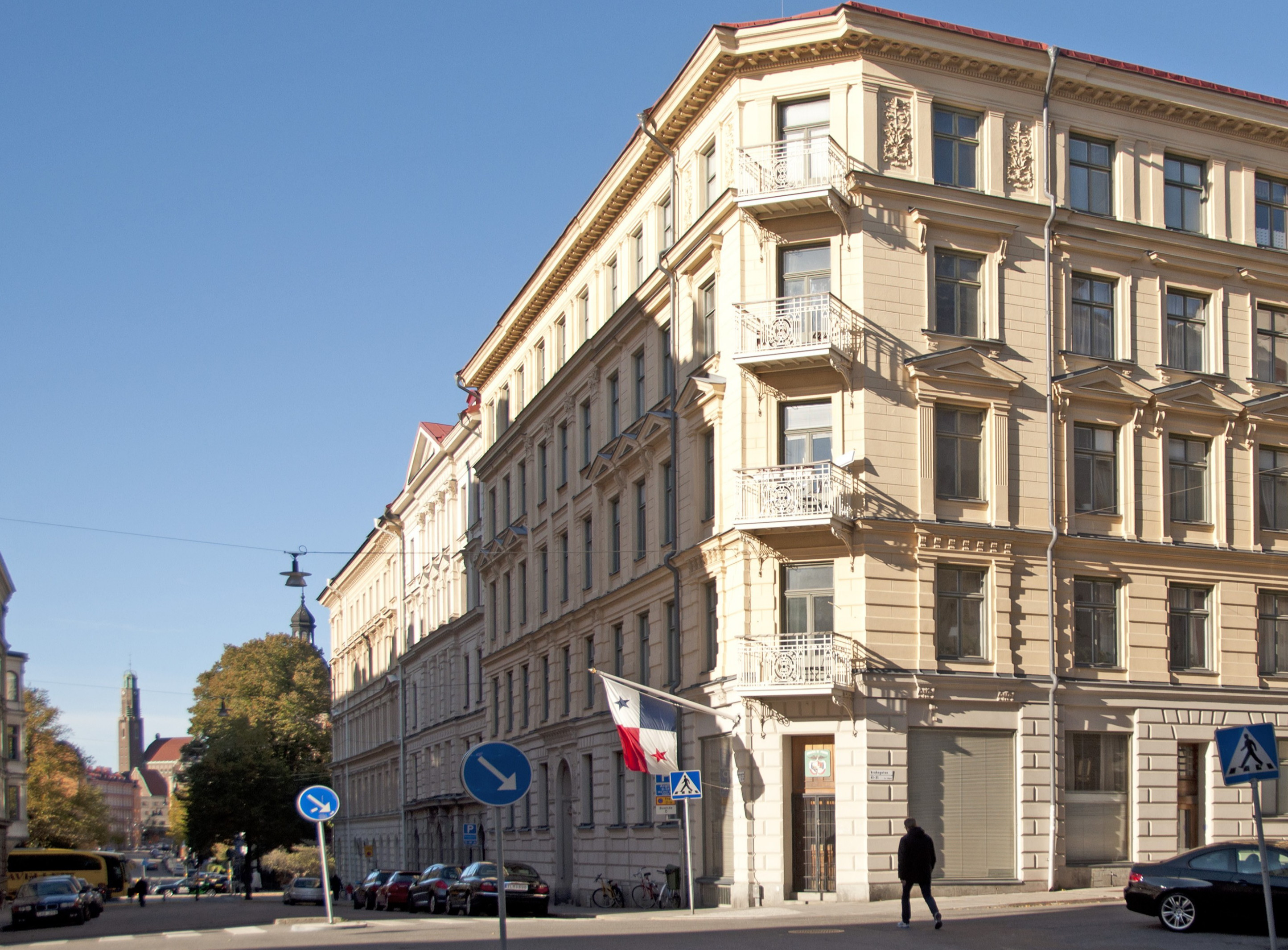
Посольство Панами
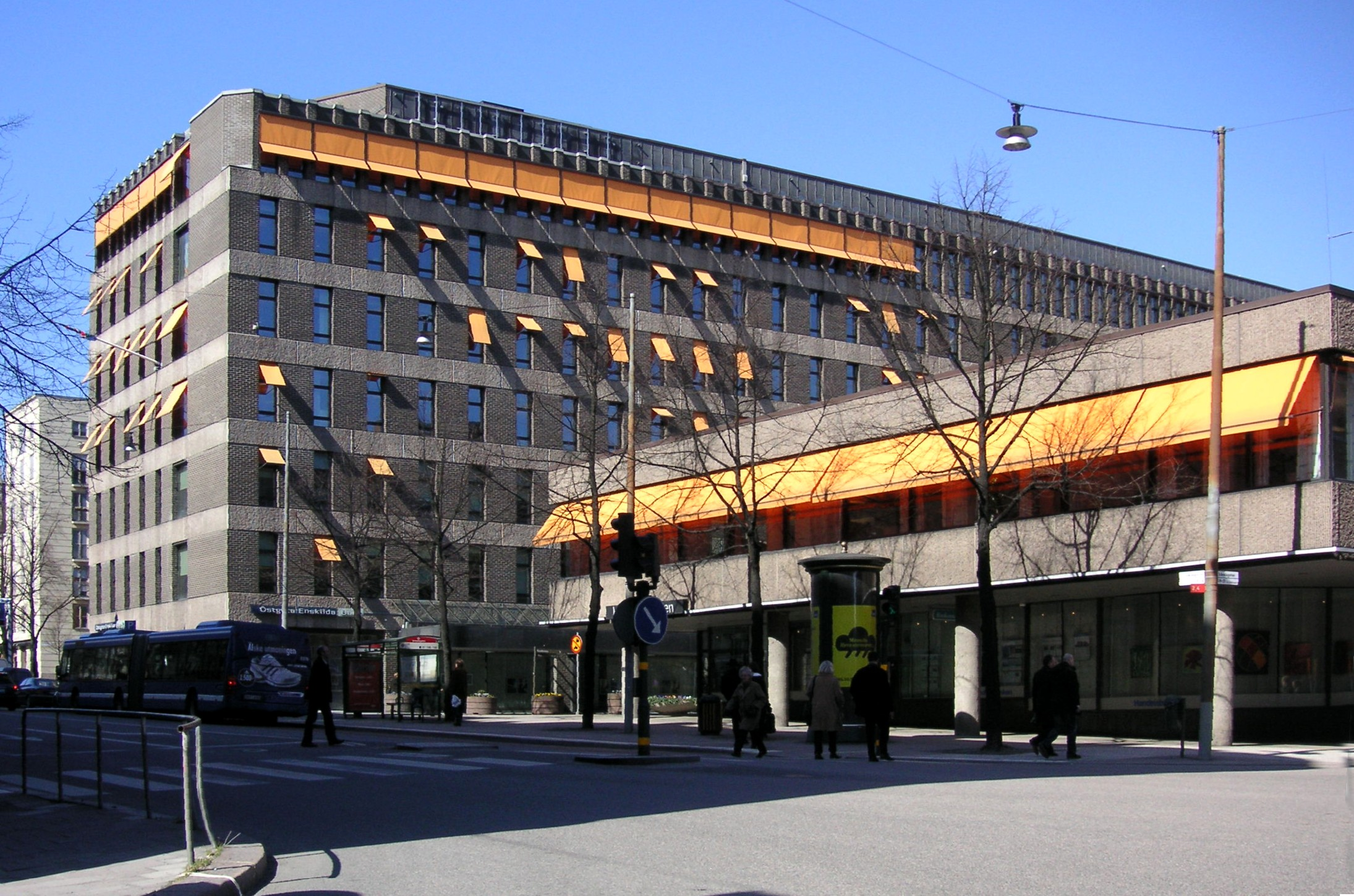
Посольство Південно-Африканської Республіки
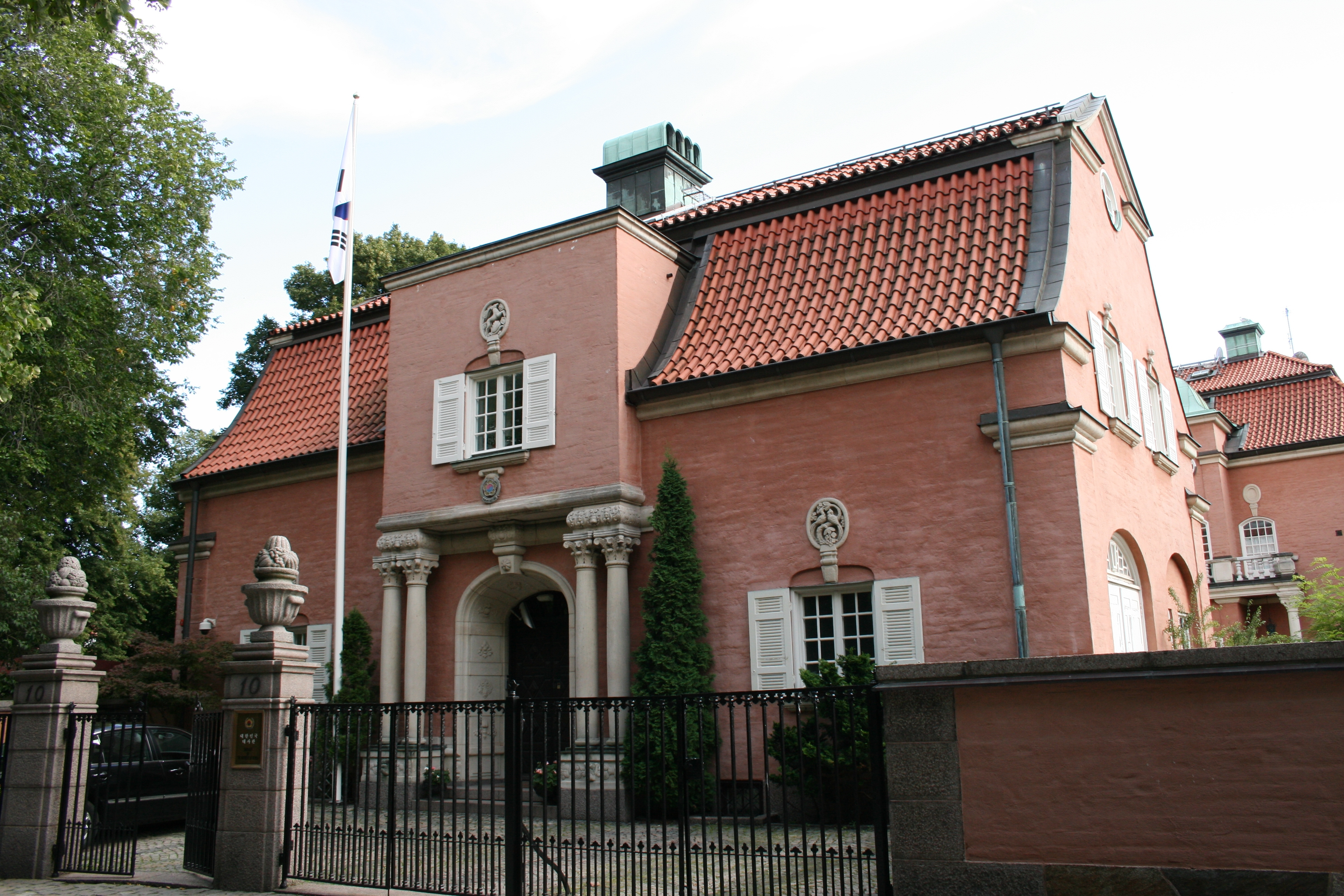
Посольство Південної Кореї
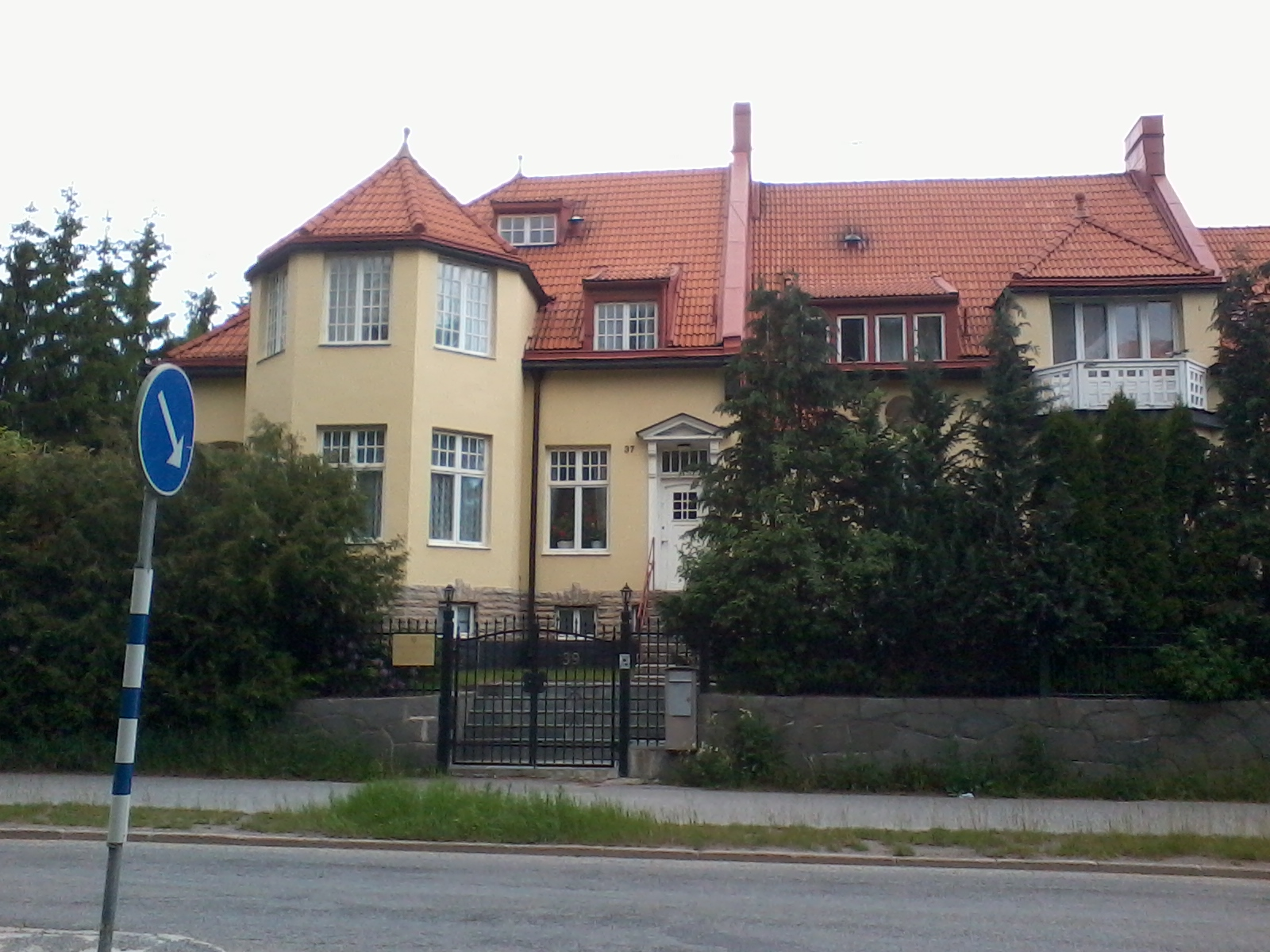
Посольство Північної Кореї
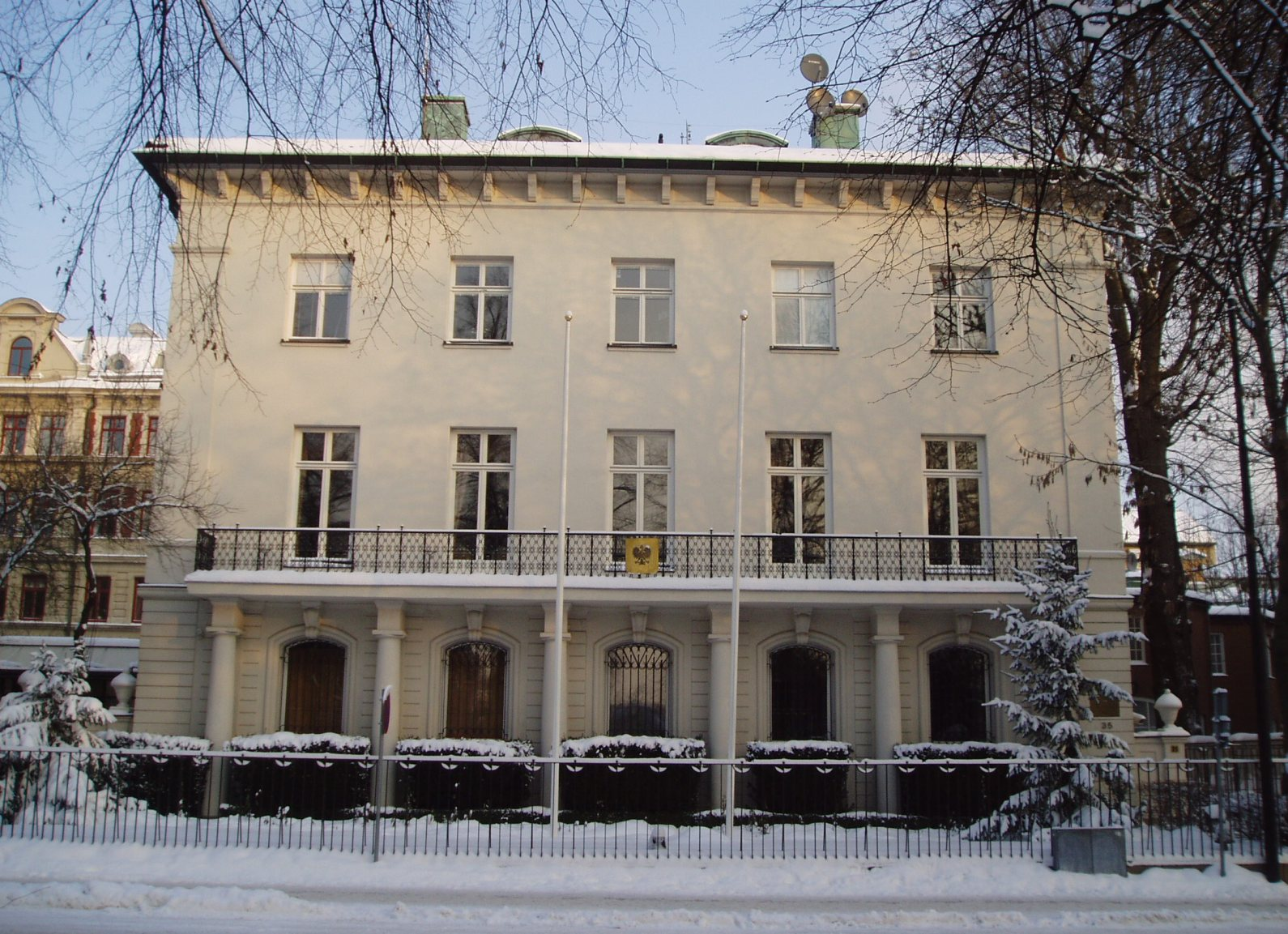
Посольство Польщі
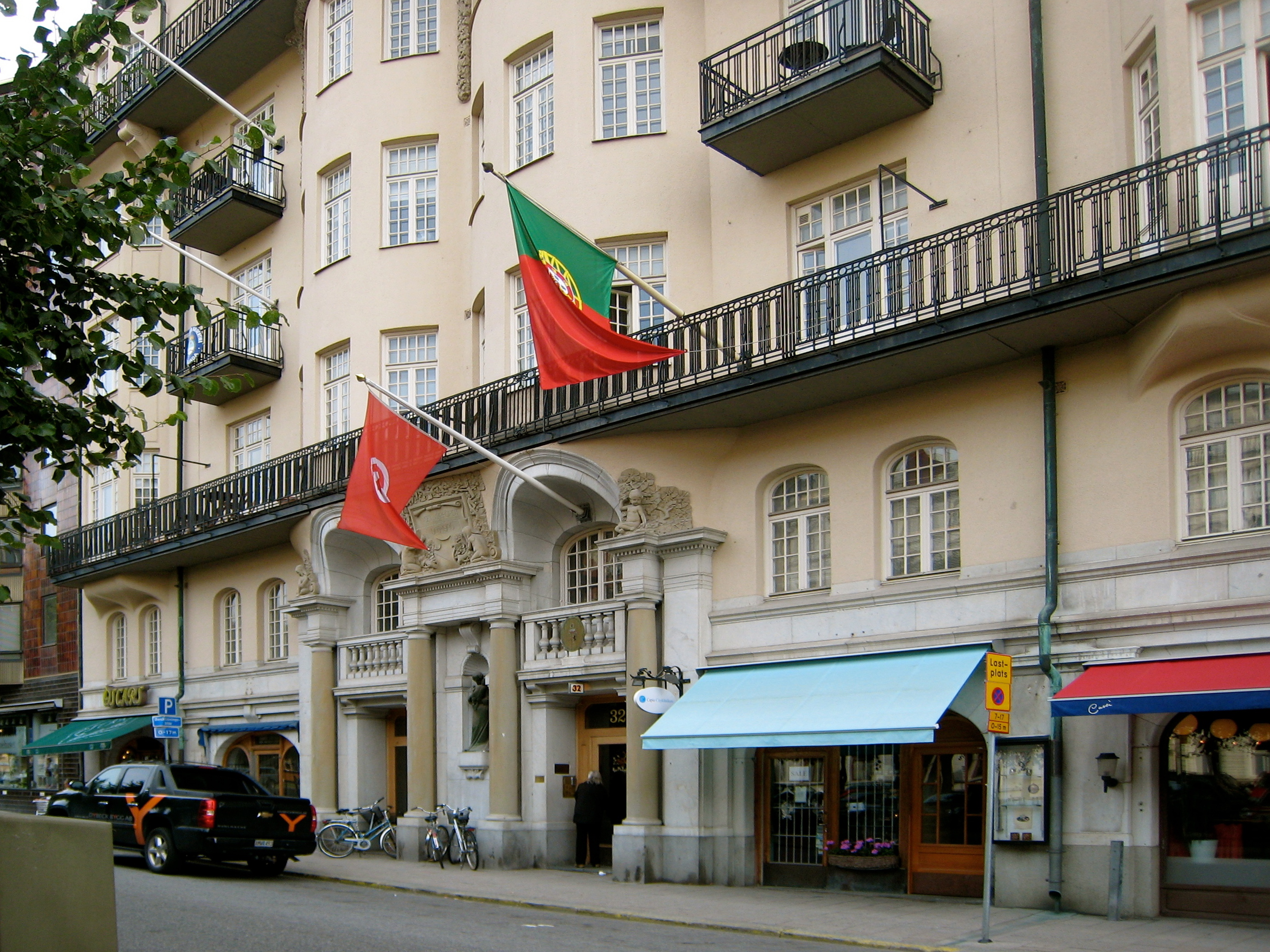
Посольства Португалії, Аргентини та Тунісу
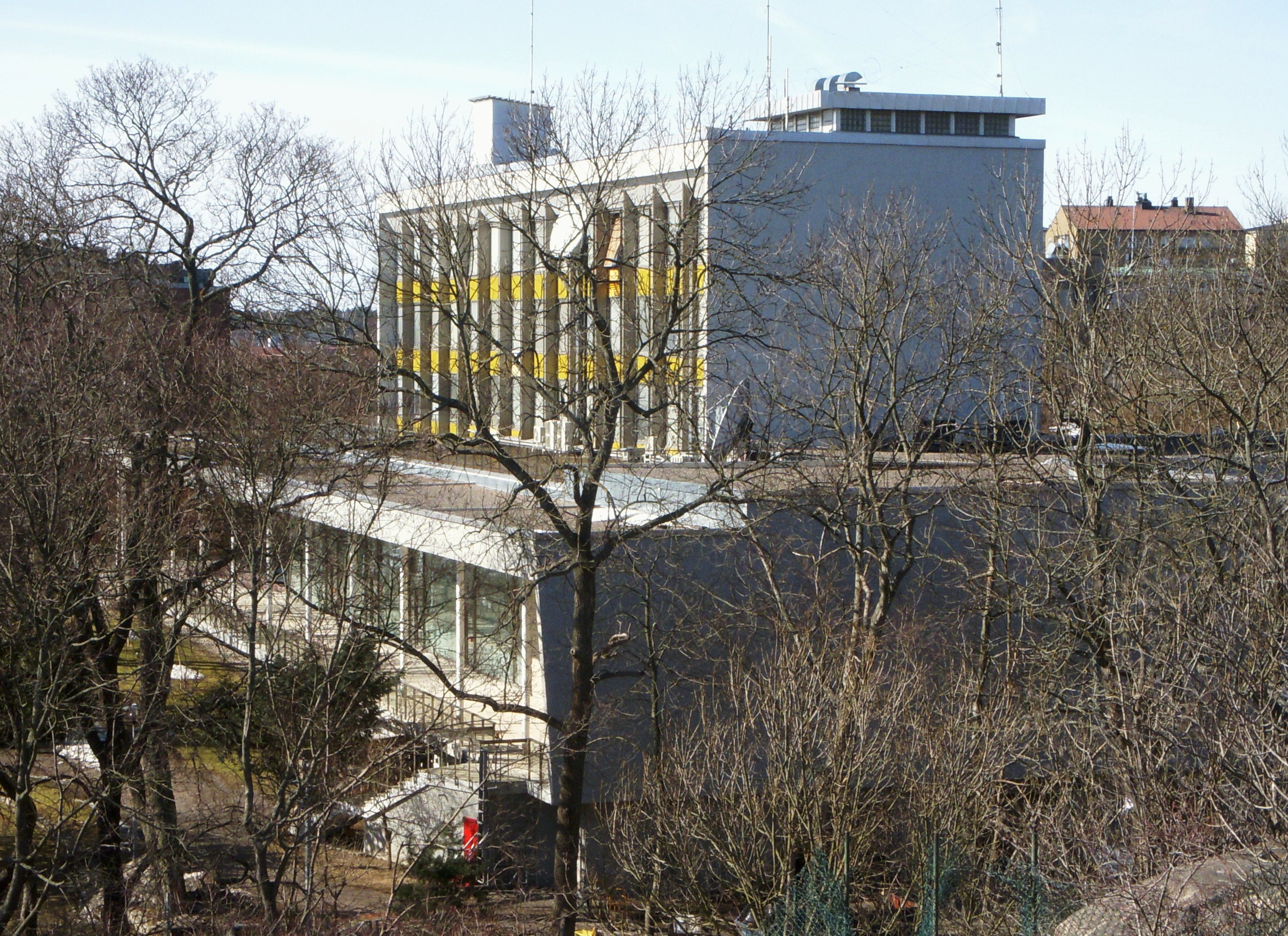
Посольство Росії
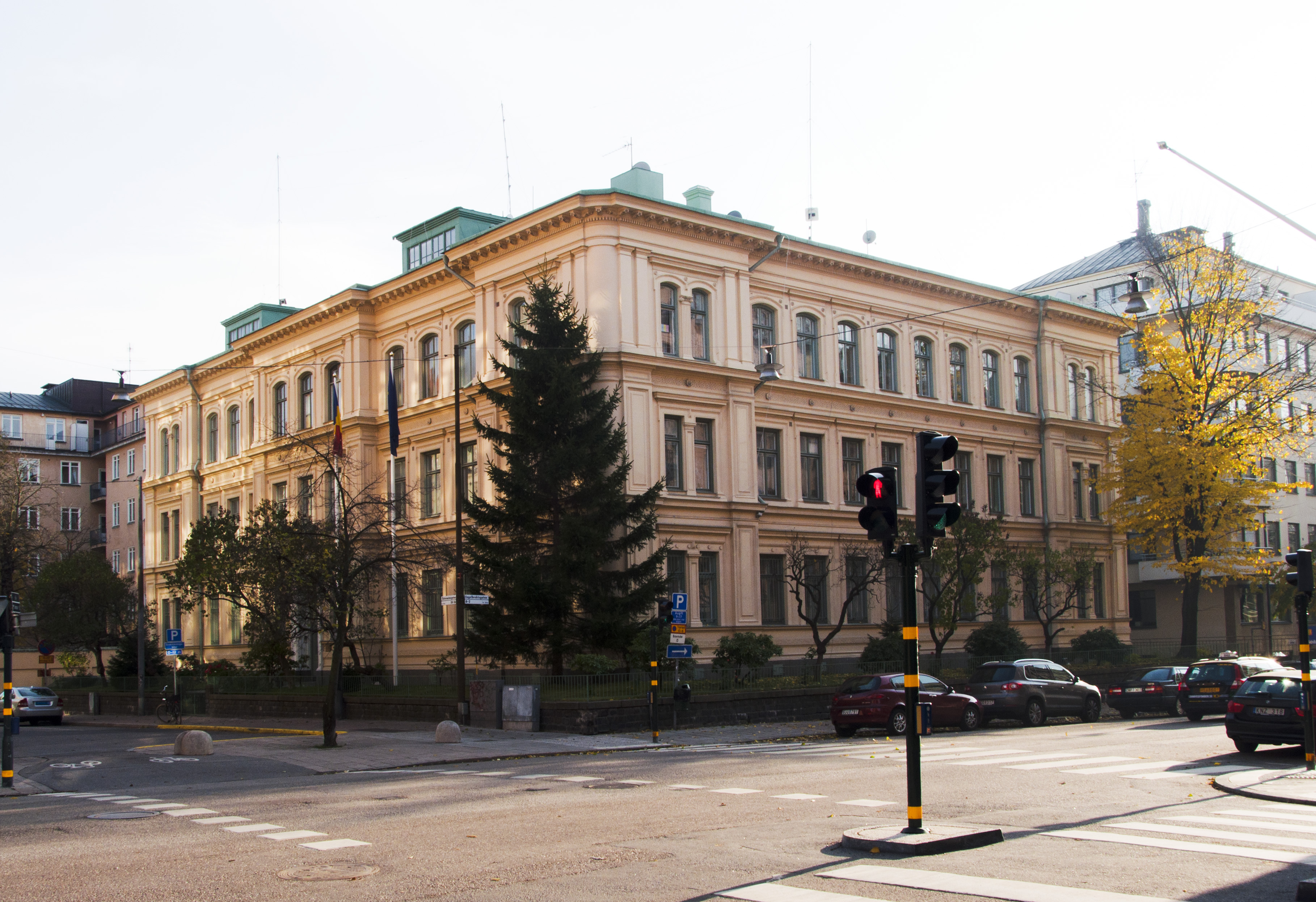
Посольство Румунії
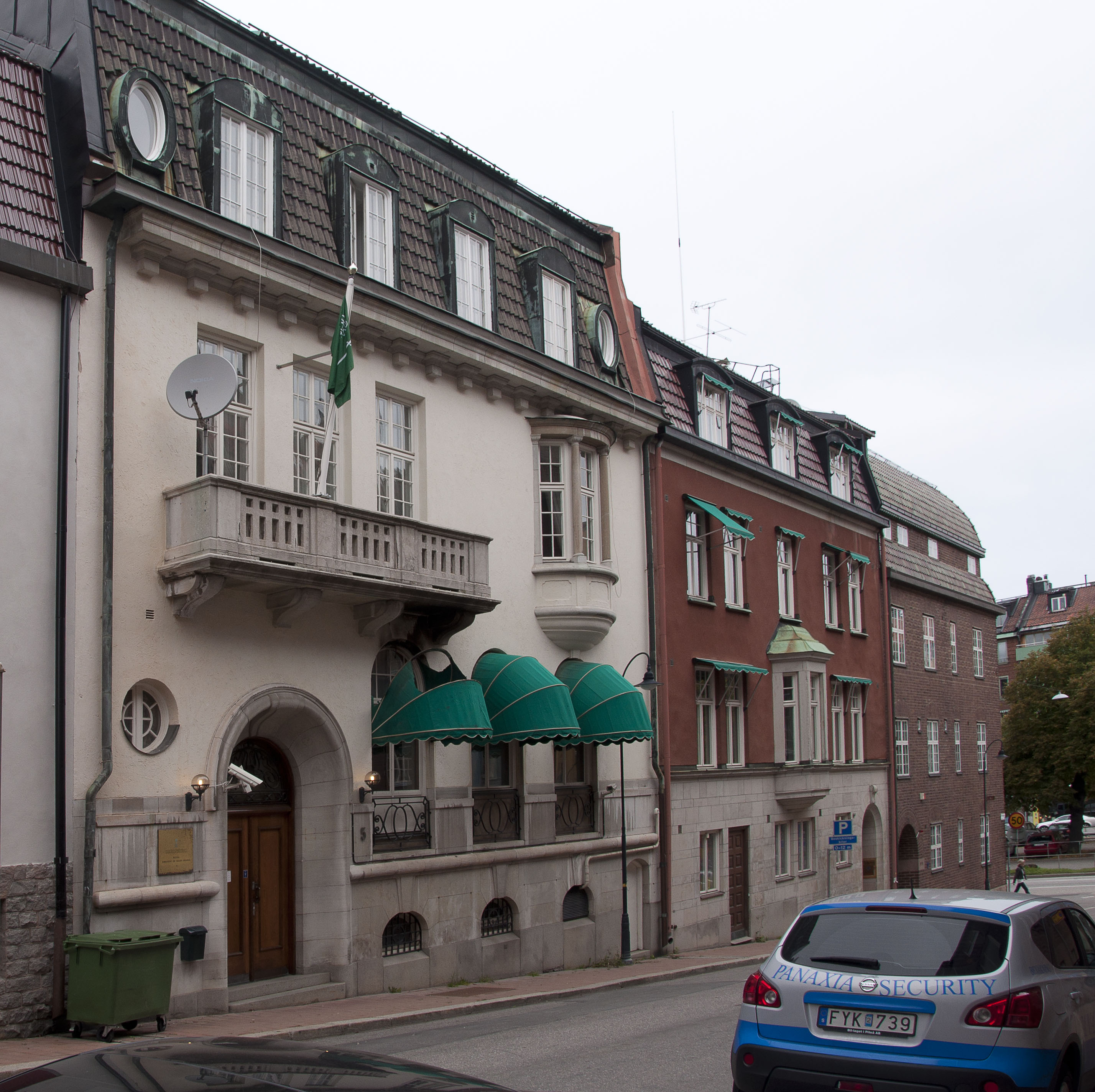
Посольство Саудівської Аравії
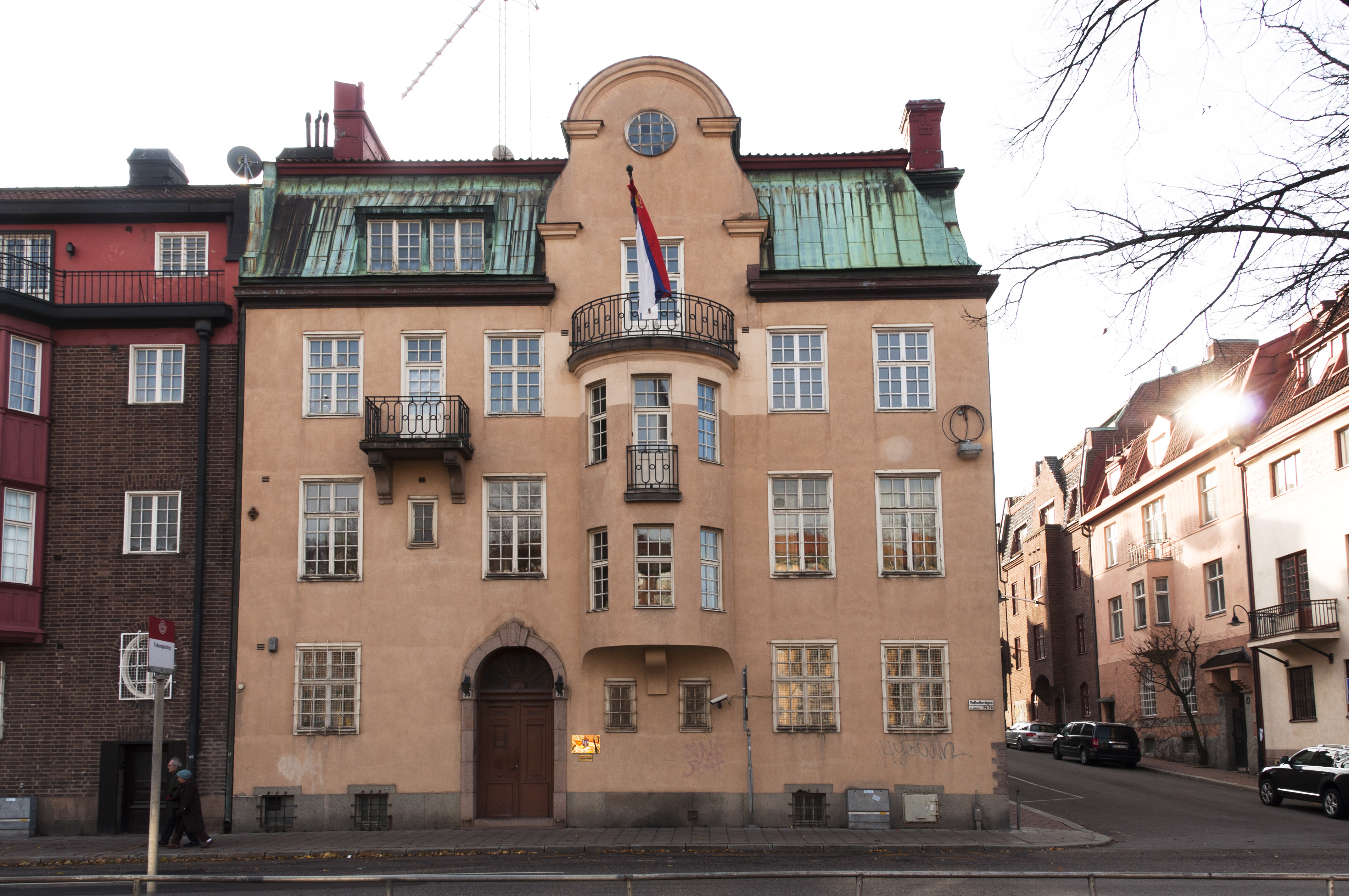
Посольство Сербії
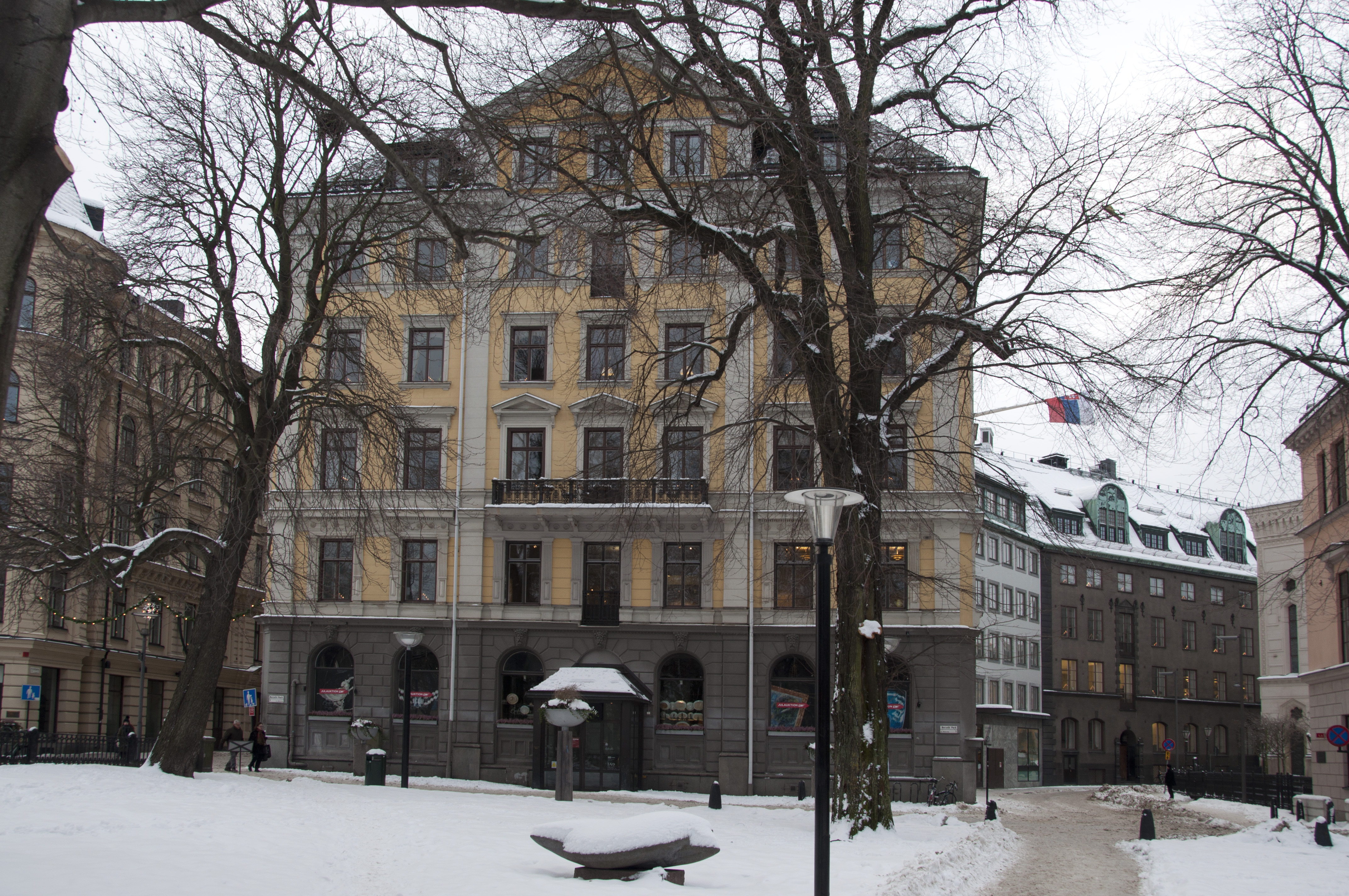
Посольство Словаччини
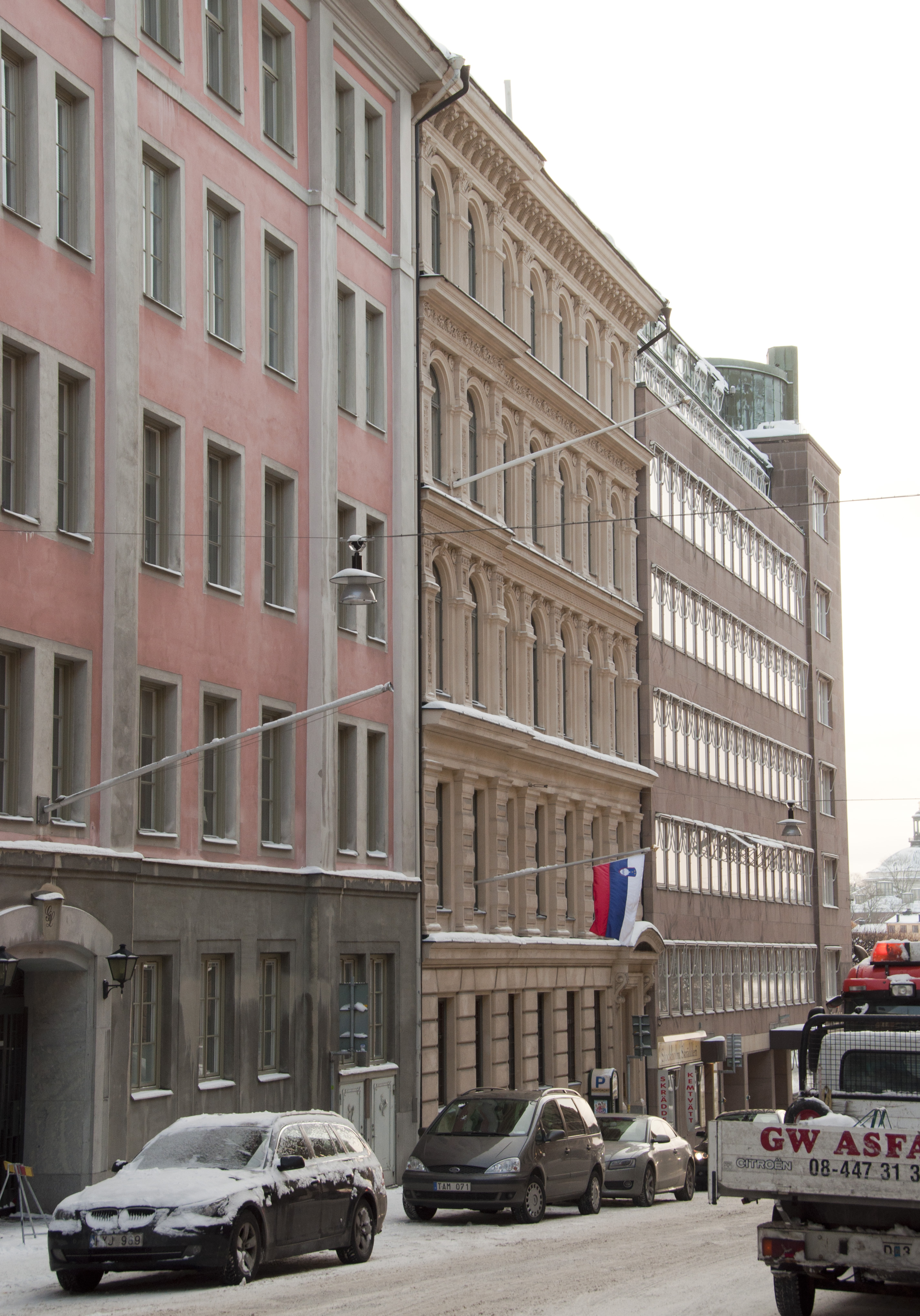
Посольство Словенії
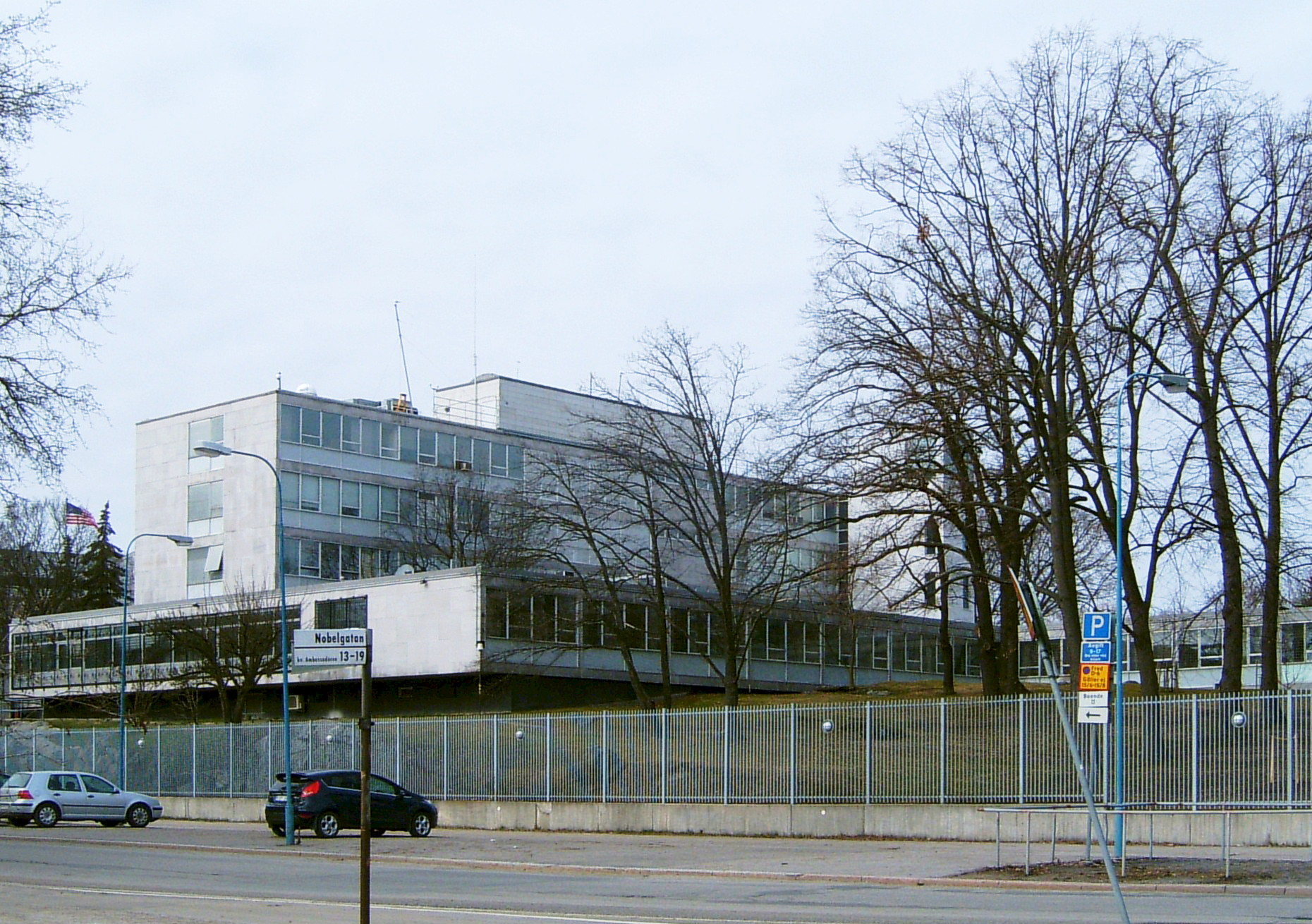
Посольство США
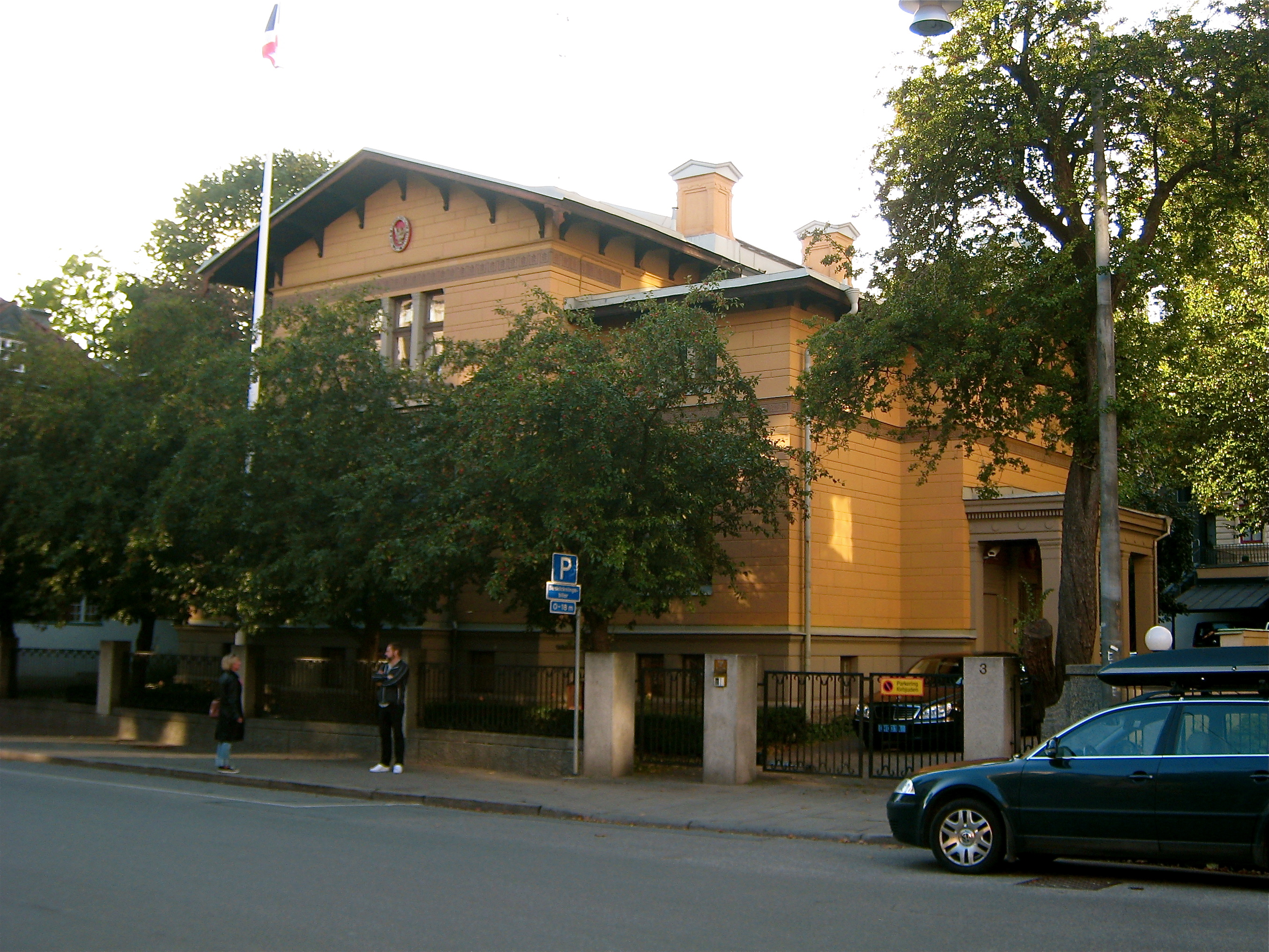
Посольство Таїланду
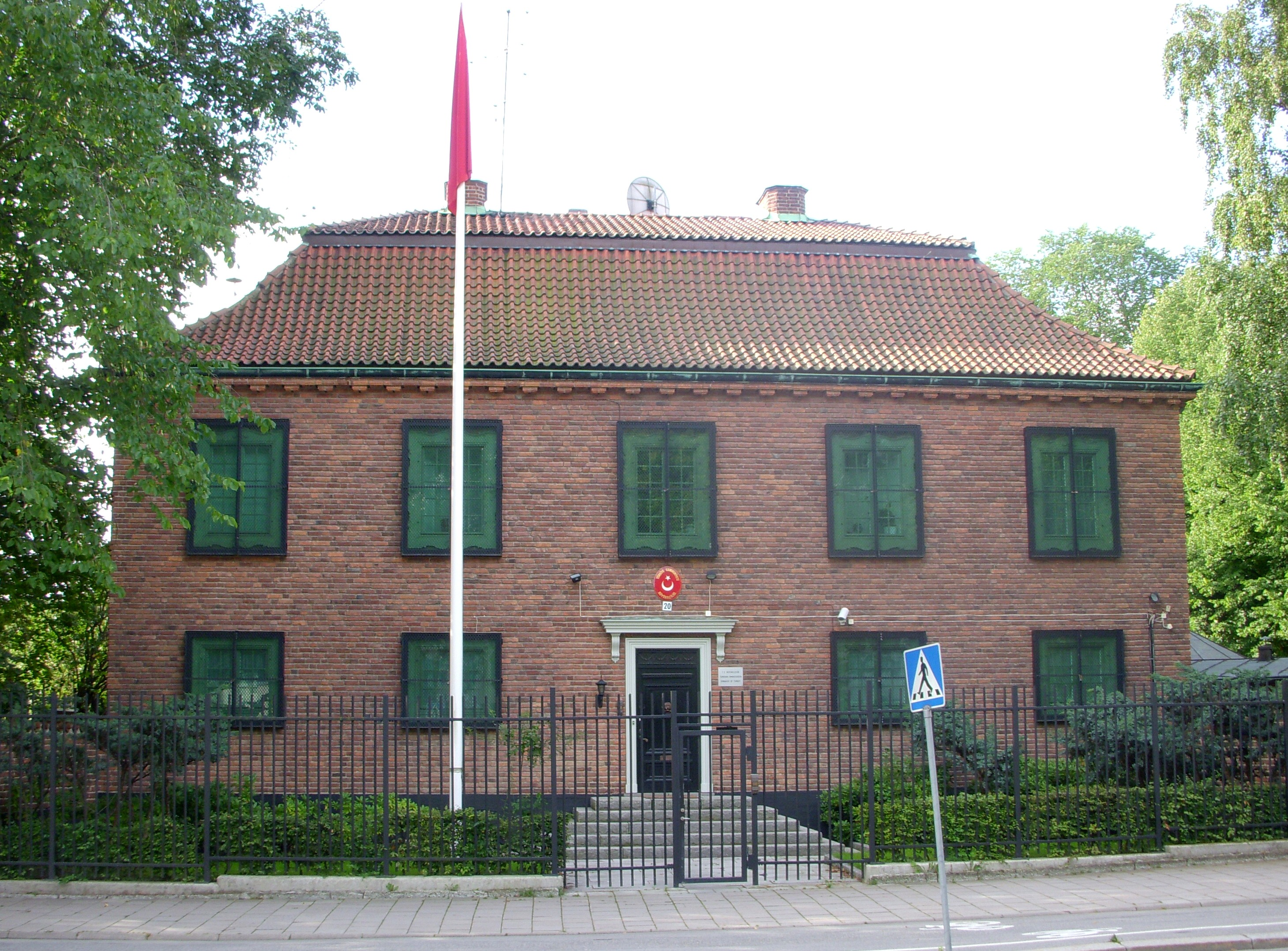
Посольство Туреччини
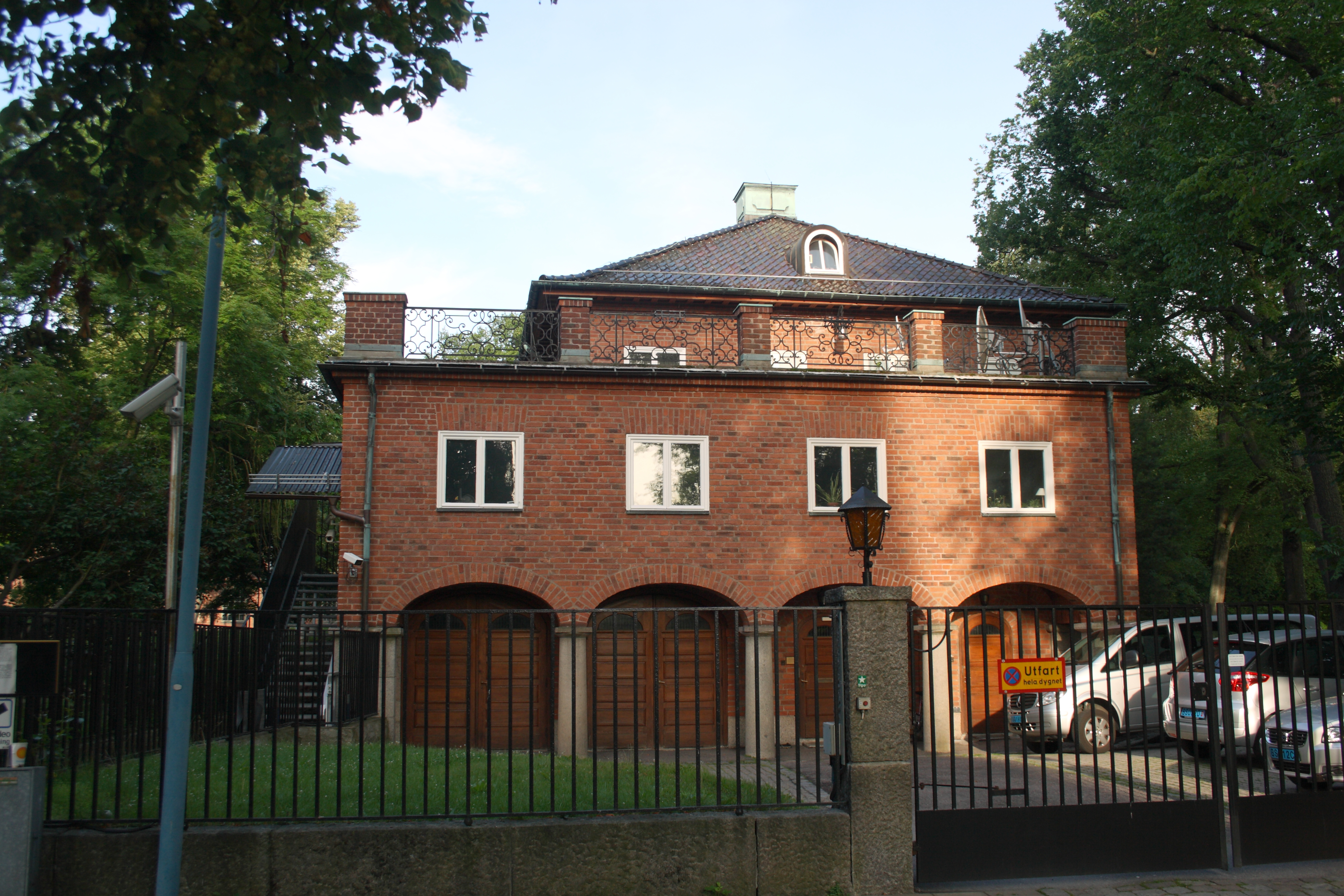
Посольство Угорщини
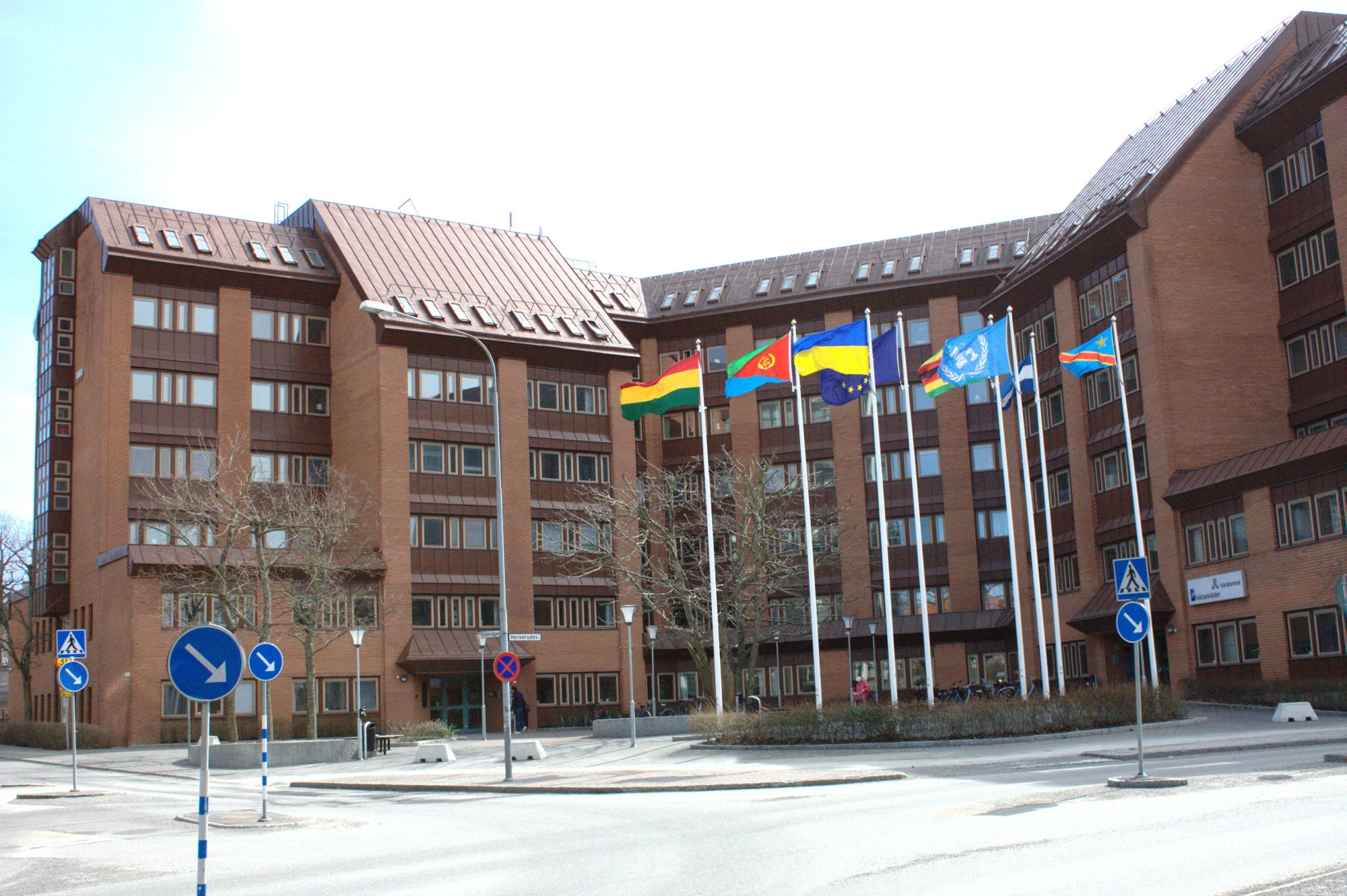
Посольства України, Болівії, ДР Конго, Еритреї, Зімбабве та Нікарагуа
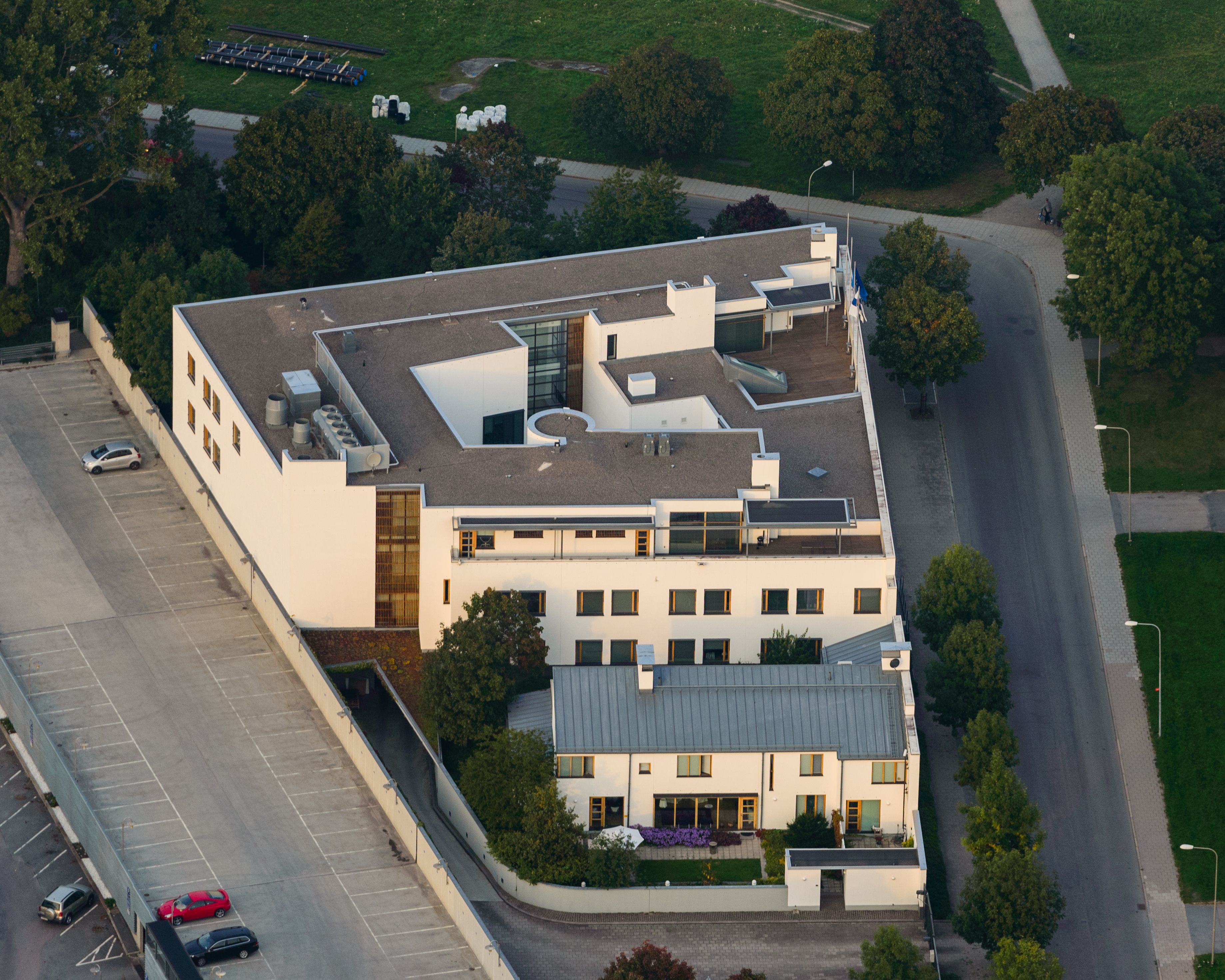
Посольство Фінляндії
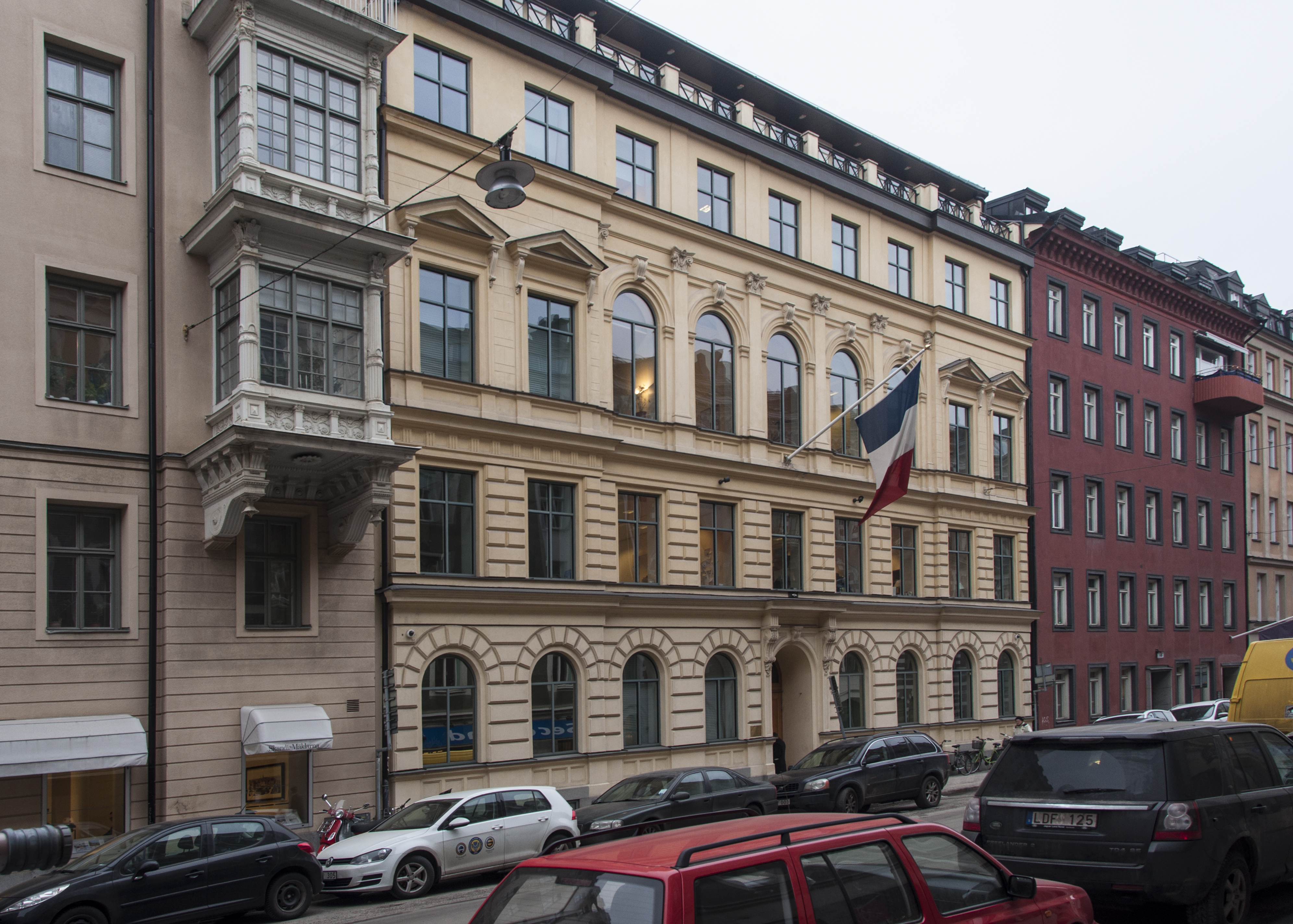
Посольство Франції
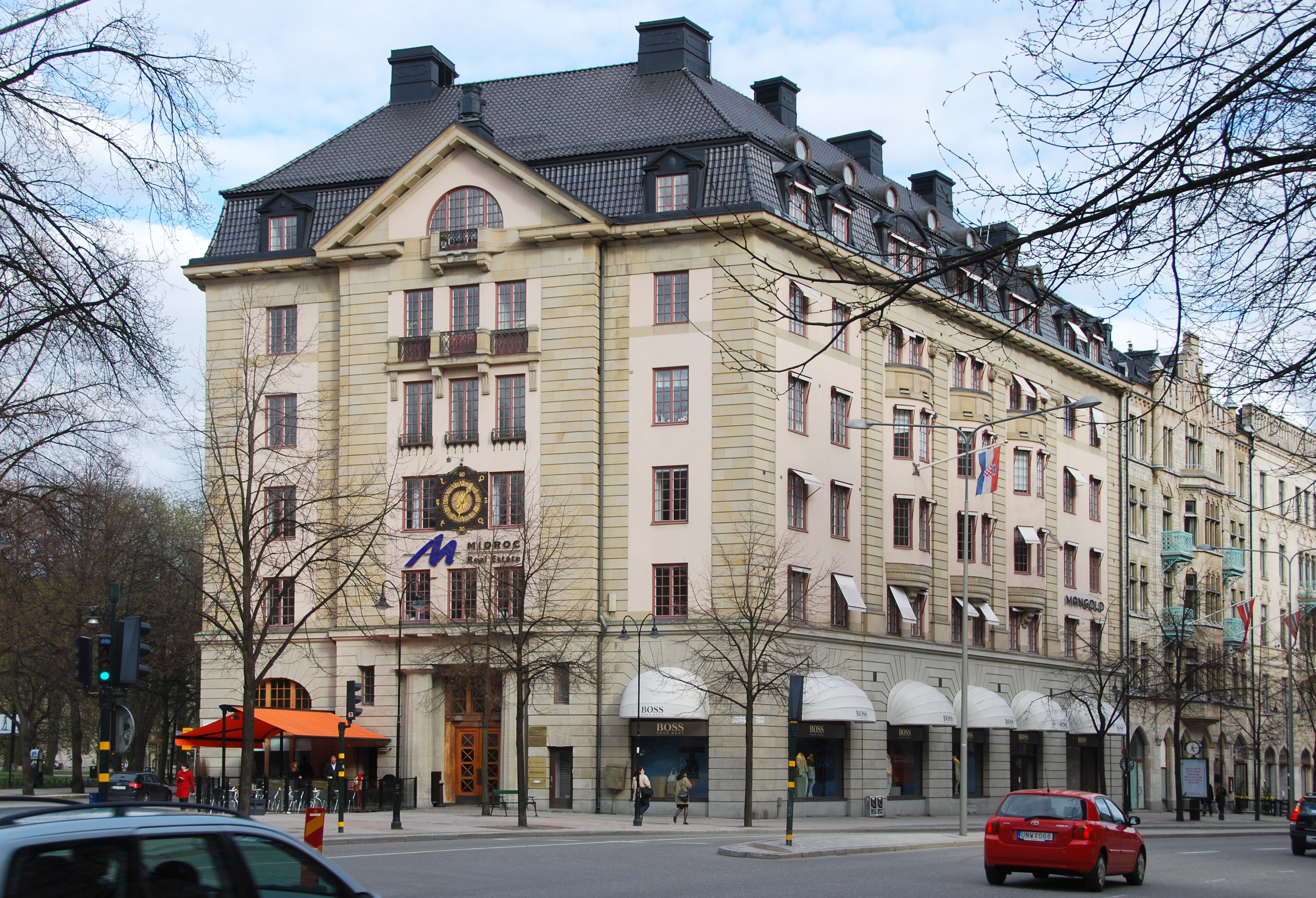
Посольство Хорватії
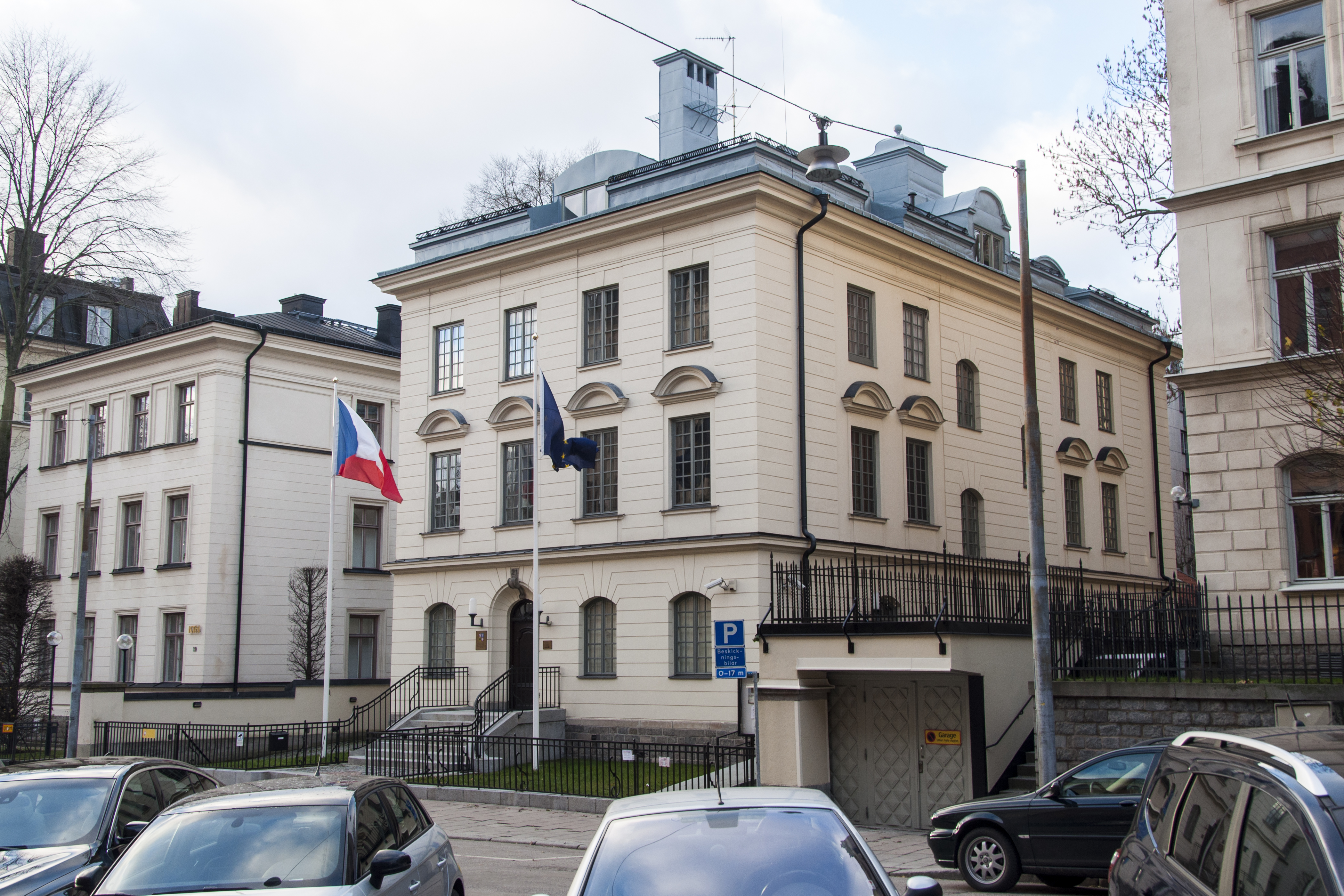
Посольство Чехії
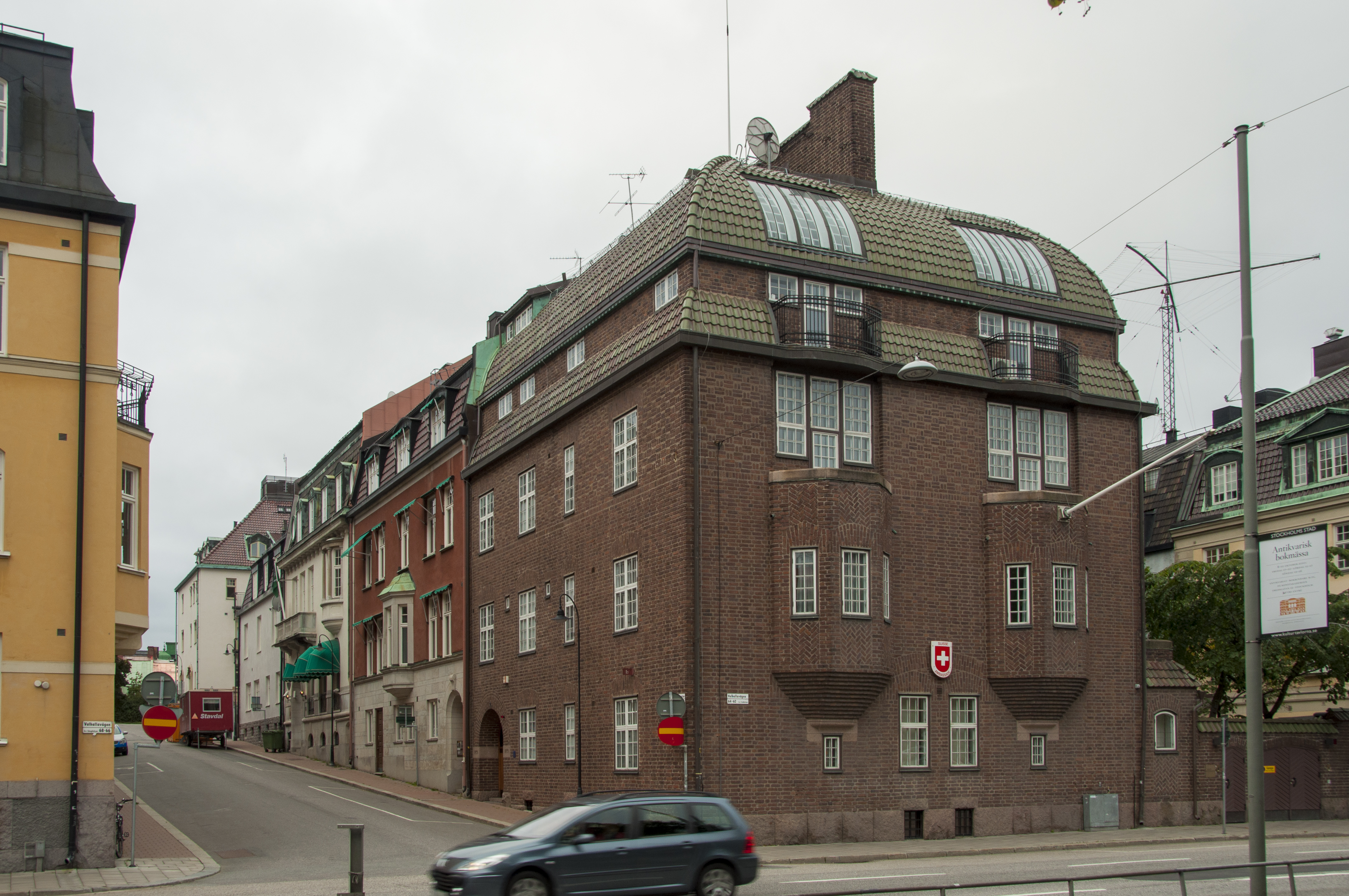
Посольство Швейцарії
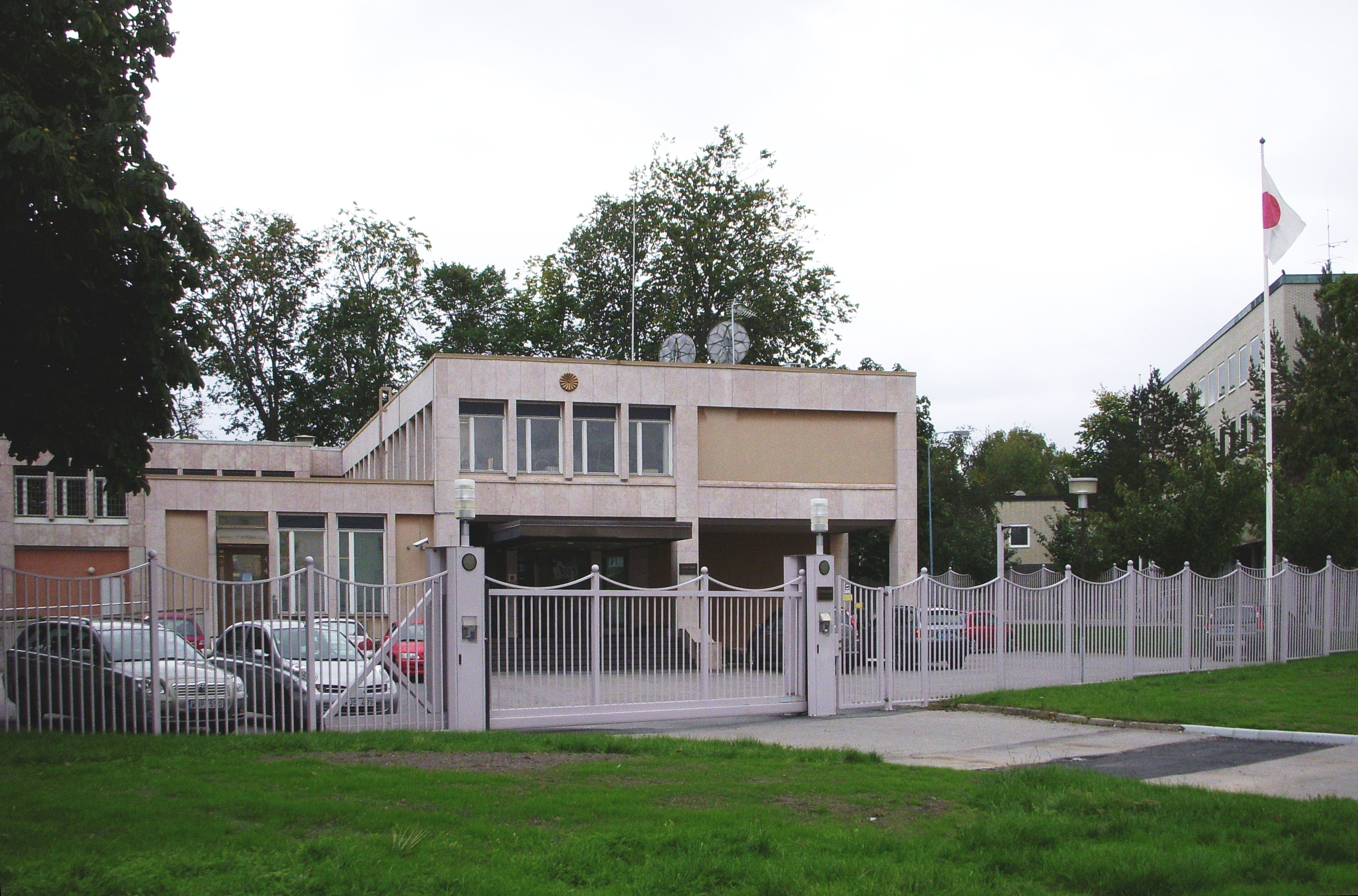
Посольство Японії
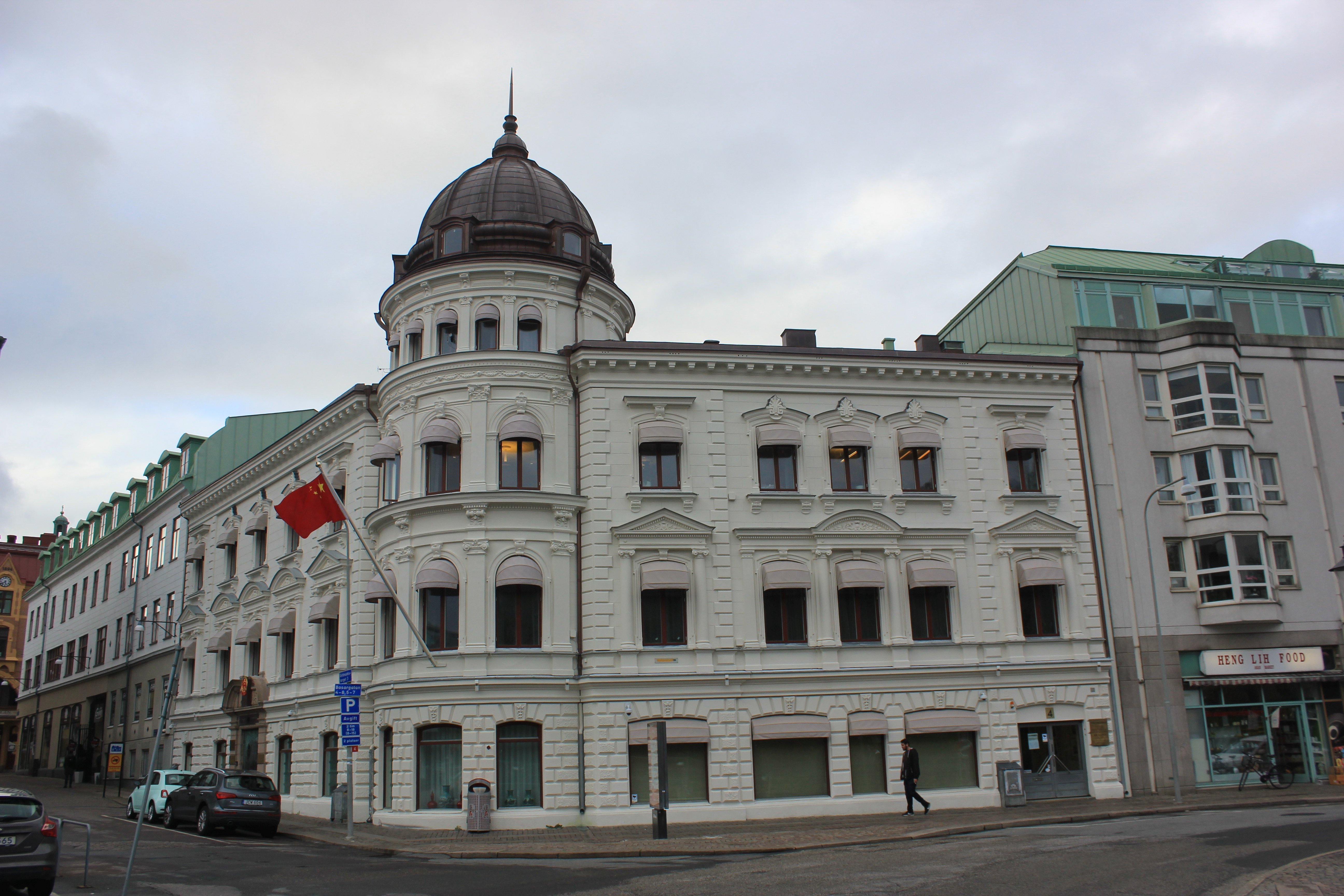
Консульство Китаю в Гетеборзі
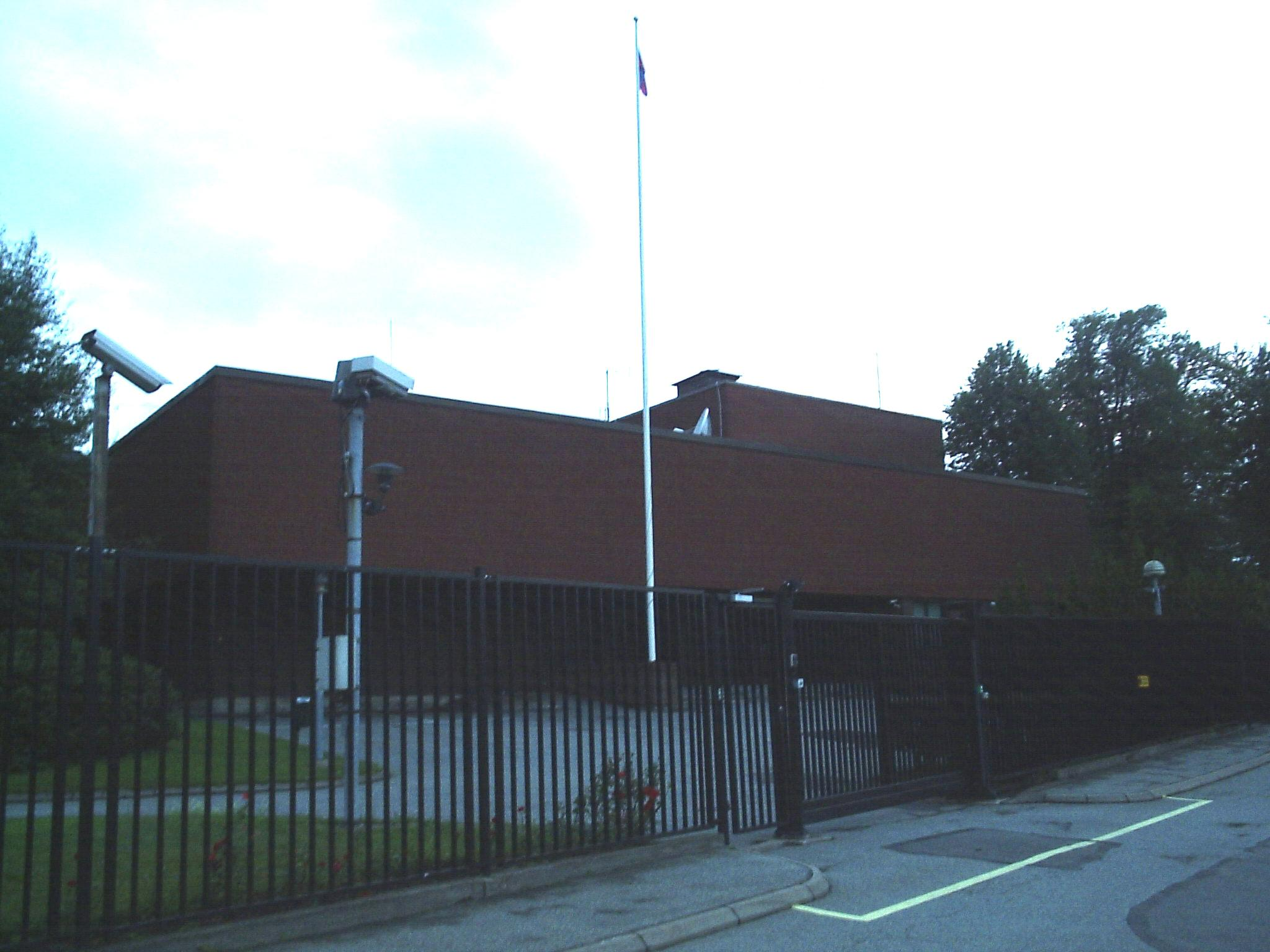
Консульство Росії в Гетеборзі